# عملیات بارباروسا
عملیات بارباروسا (به آلمانی: Unternehmen Barbarossa) که با عنوان تهاجم آلمان به اتحاد جماهیر شوروی نیز شناخته می‌شود، اسم رمز یورش ورماخت (نیروهای مسلح آلمان) و برخی متحدانش در نیروهای محور به اتحاد جماهیر شوروی در جریان جنگ جهانی دوم بود که به‌عنوان بزرگ‌ترین و گسترده‌ترین یورش نظامی تاریخ در روز یکشنبه ۲۲ ژوئن ۱۹۴۱ آغاز شد. این عملیات قصد داشت هدف ایدئولوژیک آلمان برای تصرف سرزمین‌های غربی شوروی به‌عنوان فضای حیاتی و جای دادن نژاد آلمانی در آن را به منصه اجرا بگذارد. هدف آلمانی‌ها از طرح جامع برای شرق به‌دست آوردن منابع نفتی قفقاز و همچنین اراضی کشاورزی شوروی بود.
در دو سال منتهی به جنگ، دولت‌های آلمان و شوروی معاهدات سیاسی و اقتصادی با اهداف راهبردی میان خود به امضا رسانده بودند. در پی حصول فراغت از جبهه غربی پس از پیروزی بر فرانسه در مهٔ ۱۹۴۰، فرماندهی عالی ورماخت ژوئیهٔ همان سال آغاز به طرح‌ریزی یک تهاجم به شوروی کرد که در نهایت در ۱۸ دسامبر ۱۹۴۰ با صدور فرمان شماره ۲۱ پیشوا نهایی شد. در طول عملیات بارباروسا، حدود سه میلیون نیروی مهاجم (بزرگ‌ترین نیروی تهاجمی در تاریخ نظامی) در جبهه‌ای به‌طول ۲۹۰۰ کیلومتر با قریب به ۶۰۰ هزار خودرو و ۶۲۵ هزار اسب، به شوروی حمله بردند. این تهاجم نقطه اوج جنگ جهانی دوم به‌لحاظ جغرافیایی و نظامی بود. آغاز این عملیات موجب گشوده شدن جبهه شرقی جنگ برای آلمان گردید؛ جبهه‌ای که بیشترین شمار نیروها نسبت به هر جبهه دیگری در تاریخ را به خود دید و تأثیر بسزایی بر سیر جنگ جهانی دوم و تاریخ سده بیستم داشت.
در جریان این عملیات نیروهای آلمانی با جلوداری چهار گروه زرهی زیر چتر پشتیبانی هوایی لوفت‌وافه، با غافلگیر کردن ارتش سرخ در مجموعه‌ای از حملات متوالی، در مدتی کوتاه یعنی کمتر از شش ماه، پیشروی سریعی در سه محور راهبردی شمالی، مرکزی و جنوبی در عمق ۱۰۰۰ تا ۱۲۰۰ کیلومتری تا حومه لنینگراد، مسکو و روستوف-نا-دونو صورت دادند. در محور مرکزی، آلمانی‌ها با دو انبر شمالی و جنوبی گروه ارتش مرکز، تا پایان ماه نخست سه ارتش میدانی شوروی را در غرب مینسک به محاصره درآوردند و منهدم کردند. تا پایان ماه بعد محاصره مشابه دیگری توسط این گروه ارتش این بار در ناحیه شمال اسمولنسک حول سه ارتش دیگر شوروی پدید آمد. در همین حال، دو گروه ارتش شمالی و جنوبی ورماخت نیز موفقیت‌های تقریباً همسانی کسب کردند. در این زمان در یک تصمیم سرنوشت‌ساز در اواخر ژوئیه، آلمانی‌ها با به تعویق انداختن تهاجم به سمت مسکو، بر اراضی شمالی و جنوبی متمرکز شدند. در پی این انحراف، پیروزی‌های مهمی در جنوب با محاصره و انهدام تمامی نیروهای جبهه جنوب غربی شوروی در ناحیه شرق کی‌یف و در شمال با تکمیل محاصره لنینگراد حاصل گشت اما تهاجم به مسکو برای یک ماه به تأخیر افتاد تا فرصت کمتری برای ورماخت جهت پایان دادن موفقیت‌آمیز به عملیات پیش از فرا رسیدن زمستان باقی بماند.
در بعد تاکتیکی–عملیاتی، نیروهای آلمانی پیروزی‌های قابل‌توجهی کسب کرده، برخی از مهم‌ترین مراکز اقتصادی و سیاسی شوروی به‌ویژه در اوکراین را تصرف نموده و با وجود متحمل شدن تلفاتی سنگین، با اجرای نبردهای محاصره‌ای به دشمن خود مقدار بیشتری تلفات و خسارات وارد آوردند. نیروهای آلمانی با اجرای تاکتیک جنگ برق‌آسا در اعماق خطوط دفاعی دشمن در مجموع بیش از سه میلیون سرباز ارتش سرخ شوروی را به اسارت گرفتند. با وجود موفقیت‌های اولیه، تهاجم آلمان به مشکلات عدیده‌ای همچون معضلات ترابری و تدارکاتی، کاستی‌های طراحی عملیاتی و زمستان روسیه گرفتار شد. در پایان این عملیات در دسامبر ۱۹۴۱، نیروهای آلمانی با شکست در نبرد مسکو و ضدحمله زمستانی شوروی از حومه پایتخت به عقب رانده شدند. آلمانی‌ها با اطمینان بالایی انتظار فروپاشی سریع ساختار حاکمیت و مقاومت در شوروی همانند لهستان و فرانسه را داشتند اما حکومت شوروی و ارتش سرخ با نجات از تهاجم اولیه، دشمن را وارد یک جنگ فرسایشی نمودند؛ جنگی که آلمان با محدودیت در منابع مادی و انسانی مهیای آن نبود. نیروهای فرسوده ورماخت با از دست دادن ابتکار عمل، دیگر قادر به رسوخ در عمق سرزمین‌های شوروی نبودند و در نهایت متحمل شکست قطعی شدند.

## نام‌گذاری
این عملیات نام فریدریش یکم، پادشاه آلمان و امپراتور مقدس روم (رایش نخست) را که به‌سبب ریش سرخ «بارباروسا» لقب گرفته بود، بر خود داشت. فریدریش یکم کسی بود که در سال ۱۱۸۹ میلادی و در جریان جنگ صلیبی سوم در رأس قوای صلیبی برای بازپس‌گیری اورشلیم به جنگ مسلمانان به رهبری صلاح‌الدین ایوبی رفت. آدولف هیتلر، پیشوای «رایش سوم» که جنگ خود با شوروی را نوعی جنگ صلیبی، این بار علیه بلشویسم تلقی می‌کرد، لقب فریدریش یکم یعنی «بارباروسا» را بر عملیات تهاجم به شوروی گذاشت.

## پیش‌زمینه

### روابط آلمان و شوروی
با روی کار آمدن کمونیست‌ها در روسیه، اتحاد جماهیر شوروی سیاست توسعه‌طلبانه‌ای اتخاذ کرد. در نخستین دهه از حاکمیت کمونیست‌ها، این کشور در تلاش بود ایده «انقلاب بلشویکی» خود را به سرتاسر جهان از جمله آلمان صادر کند. آلمان و شوروی از میانه دهه ۱۹۲۰ برای رشد ظرفیت تجهیزات نظامی خود همکاری‌هایی سرّی صورت دادند تا آلمان بتواند ضمن دور زدن محدودیت‌های پیمان ورسای، فرصتی جهت بازسازی توان نظامی خود بیاید. هر دو طرف منفعت بالایی از این همکاری حاصل کردند و در آینده نزدیک به قدرت‌های برتر در زمینه جنگ‌افزارهای زرهی و هوایی بدل شدند.
با وجود این، روابط دو طرف بر اثر واگرایی نظام‌های اجتماعی و سیاسی آن‌ها به‌سرعت به سمت تضاد کشیده شد. با به قدرت رسیدن آدولف هیتلر در سال ۱۹۳۳ تنش در روابط دو کشور شتاب گرفت. اختلافات ایدئولوژیک، با جانبداری از دو جبهه مخالف، حتی موجب تقابل عیان نظامی بین آلمان و شوروی در جنگ داخلی اسپانیا در سال ۱۹۳۶ شد.

### پیمان مولوتوف–ریبنتروپ

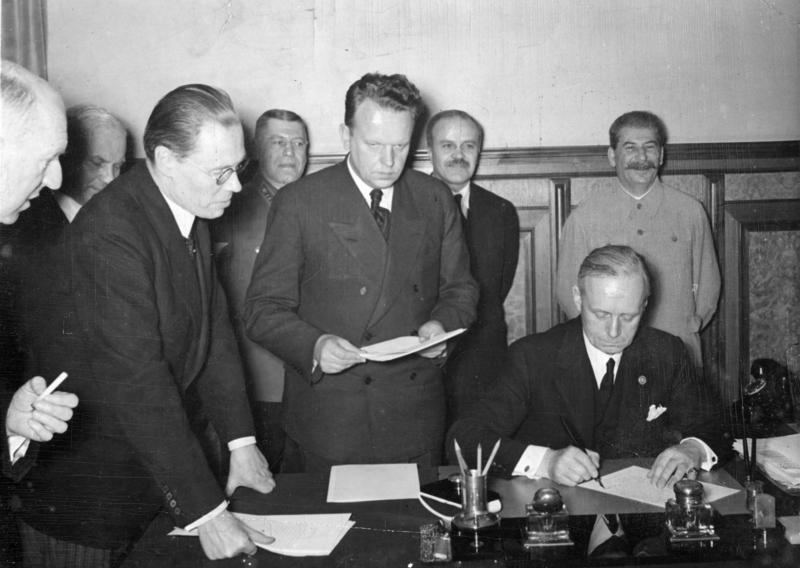
یوآخیم فن یبنتروپ، وزیر خارجه آلمان در ۲۳ اوت ۱۹۳۹ در حال امضای پیمان عدم تجاوز با شوروی، ژوزف استالین و ویاچسلاو مولوتف، وزیر خارجه شوروی در پشت ایستاده‌اند.

با پیش گرفته شدن سیاست مماشات توسط قدرت‌های غربی در قبال آلمان، شوروی در نهایت وادار شد با آلمان وارد معامله شود. شوروی به تلاش بریتانیا و فرانسه برای دفع خطر آلمان از خود و تشویق آن به توسعه به سمت شرق، مظنون شده و حتی نگران بود در نهایت آلمان و بریتانیا با هم‌دستی یکدیگر جنگی علیه شوروی کمونیست به پا کنند. در طرف دیگر، تضمین استقلال لهستان توسط بریتانیا، جایگاه آلمان در اروپا را به چالش کشید. همین موضوع محرکی برای آلمان جهت خنثی‌سازی تهدید شوروی با رسیدن به توافق با آن، برای اجتناب از گرفتاری در جنگ دو جبهه‌ای شد.
مذاکرات بین طرفین از آوریل ۱۹۳۹ آغاز شد. روز ۲۳ اوت، یواخیم فن ریبنتروپ، وزیر خارجه آلمان، وارد مسکو شد. توافق نهایی طی چند ساعت حاصل گردید و روز بعد به امضا رسید. منعقد‌کنندگان این پیمان که به پیمان مولوتوف–ریبنتروپ معروف شد، علاوه بر لهستان بخش‌های دیگر شرق اروپا از جمله کشورهای حوزه دریای بالتیک، رومانی و فنلاند را بین یکدیگر تقسیم کردند و آلمان مجال پیدا کرد بدون نگرانی از جناح شرقی، به لهستان و سپس فرانسه حمله کند. به هر حال، هر دو طرف کاملاً آگاه بودند که این توافق چیزی بیش از یک پیوند موقت تا زمانی که منافع آن‌ها را تأمین می‌کند، نیست و شکی وجود نداشت که آلمان در اولین فرصت چرخشی ضد طرف مقابل خواهد داشت.

## انگیزه‌ها و اهداف

### اهداف ایدئولوژیک

نقشه سکونت‌های جدید مهاجران آلمانی، تهیه شده توسط دانشگاه هومبولت برلین

در کتاب نبرد من، آدولف هیتلر، پیشوای آلمان، مهم‌ترین وظیفه سیاست خارجی حکومت را امنیت‌بخشی به بقای نژاد آن ملت می‌داند و این امر را از طریق برقراری «نسبتی سالم و طبیعی» بین مقدار جمعیت و رشد آن و متناسب با گستردگی جغرافیایی و منابع آن میسر می‌شمارد. او نسبت جمعیت آلمان به مساحت آن را «حزن‌انگیز» می‌خواند که باعث شده این کشور از اهمیتی برخوردار نباشد. هیتلر در ادامه می‌نویسد اگر مردم آلمان در چنین اراضی محدودی «زندانی» شوند، در آینده با «بدبختی» روبه‌رو خواهند شد. او جنبش ناسیونال سوسیالیست را با به دست آوردن اراضی جدید، ناجی مردم آلمان از نابودی یا به بردگی درآمدن معرفی می‌نماید. هیتلر در این راه بازیابی اراضی امپراتوری آلمان در سال ۱۹۱۴ و حتی هر دوره دیگری در تاریخ این کشور را کافی نمی‌بیند. او توسعه استعماری در سایر قاره‌ها را مشکل‌گشا نمی‌داند و بر لزوم سلطه بر اراضی بیشتر در خاک اروپا تأکید می‌کند. او در نهایت اذعان می‌دارد که آلمانی‌ها بدین منظور باید به شرق و مشخصاً روسیه و کشورهای وابسته هم‌مرز آن نظر بیفکنند.
هیتلر قوام‌دهنده حکومت‌های پیشین روسیه را هسته‌ای از «روشنفکران آلمانی» در طبقه حاکمان آن می‌داند که هم‌اینک جای خود را به «یهودیان» داده‌اند؛ یهودیانی که پایدار نگاه داشتن این حکومت برایشان ممکن نیست و امپراتوری عظیم روسیه را به سمت انحلال پیش می‌برند. هیتلر می‌پندارد «یهودیت بین‌المللی» به‌عنوان «مجرمان خون‌آلود و خون‌آشام» و «انگل‌های نمایشگر فریب و خدعه» در لباس «بلشویسم روسی» به دنبال آن است که علاوه بر روسیه بر تمامی جهان از جمله آلمان سلطه استبدادی یابد و موجب از بین رفتن این کشور گردد. هیتلر تنها عامل بازدارنده را به‌کارگیری قوه قهریه بیرونی توسط نیرویی قدرتمندتر علیه آن‌ها برمی‌شمارد تا تلاش عناصر «یهودی–بلشویکی» برای سلطه بر جهان به همراه خودشان نابود شود.

### تمکین بریتانیا
پس از آغاز جنگ جهانی دوم، هیتلر معتقد بود می‌تواند بدون نیاز به تهاجم به این کشور، با بریتانیا از در صلح وارد شود و با آن به توافقی برسد که در آن آلمان بر بدنه اصلی خاک اروپا مسلط می‌شود و بریتانیا با دست کشیدن از مناطق تحت سلطه آلمان، امپراتوری جهانی خود را حفظ می‌کند. هیلتر اما دلیل مقاومت و حاضر نبودن بریتانیا به صلح را امید آن به شوروی می‌دانست و استالین را در حال تحریک آن کشور برای ادامه دادن جنگ و معطل کردن آلمان جهت خرید زمان برای خود می‌دید. از این رو، به زعم هیتلر از میان برداشتن شوروی امید بریتانیا را نقش بر آب می‌کرد و آلمان را بر اروپا حاکم می‌نمود.

### نفت و مواد اولیه
در پی اعمال محاصره دریایی توسط بریتانیا، امکان واردات نفت برای آلمان از طریق دریا از میان رفت و این کشور کاملاً به میدان‌های نفتی محدود رومانی وابسته شده بود. پیش‌بینی می‌شد ذخایر نفت آلمان تا اکتبر ۱۹۴۱ به پایان برسد. از این رو، پیشنهاد تهاجم و تسلط سریع بر میدان‌های نفتی شوروی در قفقاز مطرح شد که اگر صورت نمی‌گرفت، عواقب وخیمی در عملیات‌های نظامی پس از سپتامبر ۱۹۴۱ در پی می‌داشت. از طرفی با بسیج مقدار زیادی از نیروی انسانی آلمان برای مقاصد جنگی، این کشور با کمبود نیروی کار در بخش کشاورزی نیاز شدیدی به واردات مواد غذایی پیدا کرده بود. با یادآوری شرایط نزدیک به قحطی آلمان در اثر محاصره دریایی بریتانیا در جنگ جهانی اول، روی‌آوری به شرق مخصوصاً اوکراین، به منظور دستیابی به منابع غذایی اجتناب‌ناپذیر به نظر می‌رسید.

## نیروهای طرفین

### آلمان

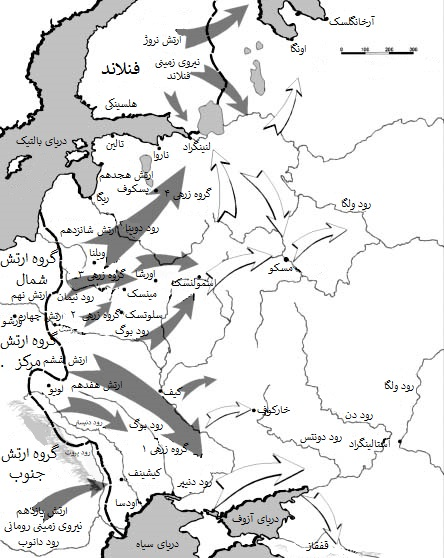
محل استقرار و حوزه عملیاتی سه گروه ارتش آلمان

نبردهای پیشین، با وجود اینکه باعث از بین رفتن مقدار زیادی از تجهیزات (عموماً منسوخ) آلمانی شده بود، تلفات نسبتاً سبکی به ورماخت وارد آورده و آن را دست‌نخورده باقی گذاشته بود. تقریباً تمامی افسران و درجه‌داران نیروی زمینی آلمان میدان نبرد را در لهستان و جبهه غربی تجربه کرده بودند. ورماخت در سال‌های ۱۹۳۹ و ۱۹۴۰ در اوج قدرت خود به نظر می‌رسید.
آلمانی‌ها در فاصله بین دو جنگ دکترین نظامی بلیتس‌کریگ را توسعه داده بودند. در این روش تجهیزات متحرک رزمی با حمله متمرکز به بخش‌های کوچکی از خط مقدم، خطوط دشمن را می‌شکستند و خود را به پشت این نیروها می‌رساندند و با برهم زدن مسیر تدارکات و فرماندهی آن‌ها، بخش بزرگی از نیروهای دشمن را به محاصره درمی‌آوردند. سپس نیروهای پیاده‌نظام یگان‌های در محاصره را منهدم می‌کردند. گاهی ممکن بود با تأخیر پیاده‌نظام، نیروهای دشمن موفق به گریز از حلقه محاصره شوند. این مسئله در اثر ناکافی بودن تجهیزات موتوری نیروهای پیاده‌نظام آلمان بروز می‌نمود.
با توجه به اهمیت حیاتی نیروهای زرهی در دکترین تهاجمی آلمان، آلمانی‌ها پیش از آغاز عملیات بارباروسا با کاهش تعداد میانگین تانک‌های هر لشکر از ۳۰۰ به کمتر از ۱۶۰ دستگاه، تعداد لشکرهای زرهی‌شان را از ۱۲ به ۲۴ افزایش دادند.
برخلاف افسران ارتش سرخ شوروی، تمامی رده‌های افسران آلمانی آموزش دیده بودند تا به ابتکار خود دست به عمل بزنند و در صورت عدم دریافت فرمان از رده‌های بالاتر با تفکرات خود به مسیر ادامه دهند.
به‌عنوان بزرگ‌ترین نیروی تهاجمی تاریخ، آلمان برای عملیات بارباروسا، در مجموع بیش از ۳ میلیون نفر از نیروهای خود را در قالب ۱۵۱ لشکر شامل ۱۹ لشکر زرهی و ۱۵ لشکر پیاده‌نظام موتوریزه در مناطق شرقی متمرکز کرد. این نیروها در مجموع بالغ بر ۳۳۵۰ تانک و ۷۲۰۰ قبضه توپ در اختیار داشتند. فنلاند با ۱۴ لشکر و رومانی نیز با ۴ لشکر و ۶ تیپ با پشتیبانی ۹ لشکر و ۲ تیپ دیگر، به‌عنوان متحد یا متفق آلمان در عملیات بارباروسا حضور داشتند. هدایت تمامی نیروهای محور در اختیار فرماندهی عالی نیروی زمینی آلمان بود. ورماخت جنگ با شوروی را مجموعاً با ۶۰۰ هزار وسیله موتوری و قریب به ۶۲۵ هزار اسب، برای کشیدن موارد مختلف از جمله قطعات توپخانه، آغاز کرد.

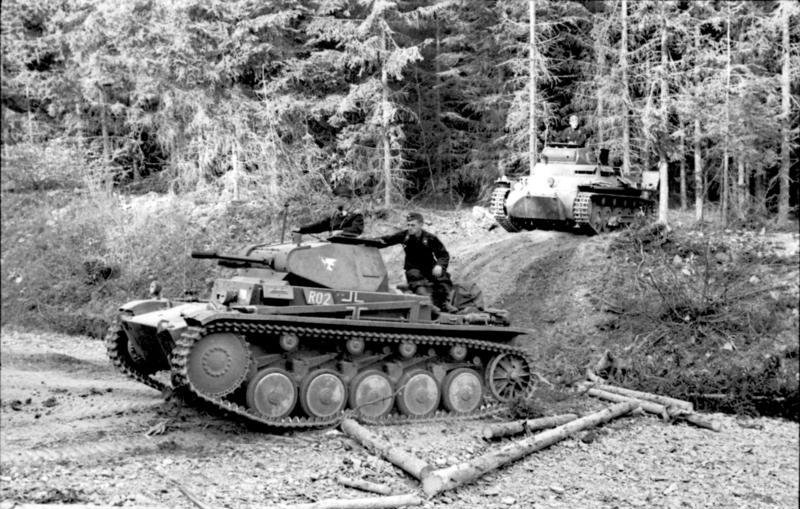
تانک‌های پنزر ۱ و پنزر ۲ آلمانی در جبهه غربی، ۱۹۴۰

نزدیک به ۲۷۷۰ فروند هواگرد برای این عملیات در نظر گرفته شده بود. در حالی که هواگردهای مسرشمیت ب‌اف ۱۰۹اف جنگنده‌های فوق‌العاده‌ای بودند، مابقی انواع مدل‌های نیروی هوایی آلمان به‌سرعت رو به کهنگی می‌رفتند. لوفت‌وافه، نیروی هوایی رایش سوم، در سال ۱۹۴۱، با توجه به عملیات هوایی بر فراز بریتانیا، قریب به ۲۰۰ بمب‌افکن کمتر از فصل بهار پیشین در اختیار داشت. در حقیقت، لوفت‌وافه با این تجهیزات یک نیروی هوایی تاکتیکی با قابلیت حمایت از عملیات‌های تهاجمی زمینی کوتاه‌مدت به حساب می‌آمد و توانایی انجام عملیات هوایی عمیق را نداشت.
در مجموع، با باقی گذاشتن ۵۵ لشکر و ۱۵۰۰ هواگرد در مناطق دیگر، ۷۳٫۶ درصد از نیروی زمینی و ۵۸٫۳ درصد از نیروی هوایی آلمان در هنگام آغاز عملیات بارباروسا بدین منظور به‌کار گرفته شدند.

#### متحدان آلمان
آلمان برای نخستین بار پس از آغاز جنگ جهانی دوم در طرح عملیاتی بارباروسا به نیاز و تمایل به دریافت یاری از سوی متحدان خود در نیروهای محور اذعان کرد. با وجود این، برخلاف آلمان، هیچ‌کدام از متحدان آن بهره چندانی از توان صنعتی نداشتند و اقتصاد آن‌ها دچار عقب‌ماندگی بود.
به خواست هیتلر، آلمان از مطلع ساختن متحدان خود، به‌جز رومانی، از زمان دقیق آغاز عملیات تا پیش از لحظات آخر خودداری کرد. همکاری با اسلواکی و مجارستان تنها به جهت امور تدارکاتی در نظر گرفته شده بود.
- رومانی: نقطه‌ضعف نیروی زمینی این کشور، نبود تسلیحات سنگین و ترابری موتوری بود. در هر یک از ۳۵ لشکر آن تنها ۵۲ توپ اسب‌کشنده و ۴۰ توپ ضدتانک وجود داشت که بیشتر آن‌ها نیز با کالیبر پایین و مربوط به پیش از جنگ جهانی اول بودند. سواره‌نظام همچنان قوه اصلی به‌حساب می‌آمد.[۶۰] پس از آن که دولت رومانی آمادگی خود برای مشارکت فعالانه و مهاجمانه در جنگ را اعلام کرد، فرماندهی ظاهری نیروهای رومانیایی و آلمانی مستقر در رومانی به ایون آنتونسکو، نخست‌وزیر این کشور سپرده شد؛ با این حال، ارتش یازدهم ورماخت در حقیقت مسئولیت طرح‌ریزی و نظارت بر اجرای عملیات‌های این نیروها را بر عهده داشت.[۶۱] رومانی بیشترین نیرو را در بین متحدان آلمان به عملیات بارباروسا اختصاص داده بود که شامل ارتش‌های سوم و چهارم و قوای زرهی آن می‌شد.[۶۲]
- فنلاند: نیروی زمینی کوچک دوران صلح فنلاند تنها ۹ لشکر در قالب سه سپاه در اختیار داشت. با توجه به اتکای این کشور به سیاست بی‌طرفی و شرایط جغرافیایی خود، تانک، توپخانه و هواگرد به‌ندرت در نیروهای مسلح آن یافت می‌شد. هنگامی که جنگ زمستان موجب بطلان تصور عدم نیاز به نیروهای مسلح گسترده‌تر شد، فنلاند با یک بسیج عمومی گسترده ۴۰۰ هزار نفر (۱۰ درصد از کل جمعیت کشور) را در قالب ۷ سپاه سازمان داد و هر تسلیحات سنگینی را که از شوروی به غنیمت گرفته بود یا می‌توانست از خارج بخرد، به کار برد.[۶۳]
- ایتالیا: نیروهای مسلح ایتالیا از وضعیت مناسبی برخوردار نبودند. به آموزش توجه چندانی نمی‌کردند و ظرفیت مالی زیادی برای تهیه مهمات و تجهیزات نداشتند. افسران و درجه‌داران آن بی‌تجربه و برای رزم ناآماده بودند. با کمبود ادوات موتوری، بیشتر ادوات و تجهیزات نیروی زمینی ایتالیا را اسب‌ها می‌کشیدند.[۶۴] با وجود عدم دخالت در طرح‌ریزی، رهبران ایتالیا از مه ۱۹۴۱ از قصد آلمان در تهاجم به شوروی مطلع شده و خواهان مشارکت در این عملیات بودند اما آلمانی‌ها با آگاهی از شرایط نیروهای مسلح این کشور در آن تردید داشتند. در نهایت مقرر شد یک سپاه از طرف ایتالیا تحت عنوان «سپاه اعزامی ایتالیا در روسیه» با مجموعاً ۶۲ هزار نفر از نیروهای خبره در این عملیات حضور داشته باشد.[۶۵]
- مجارستان: با محدودیت‌های اعمال شده بر این کشور در اثر پیمان تریانون نیروی زمینی آن تنها می‌توانست ۳۵ هزار نفر در اختیار داشته باشد اما همانند آلمان، مجارستان نیز به‌سرعت شروع به نقض محدودیت‌ها کرده بود. فقدان تسلیحات سنگین و تحرک در نیروهای مسلح این کشور نیز وجود داشت. مجارستان با خرید و تولید تحت لیسانس تانک‌های خارجی در رقابت با رومانی، مقداری نیروی زرهی برای خود ایجاد نموده بود. نیروی هوایی این کشور با شش هزار خدمه و بیش از ۳۰۰ هواگرد در وضعیت بهتری به‌سر می‌برد.[۶۶]
- کرواسی: دولت مستقل کرواسی تنها چند ماه پیش از آغاز عملیات بارباروسا و در پی تهاجم آلمانی‌ها به یوگسلاوی تشکیل شده بود. این کشور به منظور مشارکت در «جنگ صلیبی علیه بلشویسم» هنگ تقویت‌شده ۳۶۹ پیاده‌نظام را به کمک ۳ هزار داوطلب کروات و بوسنیایی تشکیل داد. این هنگ به‌عنوان تنها یگان خارجی، در جریان عملیات بارباروسا بخشی از نیروی زمینی آلمان به حساب می‌آمد. یک لژیون هوایی از کرواسی نیز در عملیات حضور داشتند.[۶۷]
- امپراتوری ژاپن: با وجود اینکه امپراتوری ژاپن مدتی پیش از آغاز عملیات از قصد آلمان در تهاجم به شوروی مطلع شده بود، درخواستی برای مشارکت این کشور در این عملیات مطرح نگشت. تنها پس از آغاز عملیات از این کشور تقاضا شد از رسیدن کمک به شوروی از طریق بندر ولادی‌وستوک جلوگیری کند.[۵۹]
- بلغارستان: با در پیش گرفتن سیاست احتیاط، هیچگاه با شوروی وارد جنگ نشد و در عملیات بارباروسا مشارکت نکرد.[۶۸]

### شوروی
از اواخر دهه ۱۹۳۰ نیروهای مسلح شوروی رشد چشمگیری داشتند؛ به وجهی که شمار آنان از ۱٫۵ میلیون نفر در سال ۱۹۳۷ به ۵٫۲ میلیون نفر در ژوئن ۱۹۴۱ رسید اما این رشد شدید کمّی، با رشد کیفی همراه نشد و به کاهش قابلیت رزمی ارتش سرخ انجامید. سال ۱۹۴۱ حدود دو سوم از نیروهای ارتش سرخ در مناطق غربی، نخستین سال از خدمت خود را می‌گذراندند و نیمی از آن‌ها تقریباً هیچ آموزشی ندیده بودند. روی کاغذ، ارتش سرخ بزرگ‌ترین و مجهزترین ارتش جهان به حساب می‌آمد اما پیشینه پرنوسان و عملکرد آن در تعدادی از جنگ‌های کوچک باعث شده بود توانمندی نظامی اندکی برای آن فرض شود. پاکسازی بزرگ در سال ۱۹۳۷ رده افسران شوروی را مضمحل کرد و تعداد آن‌ها را از بیش از صد هزار نفر به نصف کاهش داد. این نیرو با وجود بزرگی در اندازه، فاقد مهارت و ساختار اداری لازم جهت مدیریت تحرکات پیچیده بود. گسترش سریع ارتش سرخ در کنار پاکسازی افسران ارشد و نیروهای باتجربه، سبب شد افسران بی‌تجربه با دریافت ترفیع درجه به مناصب بالاتر از سطح کیفی خود منصوب شوند.
|                    | ۱ ژانویه ۱۹۳۹ | ۲۲ ژوئن ۱۹۴۱ | افزایش |
| ------------------ | ------------- | ------------ | ------ |
| تعداد لشکرهای      | ۱۳۱٫۵         | ۳۱۶٫۵        | ۱۴۰٫۷٪ |
| نفرات              | ۲٫۴۸۵٫۰۰۰     | ۵٫۷۷۴٫۰۰۰    | ۱۳۲٫۴٪ |
| اسلحه‌ها و خمپاره‌ها | ۵۵٫۸۰۰        | ۱۱۷٫۶۰۰      | ۱۱۰٫۷٪ |
| تانک‌ها             | ۲۱٫۱۰۰        | ۲۵۷۰۰        | ۲۱٫۸٪  |
| هواپیماها          | ۷٫۷۰۰         | ۱۸۷۰۰        | ۱۴۲٫۸٪ |

در سال ۱۹۴۰ با چرخش ناگهانی در مسیری که از سال ۱۹۳۷ آغاز شده بود، ارتش شوروی برای مدرن‌سازی اقدام کرد که موجب نابسامانی و سردرگمی گسترده شد. مکانیزه‌سازی گسترده و مجدد این نیرو به اندازه‌ای سریع بود که تجهیزات و نفرات لازم برای آن تا آغاز جنگ مهیا نشد. اغلب ادوات زرهی ارتش سرخ از انواع قدیمی و تعداد بسیاری از آن‌ها نیازمند تعمیر بودند. از مجموع قریب به ۲۴ هزار تانک ارتش سرخ در ژوئن ۱۹۴۱، تنها اندکی بیش از ۱۸۰۰ دستگاه، تانک‌های جدید کی‌وی و تی-۳۴ بودند. همین تعداد نیز با خدمه‌ای با آموزش اندک و بدون ذخایر کافی سوخت و مهمات بودند. بخش قابل توجهی از ادوات و تجهیزات موجود در انبارهای ارتش سرخ، در ربع نخست سده بیستم میلادی تولید شده بود. این نیروها نیز همانند هم‌نوعان آلمانی خود با افزایش تعداد یگان‌های زرهی و مکانیزه، خودروها و کامیون‌های خود را برای تکمیل یگان‌های تازه از دست دادند و به این ترتیب در بسیاری موارد قادر به تحرک مؤثر نبودند.
با وجود اینکه نیروی هوایی شوروی بزرگ‌ترین نیروی هوایی جهان به حساب می‌آمد، هشتاد درصد از مجموع ۱۹٬۶۰۰ فروند هواگرد آن از مدل‌های قدیمی و فرسوده بودند. البته مدل‌های جدیدتر هواگردهای شوروی از بهار ۱۹۴۱ پا به عرصه گذاشت. هنگام آغاز جنگ قریب به ۷٬۱۰۰ فروند هواگرد از انواع مختلف در مناطق مرزی قرار داشت اما تنها نزدیک به ۶ هزار خدمه آموزش‌دیده برای به پرواز درآوردن آن‌ها در اختیار بود. هنگام آغاز تهاجم آلمان، تجربه بسیاری از خلبانان خط مقدم شوروی در استفاده از هواگرد خود تنها در حد چند ساعت بود.

## طرح عملیاتی
ارتشبد فرانتس هالدر، رئیس ستاد کل نیروی زمینی آلمان، ۳ ژوئیه ۱۹۴۰ از ستاد عملیات‌های فرماندهی عالی نیروی زمینی خواست «ملزومات یک دخالت نظامی که روسیه را وادار به به‌رسمیت شناختن جایگاه مسلط آلمان در اروپا می‌کند» را بررسی نماید. هالدر روز ۴ ژوئیه ارتش هجدهم را موظف به آماده‌سازی یک طرح دفاعی برای محافظت از اراضی شرقی کرد. پس از حصول پیروزی مقتدرانه بر فرانسه در مه ۱۹۴۰، هیتلر در جلسه ۲۱ ژوئیه در صدارت عظمای رایش، اعلام کرد آماده است در صورت لزوم تصمیم دربارهٔ برنامه تهاجم به بریتانیا را تا بهار سال بعد به تعویق بیندازد تا جنگ علیه شوروی از پاییز همین سال آغاز شود. بر اساس تحلیل ستاد عملیات‌های فرماندهی عالی ورماخت مسائل ترابری به‌تنهایی حمله به شوروی در پاییز آن سال را غیرممکن می‌ساخت. در نهایت، هیتلر مجاب شد عملیات را به تعویق بیندازد.
برنامه‌ریزان آلمانی از اثر پاکسازی استالین در شرایط نظامیان شوروی آگاهی داشتند و سرویس‌های اطلاعاتی آلمانی ساختار فرماندهی و پشتیبانی شوروی را حجیم، واکنش آن به حوادث را کند و برای انطباق با تغییرات سریع شرایط تاکتیکی غیرآماده برآورد می‌کردند.
دو هفته پس از آغاز آماده‌سازی‌های دفاعی توسط ارتش هجدهم، اهداف این طرح‌ریزی که توسط اریش مارکس، رئیس ستاد این ارتش صورت می‌گرفت، به شرایط تهاجمی تغییر یافت. مارکس طرح خود را تحت عنوان «پیش‌نویس عملیاتی شرق» تا ۵ اوت تکمیل کرد. طرح مارکس پایه برنامه‌ریزی‌های ستادی با جزئیات بیشتر را شکل داد. مارکس به صورت کلی، نیروهای مهاجم را به دو بدنه اصلی در شمال و جنوب منطقه مردابی تقریباً غیرقابل عبور پریپیات با هدف نهایی مسکو تقسیم کرد. طرح مارکس به صورت کلی شامل سه مرحله می‌شد:
1. پیشروی سه هفته‌ای تا رودهای دوینا و دنیپر به طول ۴۰۰ کیلومتر
2. توقف تدارکاتی دو تا چهار هفته‌ای با امکان پیشروی ۱۶۰ کیلومتری دیگر
3. پیشروی نهایی به مدت سه تا شش هفته به سمت لنینگراد، مسکو و عمق اوکراین

طبق این طرح، عملیات مجموعاً ۹ تا ۱۷ هفته به طول می‌انجامید. مأموریت اصلی نیروی زمینی در طرح مارکس، انهدام نیروهای ارتش سرخ با یک یورش قدرتمندانه از ناحیه شمالی منطقه مردابی پریپیات بود. هدف نهایی دستیابی به خطی بود که از روستوف-نا-دونو در جنوب آغاز می‌شد و با گذر از گورکی در شرق مسکو تا آرخانگلسک در کرانه دریای سفید در شمال کشیده می‌شد.
نهایتاً، روز ۳۱ ژوئیه، در کنفرانس بزرگ «شرایط کلی جنگ» در اقامتگاه برگهوف، هیتلر فرماندهان عالی نظامی را از تصمیم جدید خود مبنی آغاز یورش در بهار سال بعد مطلع ساخت و خواهان شروع آماده‌سازی‌ها شد. هیتلر مه ۱۹۴۱ را «تاریخ موقت» آغاز تهاجم معین ساخت.
روز ۳ دسامبر خلاصه‌ای از برنامه‌ریزی‌ها و شبیه‌سازی‌های فرماندهی عالی نیروی زمینی به هیتلر ارائه گردید که وی ضمن تأکید بر این مسئله که «مسکو خیلی مهم نیست»، طرح پایه را مورد تأیید قرار داد. در جلسه دیگری در ۵ دسامبر، هالدر پیشنهاد تشکیل سه گروه ارتش، دو گروه ارتش در شمال و سومی در جنوب منطقه مرداب‌های پریپیات که به سمت لنینگراد، مسکو و کی‌یف پیش خواهند رفت، را مطرح ساخت. او هدف نهایی عملیات را خط ولگا–آرخانگلسک دانست. هیتلر در این جلسه بر به محاصره درآوردن نیروهای دشمن در منطقه بالتیک و لزوم تأمین نیروی کافی برای گروه ارتش مرکز جهت امکان چرخش بخش بزرگی از آن به جانب شمال و لزوم حرکت نیروی ثانویه‌ای از گروه ارتش مرکز به سمت رود دنیپر در نزدیکی کی‌یف و سپس چرخش به سمت جنوب شرقی جهت به محاصره درآوردن نیروهای دشمن در غرب اوکراین اشاره نمود.

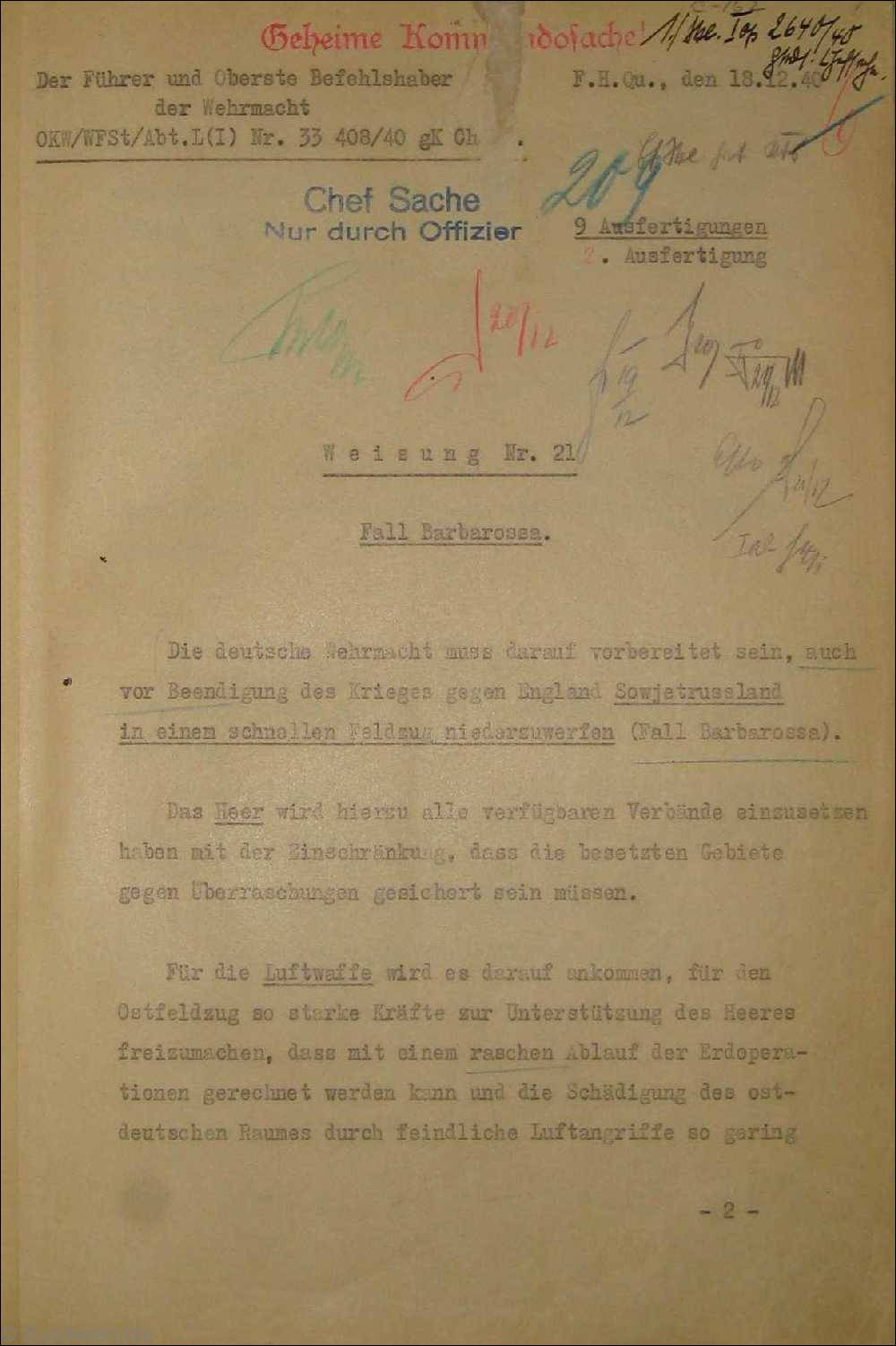
فرمان شماره ۲۱ پیشوا (فرمان عملیاتی بارباروسا)

نتایج نهایی طرح‌ریزی‌ها روز ۱۷ دسامبر به هیتلر ارائه گردید. روز بعد، ۱۸ دسامبر سال ۱۹۴۰، هیتلر با صدور رسمی آن تحت عنوان «فرمان شماره ۲۱ پیشوا» ضمن اشاره به اهداف جغرافیایی متعدد از جمله مسکو، هدف نهایی عملیات بارباروسا را انهدام توان نظامی شوروی دانست و میانه مه ۱۹۴۱ را مهلت نهایی انجام باقی‌مانده آماده‌سازی‌ها مشخص ساخت. اسم رمز «بارباروسا» برای نخستین بار در این فرمان از سوی هیتلر به‌کار گرفته شد. پیش از این از اسم رمز «اوتو» و «فریتس» در این ارتباط استفاده می‌شد. هیتلر ۹ ژانویه ۱۹۴۱ در کنفرانسی در برگهوف اذعان داشت «هنگامی که این عملیات اجرا شود، اروپا نفس خود را حبس خواهد کرد.»
آخرین روز آوریل، هیتلر زمان رسمی آغاز عملیات بارباروسا را ۲۲ ژوئن ۱۹۴۱ تعیین نمود. از جمله عواملی که سبب شد آغاز عملیات از ۱۵ مه به ۲۲ ژوئن به تعویق بیفتد، عدم اتمام تمهیدات تدارکاتی و زمستان نامعمول پر‌بارشی بود که باعث طغیان رودخانه‌های مرکز اروپا شد. از طرفی اگر عملیات زودتر آغاز می‌شد، به راسپوتیتسا، فصل بارندگی برمی‌خورد که راه‌ها را بلااستفاده می‌نمود. دلیل دیگر این تأخیر تهاجم نیروهای آلمانی به بالکان (یوگسلاوی و یونان) دانسته شده‌است.

## مخفی نگاه داشتن مقصود جابجایی
رهبران آلمان از این مسئله آگاه بودند که نمی‌توان تمرکز میلیون‌ها سرباز و جابجایی‌های زیاد ریلی را برای مدت زیادی مخفی نگه داشت. از این رو، آلمان سعی کرد به جای مخفی نگاه داشتن حضور نیروهایش در مناطق مرزی، هدف خود را مخفی نگاه دارد و در توضیحی رسمی اعلام کرد هدف از تمرکز گسترده نیروها در مناطق شرقی لهستان، بازیابی، استراحت و آموزش نیروها جهت «تهاجم به انگلستان» دور از دسترس نیروی هوایی سلطنتی است. بدین صورت، عملیات بارباروسا به «بزرگ‌ترین عملیات فریب تاریخ نظامی» بدل شد که تا آخرین روز پیش از آغاز، هدفش نه شوروی، بلکه بریتانیا معرفی می‌شد. در این راستا، آماده‌سازی آموزشی «عملیات زی‌لووه» برای تهاجم به جزیره بریتانیا که اکتبر ۱۹۴۰ لغو شده بود، به‌ظاهر از بهار ۱۹۴۱ از سر گرفته شد. در کنار آموزش کاملاً آشکار نیروی زمینی، نیروی هوایی آلمان هم با هدف جلب توجه، چندین پرواز شناسایی بر فراز انگلستان انجام داد. آلمانی‌ها و در رأس آن‌ها یوزف گوبلس، وزیر تبلیغات رایش سوم، اقدامات گسترده‌ای را شروع کردند تا نشان دهند بین آلمان و بریتانیا دشمنی شدیدی وجود دارد. حمله آلمان در ۲۰ مه به جزیره کرت در مدیترانه را می‌توان در این جهت دید. این تلاش‌ها نهایتاً باعث شد در بریتانیا و حتی در خود آلمان عده‌ای تصور کنند اقدامات آلمان در حقیقت عملی برای پوشاندن طرح حمله به بریتانیا است.

## اقدامات نهایی
لوفت‌وافه ژانویه ۱۹۴۱ یک اسکادران شناسایی اختصاصی جهت جمع‌آوری اطلاعات از اراضی شوروی ایجاد نمود. در روزهای پیش از آغاز عملیات، هواگردهای ارتفاعْ‌بلندِ شناسایی آلمانی بیش از ۳۰۰ پرواز بر فراز خاک شوروی انجام دادند. این پروازها گاهی با اعتراضات دیپلماتیک طرف مقابل مواجه می‌شد اما اقدامات دفاعی اندکی بر ضد آن صورت می‌گرفت. در دو مورد هنگامی که هواگردهای شناسایی آلمانی در اثر نقص فنی وادار به فرود در خاک شوروی شدند، شواهد غیرقابل انکاری چون تصاویر از تأسیسات نظامی و محورهای ارتباط جاده‌ای به دست آمد که نشان می‌داد آنها مشغول جمع‌آوری اطلاعات بوده‌اند. با این حال، پدافند هوایی شوروی از هدف قرار دادن این هواگردها منع شده بود و حتی در یک مورد، هواپیمایی که فرود اضطراری انجام داده بود، بلافاصله آزاد شد.
در بهار ۱۹۴۱ آلمان برای یافتن آثار باقی‌مانده از نظامیان کشته‌شده آلمانی در جنگ جهانی اول و جنگ با لهستان درخواست اجازه تفحص در مناطق مرزی شوروی را ارائه کرد که با آن موافقت شد. آلمانی‌ها در این جست‌وجو تمام تلاش خود را برای شناسایی زمینی منطقه کردند.
در مه ۱۹۴۱، آلمان شایعه کرد که امکان دارد از شوروی درخواست کند که سیاست‌هایش را تغییر دهد یا بر کمک‌هایش بیفزاید. این شایعه موجب شد بسیاری از فرماندهان ارتش سرخ تصور کنند که آلمان قبل از هرگونه تهاجم، ضرب‌الاجلی تعیین خواهد کرد یا نوعی هشدار دیپلماتیک خواهد داد.
سپهبد آلفرد یودل، رئیس بخش عملیات‌های فرماندهی عالی ورماخت، روز ۲۰ ژوئن با صدور اسم رمز از پیش تعیین‌شده «دورتموند»، تمام شاخه‌های نظامی را از آغاز عملیات بارباروسا طبق برنامه مطلع ساخت.

## گزارش‌های اطلاعاتی از قصد آلمان

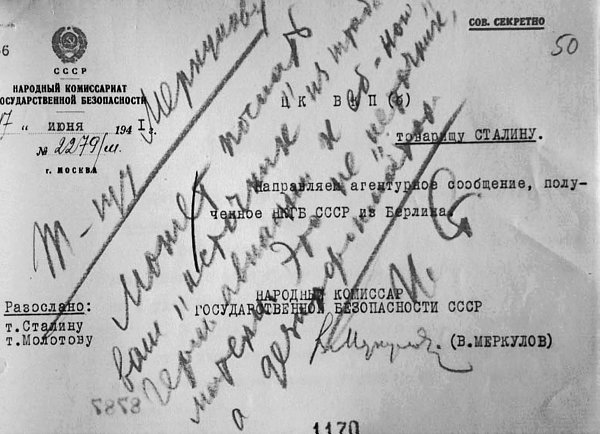
دست نوشته استالین با عبارات توهین‌آمیز بر جلد گزارش مرکولوف در ارتباط با آماده‌سازی آلمان جهت تهاجم

سازمان‌های اطلاعاتی شوروی در تمامی سطوح اطلاعات زیادی از امیال خصمانه آلمان جمع‌آوری کرده بودند. فرماندهی عالی شوروی از منابع مختلفی اطلاعاتی از حمله احتمالی آلمان و زمان آغاز آن دریافت نموده بود. با وجود تلاش آلمان برای پوشاندن مقاصد و القای اطلاعات غلط به شوروی، بهار ۱۹۴۱ جریان مستمری از گزارش‌های اطلاعاتی در ارتباط با تهاجم قریب‌الوقوع آلمان به رهبران شوروی وصول می‌شد. موثق‌ترین اطلاعات از ریچارد زورگه، جاسوس آلمانی کمونیست از توکیو دریافت گردید. زورگه اطلاعات دقیقی که نشانگر تهاجم آلمان از میانه ژوئن بود، به مسکو ارسال نمود. جواب رهبران شوروی به تمامی این اطلاعات تشکیک در صحت آن‌ها بود.
استالین تصور می‌کرد این اطلاعات گمراه‌کننده توطئه‌ای از جانب دشمنان آلمان به‌ویژه بریتانیا برای کشاندن شوروی به جنگ است. برآوردهای اطلاعاتی شوروی از مقیاس آماده‌سازی اولیه آلمان گمراه‌کننده و اغراق‌شده بود. در اشتباهی بنیادین، اطلاعات شوروی در مه ۱۹۴۱ تصور می‌کرد آلمان ۲۸۶ تا ۲۹۶ لشکر دارد که تنها ۴۰ درصد از آن در مناطق شرقی است. درحالی‌که در این زمان آلمان مجموعاً ۲۰۹ لشکر داشت که دو سوم از آن در مناطق شرقی بود. تهاجم آلمان به یوگسلاوی و یونان که در آوریل و مه ۱۹۴۱ اتفاق افتاد، نقش بسزایی در پوشیده نگاه داشتن عملیات بارباروسا داشت. این تهاجم نه تنها بهانه خوبی برای استقرار بخش زیادی از نیروهای آلمانی در مناطق شرقی بود، بلکه با به تأخیر انداختن آغاز عملیات باعث غلط از آب درآمدن گزارش زمان اولیه آغاز آن در ۱۵ مه ۱۹۴۱، توسط جاسوسان شوروی شد. با عبور این تاریخ بدون بروز هیچ حادثه‌ای، دیگر گزارش‌های مشابه هیچ اثر قدرتمندی بر استالین و اطرافیانش نداشت.
در آغاز تابستان ۱۹۴۱، ژوکوف و سیمیون تیموشنکو، کمیسار خلق در امور دفاع، مکرراً به استالین هشدار دادند که اطلاعات آن‌ها نشان از جنگ قریب‌الوقوع می‌دهد و خواهان بسیج کامل نیروها شدند. در هر صورت، استالین نمی‌خواست باور کند که آلمان در آن زمان قصد حمله دارد. تصور می‌شد آلمان «تا گوش‌هایش» درگیر جنگ در غرب است و پیش از شکست بریتانیا «هیتلر ریسک ایجاد جبهه دوم برای خود با حمله به شوروی را نخواهد کرد».
شب ۲۱ ژوئن سه سرباز فراری آلمانی به شکل جداگانه با عبور از مرز، تلاش کردند به شوروی هشدار دهند که حمله از سحرگاه روز بعد آغاز خواهد شد. با رسیدن خبر این موارد به استالین او با تأخیر پذیرفت نیروهای مرزی در حالت آماده‌باش قرار بگیرند. ۴۵ دقیقه پس از نیمه شب ۲۲ ژوئن منطقه نظامی غرب پیامی از جانب تیموشنکو و ژوکوف دریافت نمود که در آن خبر از امکان یک تهاجم غافلگیرانه از جانب آلمان در روزهای ۲۲ یا ۲۳ ژوئن می‌داد و مأموریت اجتناب از هر گونه اقدام فعالانه و همزمان قرار دادن نیروهای مناطق نظامی در آمادگی کامل جهت مقابله با تهاجم آلمان را به آن داد. این هشدار ظاهراً متناقض بسیار دیر ارسال شد. هواگردهای ارتش سرخ با دریافت این هشدار در حالت آمادگی رزمی بر روی باند فرودگاه‌ها به خط شدند تا روز بعد به‌راحتی توسط بمب‌افکن‌های آلمانی بمباران شوند.

## آغاز عملیات

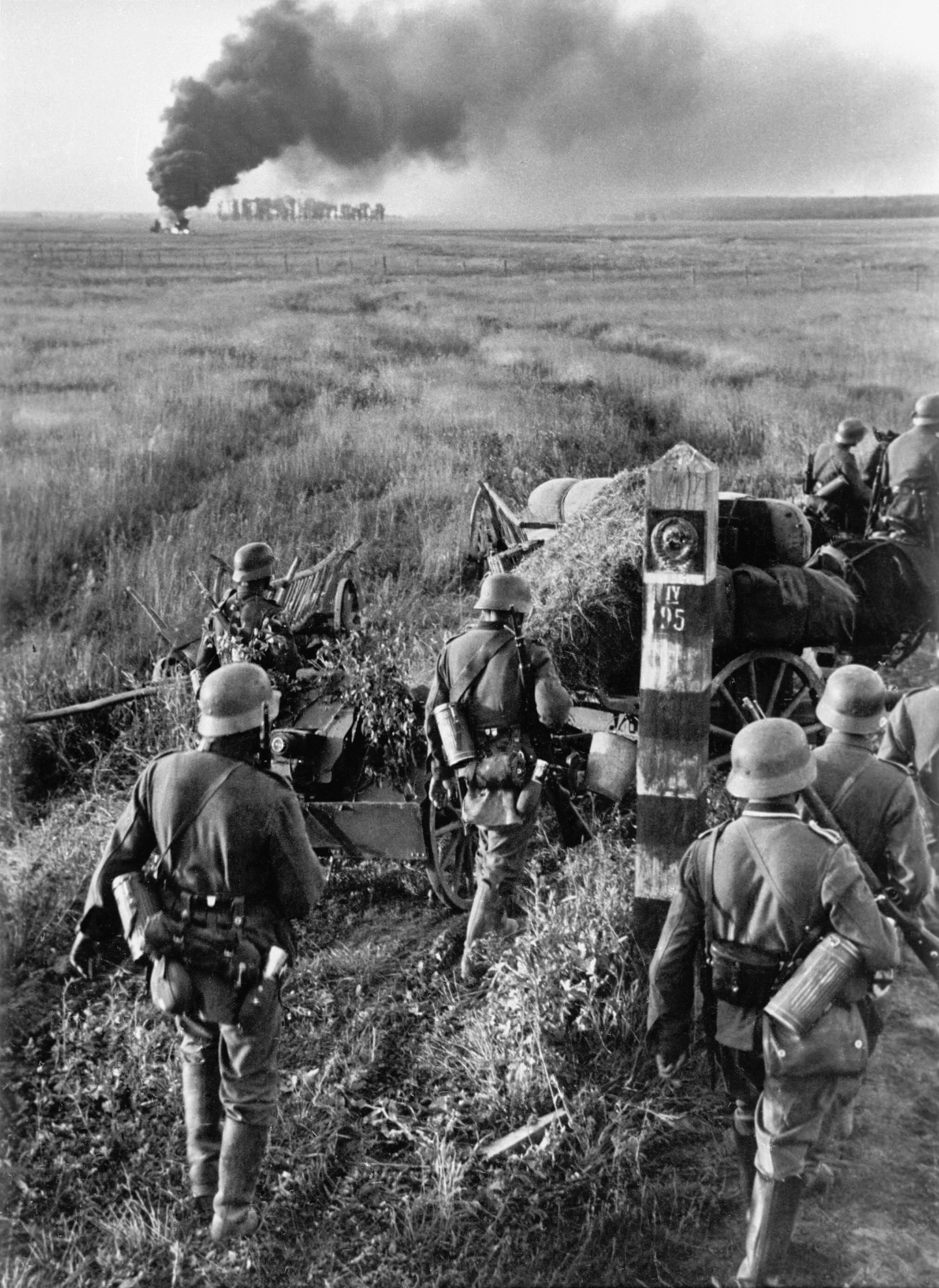
سربازان آلمانی در حال عبور از نشانگر مرز شوروی، ۲۲ ژوئن سال ۱۹۴۱

عملیات بارباروسا، بزرگ‌ترین عملیات نظامی تاریخ، ساعت ۳:۱۵ بامداد یکشنبه ۲۲ ژوئن ۱۹۴۱ با گلوله‌باران شدید مواضع ارتش سرخ شوروی توسط ۶ هزار قبضه توپ، بمباران فرودگاه‌ها، مراکز ارتباطی، ذخایر سوخت و تأسیسات نظامی توسط هواگردهای لوفت‌وافه و تهاجم نیروهای زمینی آلمانی همراه متحدان رومانیایی خود با گذر از مرز مشترک با شوروی آغاز شد.
در این شرایط، فرمان‌های مؤکد و مکرر فرماندهی عالی شوروی بر عدم تحریک آلمانی‌ها به اقدامات خصمانه، ابتکار عمل لازم را از نیروهای شوروی گرفت. شنود رادیویی آلمان مکرراً پیام‌های نیروهای ارتش سرخ که مستأصلانه به قرارگاه‌های فرماندهی خود مخابره می‌کردند: «ما زیر آتش قرار گرفته‌ایم؛ چه باید بکنیم؟» را رهگیری می‌کردند. استالین در ابتدا خیال می‌کرد حمله اولیه آلمان تنها تحریک شوروی برای ورود به جنگ است و بدین جهت از صدور فرمان مقابله‌ای خودداری می‌نمود. او حتی تصور می‌کرد ژنرال‌های آلمانی بدون اجازه هیتلر دست به چنین کاری زده‌اند. تنها وقتی گراف فن شولنبرگ، سفیر آلمان، به کاخ کرملین احضار شد و به مولوتف اذعان داشت که تمرکز قوای شوروی در مرز، آلمان را وادار به اقدام متقابل کرده‌است، استالین از آغاز جنگ بین دو کشور مطمئن شد.

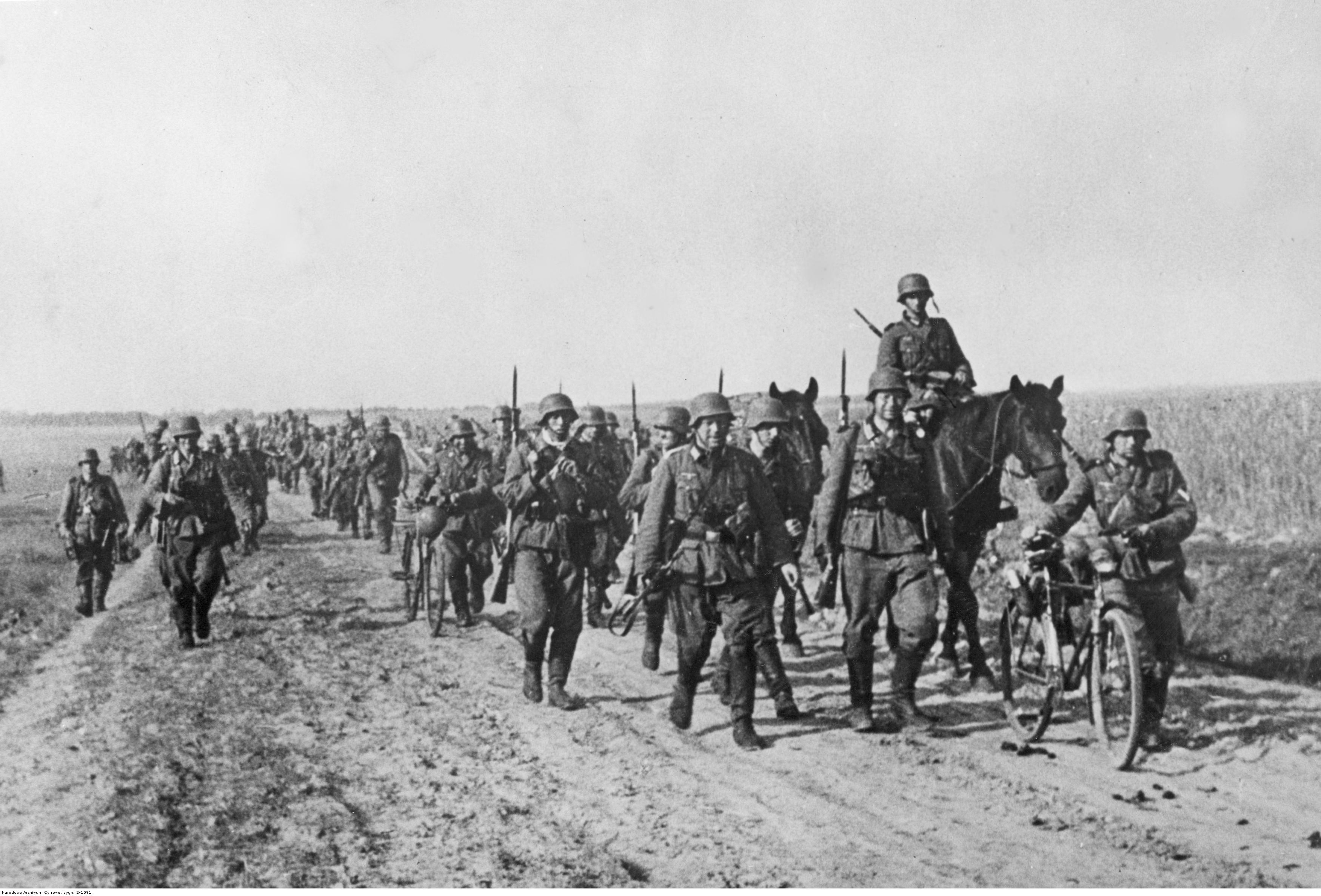
ستونی از پیاده‌نظام ورماخت در شوروی

حضور ضعیف نیروهای شوروی در اغلب موارد در طول مرز و فعالیت نادر توپخانه‌های ارتش سرخ، موجب تعجب فرماندهان عالی‌رتبه آلمانی و بروز شک در بیش از واقع برآورد کردن توان قوای شوروی گردید. ویلهلم ریتر فن لیب، فرمانده گروه ارتش شمال، به‌زودی به این نتیجه رسیدند که نیروهای آن‌ها عموماً با یگان‌های مرزبانی شوروی برخورد کرده‌اند و به نظر می‌رسد قوای اصلی دشمن حتی پیش از آغاز عملیات عقب کشیده شده‌اند. در عین حال، اسناد ثبت وقایع جنگی ورماخت نشان از مقاومت شدید و شجاعانه نیروهای ارتش سرخ تا سر حد مرگ دارد و گزارشی از تمایل آن‌ها به تسلیم ارائه نمی‌کند. هالدر این شرایط را نتیجه دستپاچگی فرماندهان ارتش سرخ و ناتوانی آن‌ها در نشان دادن عکس‌العمل در سطح عملیاتی و در نتیجه مجبور شدن به دفاع در همان موضع می‌دید. با وجود این، اندرو ناگورسکی، روزنامه‌نگار آمریکایی، و اون ماودزلی، تاریخ‌دان بریتانیایی، با استناد به منابع مختلف آلمانی و روسی، ادعای مقاومت سرسختانه این نیروها از روز نخست و عدم تمایل به تسلیم داوطلبانه را شایعات تبلیغاتی شوروی می‌خواند و از روحیه ضعیف نیروهای ارتش سرخ گزارش می‌دهند.
به هر حال، به جز منطقه نظامی کی‌یف که در آن مقداری آمادگی وجود داشت، آغاز تهاجم آلمان موجب غافلگیری کامل نیروهای شوروی در تمامی طول خط مقدم شد و هرج‌ومرج شدیدی بین نیروهای آن ایجاد کرد. این هرج‌ومرج در منطقه نظامی غرب که در مقابل گروه ارتش مرکزی ورماخت قرار داشت، عیان‌تر بود.
فقدان اطلاعات از شرایط خط مقدم در اثر قطع یا مختل گشتن ارتباطات، باعث شده بود رهبران شوروی به یگان‌هایی دستور به ضد حمله بدهند که از پیش منهدم شده بودند یا به هیچ وجه قادر به اجرای آن نبودند. در این شرایط تبلیغات رسانه‌های شوروی در ابتدا مدعی شد مهاجمان آلمانی در طول مرز تنها «پیروزی‌های کوچک» کسب کرده‌اند و در بیشتر موارد «حملات با تلفات سنگین دشمن دفع شده‌است». با وجود این، به ابتکار عده‌ای از افسران، برخی نیروهای ارتش سرخ در حین عقب‌نشینی با اتخاذ راهبرد زمین سوخته اقدام به تخریب تأسیسات، آتش زدن زاغه‌ها و سلاخی احشام و ماکیان یا انتقال آن‌ها به شرق کردند.

### حملات هوایی اولیه

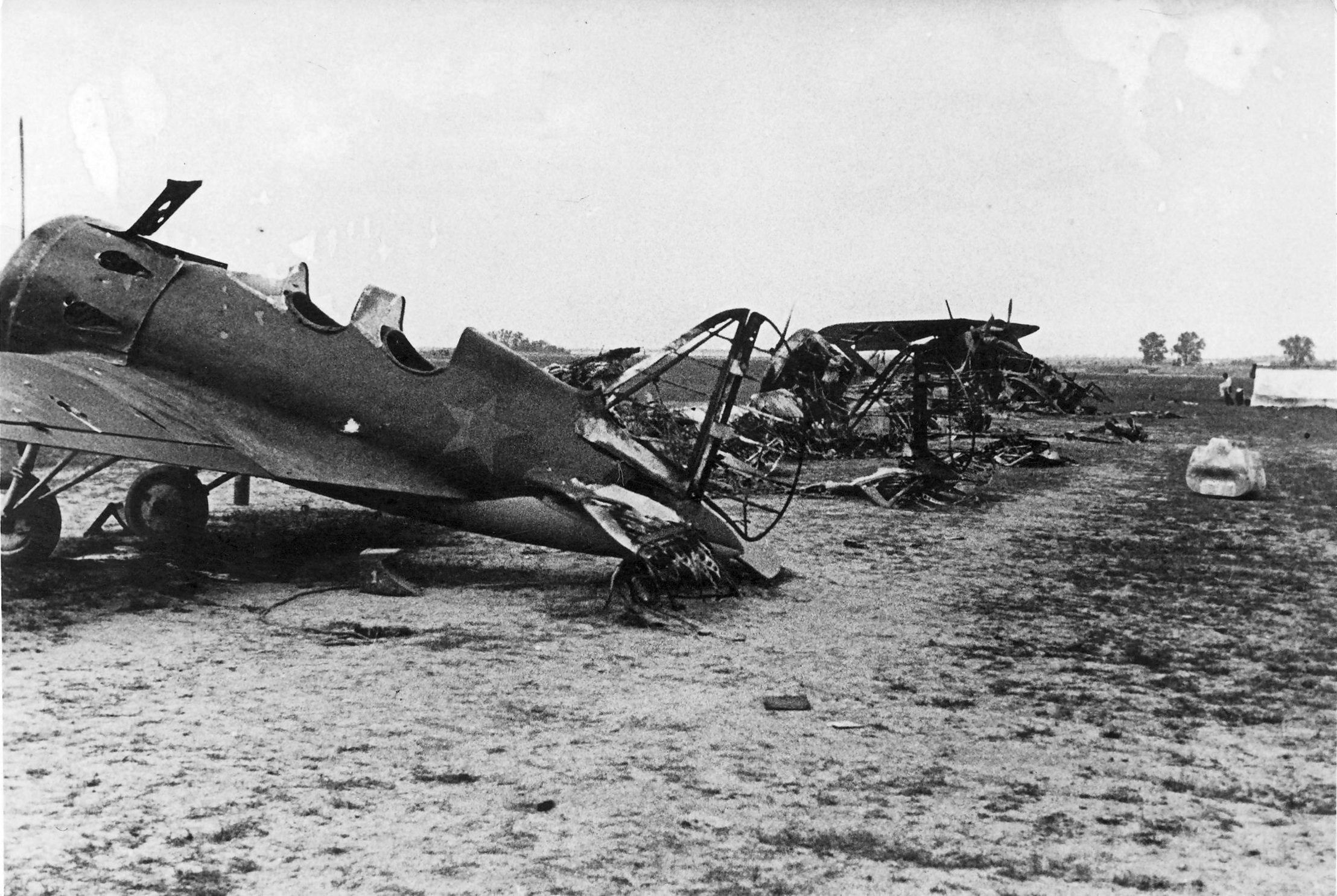
هواگردهای منهدم‌شده شوروی در اثر حملات هوایی لوفت‌وافه

بر مبنای دکترین تاکتیکی بلیتس‌کریگ و جهت ایجاد برتری هوایی و مهیا ساختن شرایط لازم برای تهاجم زمینی، حمله آلمانی‌ها با یورش همه‌جانبه هواگردهای لوفت‌وافه به فرودگاه‌های دشمن آغاز شد. پس از انجام عملیات شناسایی توسط ۱۵۰ هواگرد، موج نخست حمله دقایقی پس از ساعت ۳ بامداد با ۸۷۰ هواگرد صورت گرفت. اغلب هواگردهای شوروی در اثر کمبود فضای مسقف، در محیط باز و بدون استتار در ردیف‌های فشرده در کنار هم چیده شده بودند تا زیر آسمان صاف به‌سادگی مورد هدف قرار گیرند. هواگردهای نیروی هوایی رومانی نیز در این حملات مشارکت داشتند. در مجموع، حمله ۵۰۰ بمب‌افکن، ۲۷۰ بمب‌افکن شیرجه‌ای و ۴۸۰ جنگنده به ۶۶ فرودگاه خط مقدم ارتش سرخ در روز نخست ۱۴۸۹ هواگرد شوروی را بر روی زمین و ۳۲۲ هواگرد دیگر را در آسمان نابود کرد. بمب‌افکن‌های لوفت‌وافه با نفوذ در عمق خاک شوروی پایگاه نیروی دریایی این کشور در سواستوپول را نیز بمباران نمودند. نیروی هوایی شوروی به‌تازگی مجموعه‌ای از رزمایش‌های شبانه برگزار کرده بود و خلبانان آن هنگام آغاز تهاجم در خواب بودند و هواگردهایشان سوخت کافی نداشت. از طرفی تهاجم در روز تعطیل یکشنبه اتفاق می‌افتاد و بسیاری از خلبانان مرخص شده بودند. واکنش شوروی به این حملات در اثر قطع شدن خطوط ارتباطی در اثر بمباران‌ها، پراکنده و ناهماهنگ بود.
در پی فرمان خوش‌باورانه ساعت هفت صبح روز نخست خطاب به نیروی هوایی شوروی جهت تهاجمِ سریع هواگردهای این نیرو به عمق ۱۵۰ کیلومتری اراضی دشمن، تنها تعداد اندکی از هواگردهای شوروی توانستند از زمین برخیزند و با توجه به برتری هوایی آلمانی‌ها، میزان کمتری موفق شدند خود را به منطقه مرزی برسانند که آن هم نتیجه قابل توجهی نداشت و به از دست رفتن ۵۰۰ هواگرد دیگر شوروی انجامید. ناوگان دوم هوایی لوفت‌وافه در عرض دو روز تقریباً تمامی نیروهای هوایی شوروی در بخش مرکزی را نابود کرد. این نیرو در عرض یک هفته مجموعاً ۲۵۰۰ هواگرد شوروی را منهدم نمود. در مجموع، در عرض سه روز آغازین شوروی ۲۰۰۰ هواگرد و تا پایان هفته اول ۴۰۰۰ هواگرد خود را از دست داد تا بزرگ‌ترین نیروی هوایی جهان به نیرویی بی‌تأثیر بدل شود. درحالی‌که طبق ادعای فرماندهی عالی ورماخت، آلمان در این مدت تنها ۱۵۰ هواگرد خود را از دست داده بود تا نسبت خسارات وارده به طرفین ۱ به ۲۷ برآورد شود.
پس از حصول برتری هوایی در عرض چند روز، لوفت‌وافه توجه خود را به پشتیبانی از نیروی زمینی معطوف کرد. حمله هواگردهای آلمانی تحرکات ریلی و تدارکاتی نیروهای شوروی را فلج کرد. بسیاری از یگان‌های شوروی که شتابان به خط مقدم گسیل می‌گشتند، پیش از رسیدن به مقصد توسط نیروی هوایی آلمان آسیب می‌دیدند.

## مرحله نخست

### منطقه بالتیک

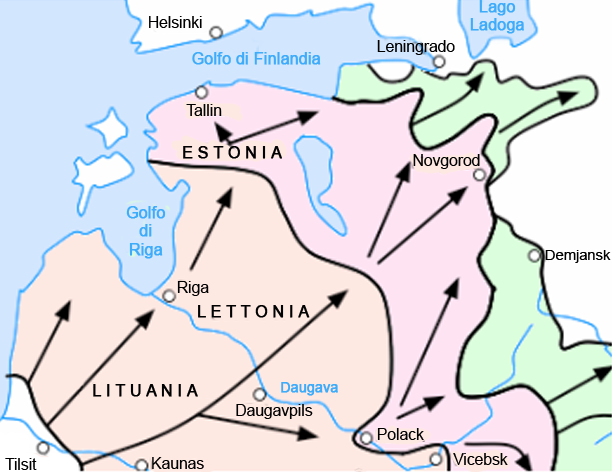
پیشروی نیروهای آلمانی در منطقه بالتیک

در سمت شمالی جبهه، گروه ارتش شمال به فرماندهی فیلدمارشال ویلهلم ریتر فن لیب، تهاجم خود به منطقه بالتیک را آغاز کرد. نیروهای زرهی آن بدون مواجهه خاصی با دشمن از خط مرزی گذشتند و پیاده‌نظام نیز با سرعت زیادی پیشروی خود را آغاز کرد. یگان‌های معدود شوروی در طول خط مرزی این ناحیه که متعلق به جبهه شمال غربی به فرماندهی فیودور کوزنتسوف بودند، در همان روز نخست منهدم شدند.
گروه زرهی ۴ تحت فرمان ارتشبد اریش هوپنر نقش سرنیزه زرهی این گروه ارتش را بر عهده داشت. در جناح شمالی این گروه زرهی، با ضدحمله نیروهای مکانیزه ارتش سرخ، درگیری سنگینی از ۲۴ ژوئن بین تانک‌های طرفین در نبرد راسینیای درگرفت. نهایتاً، سپاه ۴۱ موتوریزه موفق شد بیشتر نیروهای دشمن را در آن موضع محاصره و منهدم کند. در جناح جنوبی گروه زرهی ۴، نیروی‌های سپهبد اریش فن مانشتاین در سپاه ۵۶ موتوریزه، موفقیت‌های بزرگ‌تری به دست آوردند. قوای این سپاه توانستند روز نخست ۸۰ کیلومتر و در عرض ۱۰۰ ساعت ۳۲۰ کیلومتر پیشروی کنند و ۲۶ ژوئن بر دونابورگ در ساحل رود دوینا مسلط شوند. نیروهای جلودار گروه ارتش شمال نیمی از راه لنینگراد را تنها در عرض ۵ روز طی کردند.
در جناح شمالی گروه ارتش شمال، ارتش هجدهم در عرض ۱۰ روز ۲۴۰ کیلومتر پیشروی کرد و با گذر از رود دوینا، یکم ژوئیه با غلبه بر مقاومت حداقلی، ریگا، پایتخت لتونی را به سلطه خود درآورد. در این شرایط ارتش هشتم شوروی از سه طرف در جنوب شرقی ریگا در محاصره نیروهای گروه زرهی ۴ و ارتش هجدهم ورماخت قرار گرفته بود. اما قوای ارتش سرخ موفق شدند با عقب‌نشینی به سمت شرق از محاصره بگریزند. در جناح جنوبی گروه ارتش شمال، ارتش شانزدهم سعی داشت به شکل همزمان فاصله خود با گروه زرهی ۴ را حفظ کند، از جناح راست گروه ارتش مراقبت نماید و ارتباط با گروه ارتش مرکز را برقرار نگاه دارد. این ارتش در عرض دو روز خود را به شهر کاوناس، پایتخت پیشین لیتوانی، رساند. انتظار نمی‌رفت این ارتش بتواند با سرعت نیروهای زرهی را دنبال کند.

### بیاویستوک–مینسک

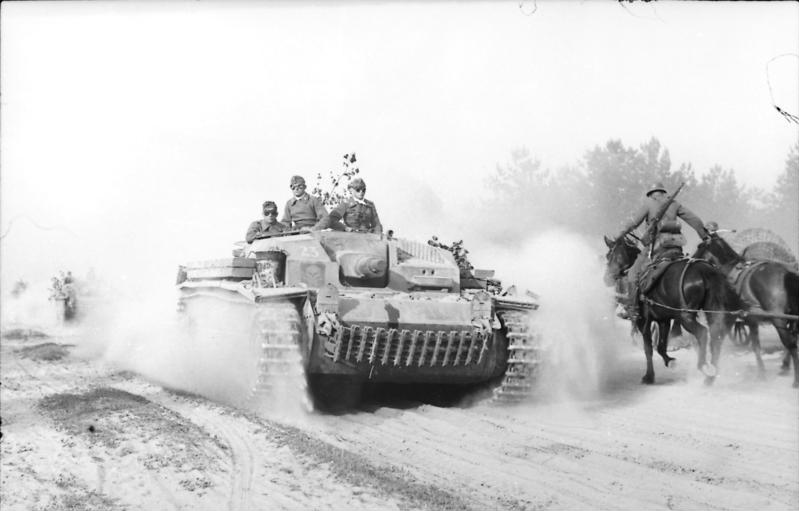
توپ تهاجمی اشتوگ ۳ در جریان عملیات بارباروسا، ژوئن ۱۹۴۱

گروه ارتش مرکز به فرماندهی فیلدمارشال فدر فن بک به دنبال محاصره مناطق بین بیاویستوک و مینسک، پایتخت بلاروس شوروی بود. گروه زرهی ۳ به راهبری ارتشبد هرمان هوت در جناح شمالی در روز نخست موفق شد هر چهار گذرگاه بر روی رود نمان در منطقه عملیاتی خود را به شکل تخریب‌نشده تصرف کند. شکست ارتش سرخ در حفظ خط دفاعی رود نمان موجب تصرف سریع ویلنیوس، پایتخت لیتوانی شوروی توسط ورماخت در صبح ۲۴ ژوئن شد. همزمان در جناح راست، گروه زرهی ۲ به فرماندهی ارتشبد هاینتس گودریان با گذر از رود بوگ، از کنار قلعه برست عبور کرد. تمامی نیروهای لشکر چهل و پنجم پیاده‌نظام این گروه زرهی با پشتیبانی چندین توپ ریلی، با تحمل تلفات سنگین، به‌شدت درگیر پاکسازی این قلعه و فائق آمدن بر مقاومت مدافعان آن شده بودند. با پایداری شدید ارتش سرخ کار سلطه بر این موضع برای آلمانی‌ها تا ۱۲ ژوئیه به طول انجامید.
بیشتر نیروهای ارتش‌های سوم، چهارم و دهم شوروی که در جانب غربی منطقه محدب بیاویستوک متمرکز شده بودند، در بین مسیر پیشروی دو گروه زرهی ۲ و ۳ ورماخت قرار گرفتند. در نتیجه کار یگان‌های زرهی آلمانی در ساعات اولیه عملیات سخت شده بود. گروه زرهی ۳ از محدود شدن حرکت نیروهایش به یک ستون به علت شرایط وخیم راه‌ها و کاهش سرعت کل نیروها خبر داد. از مجموع ۸۰ کیلومتر پیشروی تعیین‌شده در روز نخست برای گروه‌های زرهی ۲، تنها ۱۸ کیلومتر محقق شد.
جهت سلطه بر اراضی بین رودهای دوینا و دنیپر و ناحیه ویتبسک–اورشا، هوت به نیروهای خود فرمان داد به سمت شمال شرقی حرکت کنند. اما ۲۴ ژوئن فرماندهی گروه ارتش مرکز از هوت خواست نیروهای زرهی تحت امرش را از ویلنیوس به سمت جنوب به جانب مینسک بفرستد. هوت و فن بک پاکسازی این منطقه را نسبت به سلطه بر اراضی بین دو رود دوینا و دنیپر کمتر ضروری و تأخیری غیرهوشیارانه می‌دیدند. در حالی که ارتش نهم قصد داشت در همکاری با ارتش چهارم ورماخت، محاصره دیگری اطراف بیاویستوک ایجاد کند، فن بک ۲۵ ژوئن به ارتش نهم دستور داد یک سپاه کامل خود را به سمت ویلنیوس ارسال کنند تا از پیشروی هوت، به سمت ویتبسک حمایت کنند. بعد از ظهر همان روز، سرهنگ رودولف اشمونت، آجودان ارشد نظامی هیتلر، به قرارگاه ارتش نهم پرواز کرد و از جانب او فرمان داد تمام ارتش نهم به سمت جنوب چرخش کند. فن بک که نتوانسته بود اشمونت را قانع کند محاصره را تا اسمولنسک گسترش دهند، با اکراه به نیروهای زرهی تحت امرش فرمان داد به سمت مینسک حرکت کنند.
تا این زمان، بزرگ‌ترین مشکل در ناحیه ارتش نهم ورماخت پدید آمده بود که در آن سپاه ۲۰، عصر ۲۴ ژوئن حوالی گرودنو از سه جهت زیر حمله تانک‌های ارتش سرخ قرار گرفت. این حملات در پی دستور دمیتری پاولوف، فرمانده جبهه غربی شوروی، به دو سپاه مکانیزه خود برای ضد حمله به وقوع پیوست. این نیروها در ابتدا مقداری موفقیت کسب نمودند اما حملات هوایی متعدد آلمانی‌ها اجازه برتری به آن‌ها نداد. ضدحمله پاولوف در جهت شمال، مینسک را بدون حفاظت زرهی رها کرد؛ در نتیجه، رخنه نیروهای هوت در ۲۶ ژوئن به سمت این شهر تا حدود زیادی بدون مانع صورت گرفت. با وجود نتایج بد تصمیمات پاولوف در نقاط دیگر، ضدحمله نیروهای مکانیزه او باعث افزایش پهنای شکاف بین نیروهای گروه زرهی ۳ و یگان‌های پیاده‌نظام پشت سر آن‌ها شد.

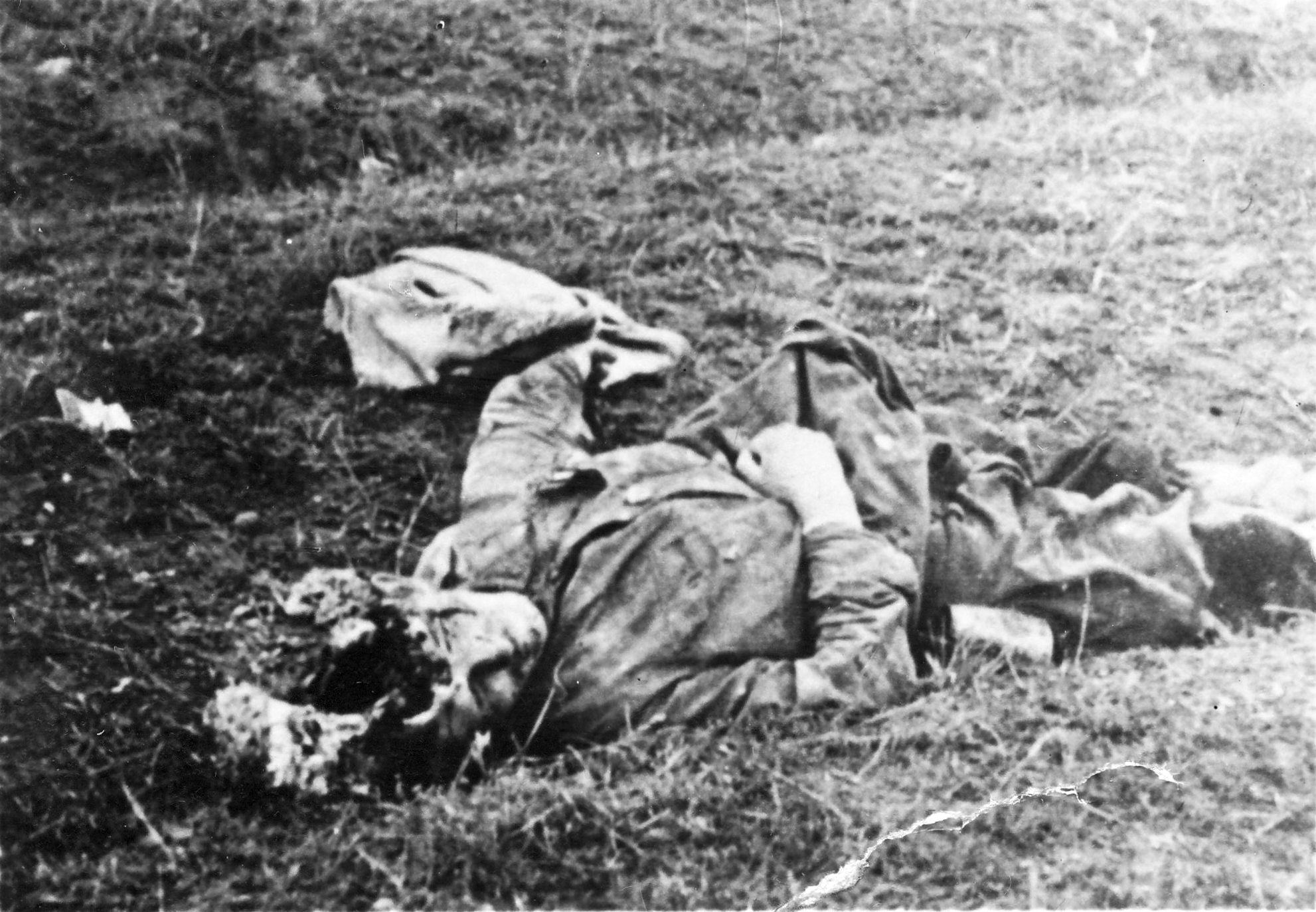
سرباز کشته شده روس، ۱۹۴۱

روز ۲۶ ژوئن نیروهای گودریان شهر سلوتسک در صد کیلومتری جنوب مینسک را تصرف کردند. همزمان نیروهای هوت به ۳۰ کیلومتری شمال مینسک رسیدند. به نقل از کریستا شرودر، یکی از منشی‌های پیشوا، روز ششم عملیات، هیتلر در کنفرانسی در ولفس‌شانتسه اذعان داشت: «همه چیز بهتر از آنچه پیش‌بینی می‌شد، پیش می‌رود.» روز ۲۸ ژوئن مینسک بدون وجود هیچ مدافعی تصرف و محاصره پیاده‌نظام ورماخت حوالی بیاویستوک تکمیل گردید. روز بعد طلایه‌داران دو گروه زرهی با الحاق به یکدیگر حلقه بیرونی محاصره دیگری را در حومه شرقی مینسک در ۳۰۰ کیلومتری عمق خاک شوروی بستند تا سه ارتش کامل و بیشتر یک ارتش دیگر شوروی را به دام بیندازند. به هر صورت، محاصره کاملاً موفقیت‌آمیز نبود و پیاده‌نظام نتوانست فاصله خود را با نیروهای زرهی حفظ کند. بدین ترتیب، بخش‌هایی از چهار ارتش شوروی قادر شدند به سمت شرق عقب بنشینند. مقاومت شدید نیروهای در محاصره باعث ایجاد تأخیر در پیشروی نیروهای زرهی ورماخت شد.

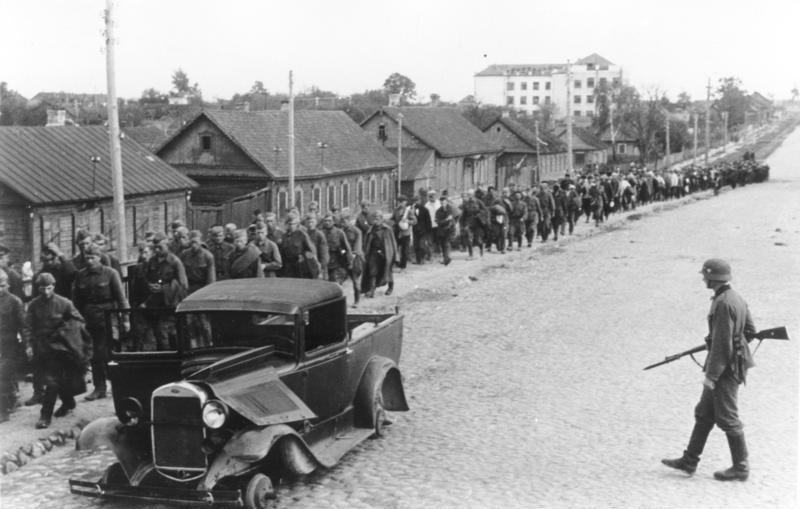
ستون اسرای ارتش سرخ در مینسک

نهایتاً، با پاکسازی مناطق تحت محاصره تا روز ۳ ژوئیه، ۲۹۰ هزار نفر به اسارت درآمدند، قریب به ۳۳۰۰ دستگاه تانک و ۱۸۰۰ قبضه توپ ارتش سرخ منهدم گشت یا به غنیمت گرفته شد و دو ارتش آن به همراه بخش‌های زیادی از سه ارتش دیگر کاملاً منهدم شدند. در مجموع، جبهه غربی شوروی طی ۱۸ روز نبرد در شرق لهستان و غرب بلاروس، متحمل ۴۱۷ هزار نفر تلفات شد و ۹۴۰۰ توپ و خمپاره‌انداز، ۴۷۰۰ تانک و ۱۸۰۰ هواگرد خود را از دست داد.

### مولداوی و غرب اوکراین
در جانب جنوبی جبهه، گروه ارتش جنوب که در فضای تنگ بین مرداب‌های پریپیات و کوه‌های کارپات متمرکز شده بود، تحت فرمان فیلدمارشال گرت فن روندشتت با آغاز عملیات اوکراین را مورد هجوم قرار داد. این نیرو قوای جبهه جنوب غربی شوروی به فرماندهی سپهبد میخائیل کیرپونوس را در مقابل خود داشت. شوروی که در طرح‌ریزی دفاعی خود این محور را هدف اصلی تهاجم آلمانی‌ها پیش‌بینی کرده بود، بزرگ‌ترین تمرکز قوای خود را در این منطقه قرار داده بود؛ به گونه‌ای که طبق آمار شوروی، تانک‌های قوای جبهه جنوب غربی شش برابر و هواگردهای آن دو برابر گروه ارتش جنوب بود. علاوه بر قوای تحت امر کیرپونوس، نیروهای جبهه جنوبی ارتش سرخ به فرماندهی ایوان تیولنف نیز مقابل گروه ارتش جنوب ورماخت بودند تا در قسمت جنوبی جبهه مجموعاً قریب به ۸۰۰ هزار سرباز آلمانی با نزدیک به ۱٫۲ میلیون سرباز شوروی به پیکار بپردازند.
در حالی که دو گروه ارتش شمال و مرکز در حال پیشروی با سرعت کافی بودند، شرایط در حوزه عملیاتی گروه ارتش جنوب به گونه دیگری در حال رقم خوردن بود. این نیرو با قوایی از دشمن برخورد کرده بودند که به تسلیحات بهتری مجهز بودند. نیروهای ارتش سرخ در این قسمت نیز شدیداً دفاع و ضدحمله کردند. نیروهای کیرپونوس در جبهه جنوب غربی، تنها نیروهای کل جبهات شوروی بودند که تا حدودی در مقابل مهاجمان به موفقیت‌هایی دست یافتند. نبردهای شدیدی درگرفت که هر دو طرف را متحمل خسارات و تلفات زیادی کرد. بدین ترتیب، گروه ارتش جنوب از سایر نیروهای آلمانی در پیشروی عقب ماند.

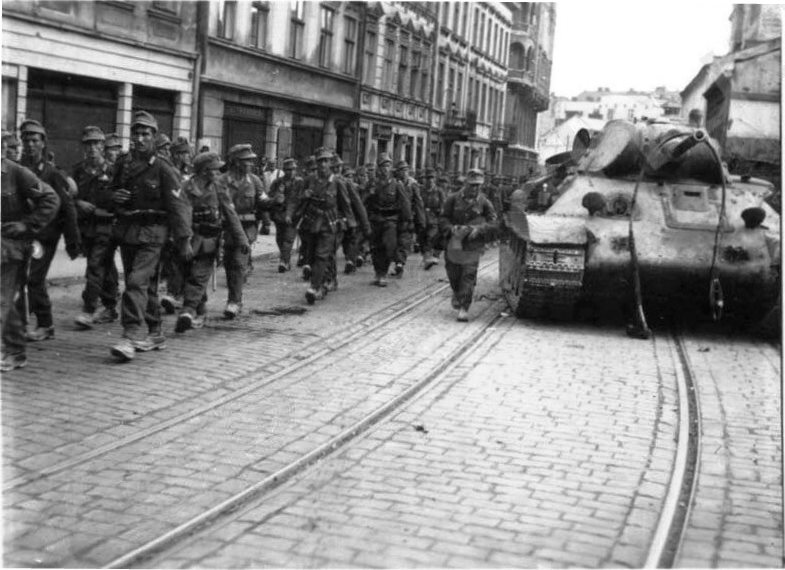
نیروهای ورماخت در لویو

در نهایت، ۳۰ ژوئن با رها شدن لویو توسط ارتش سرخ، این شهر به تصرف نیروهای ورماخت درآمد. همان روز استاوکا، فرماندهی عالی ارتش سرخ، به کیرپونوس فرمان داد نیروهای خود را تا روز ۹ ژوئیه تا مواضع دفاعی جدید در طول مرز سال ۱۹۳۹ شوروی و لهستان موسوم به خط دفاعی استالین عقب بکشد. تا این زمان، با از بین رفتن ۱۲۰۰ تانک ارتش سرخ توسط گروه زرهی ۱ ورماخت در عرض حدوداً ۱۰ روز، برتری زرهی جبهه جنوب غربی متزلزل شده بود. خط استالین نیز با رسیدن نیروهای ورماخت به بردیچیف، روز ۷ ژوئیه شکسته شد. پس از تصرف ژیتومیر توسط نیروهای آلمانی در ۸ ژوئیه، با تزلزل خط دفاعی قوای ارتش سرخ نیروهای سپاه ۳ موتوریزه ورماخت در ۱۰ ژوئیه موفق شد با شکستن خط دفاعی دشمن، راه کی‌یف را در پیش بگیرد.
در جناح جنوبی گروه ارتش جنوب، تهاجم ارتش یازدهم ورماخت از روز ۲ ژوئیه آغاز شد. فن روندشتت به دنبال به محاصره درآوردن نیروهای دشمن در جنوب اوکراین توسط ارتش یازدهم در همکاری با ارتش هفدهم بود. بر این اساس، ارتش‌های سوم و چهارم رومانی نیز سواحل دریای سیاه را پاکسازی و اودسا را تصرف می‌کردند. ارتش یازدهم همان روز ۲ ژوئیه به رود پروت رسید. با مشاهده این وضعیت، تیولنف، فرمانده جبهه جنوبی شوروی، مجوز عقب کشیدن نیروهای خود از رود پروت به مواضع دفاعی در طول رود دنیستر را از استاوکا دریافت کرد.

### شمالِ دور

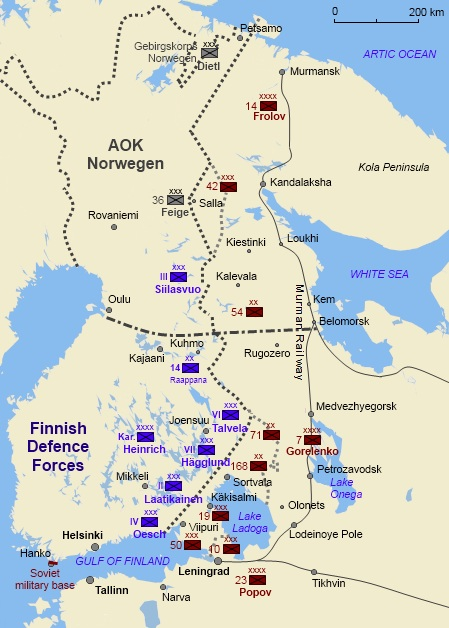
محل استقرار نیروهای طرفین در شمال دور (مرز فنلاند و شوروی)

با وجود تلاش فنلاند در حفظ بی‌طرفی، تنها چند ساعت پس از آغاز تهاجم آلمان به شوروی، نیروی هوایی شوروی شروع به بمباران اراضی فنلاند کرد. بدین ترتیب، مارشال کارل مانرهیم به قوای خود دستور داد اقدامات دشمن را با آتش خود پاسخ بگویند اما از خط مرزی عبور نکنند. همان شب، یوهان ویلهلم رانگل، نخست‌وزیر فنلاند، در جلسه پارلمان گفت که ملت او همینک مجدداً در جنگ است. مانرهیم خواهان پیشروی در داخل خاک شوروی جهت به دست آوردن مواضع بهتر و پس گرفتن اراضی ازدست‌رفته پیشین شد. اما فرستاده نظامی آلمان درخواست کرد تهاجم اصلی فنلاند تا پس از آغاز یورش آلمانی‌ها از مرزهای شمالی، چند روز به تأخیر بیفتد.
در بخش شمالی جبهه فنلاند، نیروهای ورماخت توسط سپاه کوهستان با هدف سلطه بر مورمانسک از ۲۹ ژوئن شروع به پیشروی کردند و موفق شدند خود را به رود لیتسا برسانند. نیروهای آلمانی روزهای ۷ و ۸ ژوئیه از رود لیتسا عبور کردند اما ضدحملات ارتش سرخ آن‌ها را به عقب‌نشینی وادار کرد. آلمانی‌ها ۱۲ ژوئیه حمله را از سرگرفتند و روز بعد مجدداً از رود لیتسا گذر کردند اما این بار ۱۴ ژوئیه نیروی دریایی شوروی بیش از ۱۳۰۰ نفر را پشت خط مقدم آن‌ها پیاده نمود. به این ترتیب، تهاجم یگان‌های ورماخت در این ناحیه مجدداً متوقف شد. هنگامی که سپاه کوهستان ورماخت آماده ادامه تهاجم می‌شد، زیردریایی‌های شوروی دو کشتی آلمانی حامل نیروی کمکی را غرق کردند. فشار نیروی دریایی بریتانیا نیز اعزام نیروی کمکی را برای چند هفته به تأخیر انداخت. این سپاه در عرض دو و نیم ماه با دادن ۱۰ هزار نفر تلفات، تنها ۳۵ کیلومتر پیشروی کرده بود؛ در حالی که همچنان بیش از ۵۰ کیلومتر با مورمانسک، هدف نهایی خود فاصله داشت.
در بخش مرکزی جبهه فنلاند، سپاه ۳۶ ورماخت سالا را از وجود عناصر دشمن پاکسازی کرد و به مرز سال ۱۹۳۹ فنلاند و شوروی رسید. این نیروها با پیشروی به جانب شمال شرقی، موفق شدند ۲۲ اوت دو لشکر شوروی را به محاصره بیندازند اما شرایط آب‌وهوایی و کمبود نیرو، سبب گریختن یگان‌های دشمن از محاصره شد.

### نتایج مرحله نخست
در سه هفته آغازین عملیات بارباروسا، ورماخت موفق به پیشروی ۴۸۰ کیلومتری، تصرف بلاروس، منطقه بالتیک، بخش‌های بزرگی از اوکراین، رساندن خود به رود دنیپر و انهدام استحکامات و چندین آرایش بزرگ شوروی در طول مرز شد. تلفات وارد آمده به شوروی بسیار سنگین بود. تا میانه ژوئیه قریب به یک میلیون نفر از نیروهای ارتش سرخ شوروی کشته، زخمی یا مفقود شدند، این کشور نزدیک به ۱۰ هزار تانک و ۴ هزار هواگرد خود را از دست داد و صرفاً ده درصد از قوای مکانیزه آن باقی ماند. در طرف مقابل در همین مدت ۹۲ هزار نفر به ورماخت تلفات وارد آمده بود که یک چهارم از آن‌ها کشته شده بودند. این آمار با وجود اینکه فاصله بسیار زیادی با تلفات دشمن داشت اما با توجه به شرایط نیروی انسانی آلمان، کم به حساب نمی‌آمد.
در این هنگام هیتلر می‌پنداشت استالین عملاً جنگ را باخته و شوروی قادر نخواهد بود تانک‌ها و هواگردهای منهدم‌شده خود را جایگزین کند. تقریباً در همین زمان، هالدر نیز به همین ترتیب در یادداشت‌های جنگی خود اذعان کرد: «با نگاه کلی می‌توانیم بگوییم کارمان را در انهدام نیروی زمینی روسیه در این سوی رودهای دوینا و دنیپر به انجام رسانده‌ایم.» هالدر حتی ادعا می‌کند: «اغراق نکرده‌ام اگر بگویم عملیات علیه روسیه در عرض دو هفته به پیروزی رسیده‌است.» او به استناد اطلاعات به‌دست‌آمده از اوراق جنگی دشمن اطمینان داشت آلمانی‌ها در آن سوی این دو رود با چیزی غیر از «نیروهای جزئی» برخورد نخواهند کرد. طبق گزارش سرهنگ کینتسل از مجموع ۱۶۴ لشکر دشمن که تا این لحظه شناسایی شده‌است، ۸۹ لشکر کاملاً یا تا حدودی منهدم گشته و تنها ۴۶ لشکر در مقابل خط مقدم ورماخت قرار دارد. با مشاهده این وضعیت، بریتانیا و ایالات متحده سخن از انهدام عامدانه تأسیسات نفتی شوروی در قفقاز جهت جلوگیری از افتادن آن به دست آلمانی‌ها مطرح ساختند.
پیروزی‌های گروه ارتش مرکز در این مرحله خیره‌کننده بود اما دستاوردهای دو گروه ارتش دیگر مشابهت تامی با آن نداشت. در بخش شمالی، دریافت نیروی کمکی جبهه شمال غربی شوروی را قادر ساخت مقاومت مناسبی در طول رود دوینا در برابر گروه ارتش شمال ترتیب دهد و دست به ضدحملات قدرتمندی بزند. در بخش جنوبی نیز نیروهای گروه ارتش جنوب با ضدحملات شدید و گسترده سپاه‌های مکانیزه دشمن مواجه گشتند. در این زمان، فعالیت نیروهای باقیمانده از ارتش سرخ در پشت خطوط مقدم در قالب گروه‌های پارتیزانی در حال مشکل‌آفرینی بود و مقاومت نیروهای آن رفته‌رفته شدیدتر و پیشروی برای آلمانی‌ها دشوارتر می‌شد.
ضربه اولیه شدید ورماخت در بعد روانی و نظامی نشانه‌ای از فلج شدن یا فروپاشی درونی حاکمیت شوروی تولید نکرد. آلمانی‌ها که دیگر عنصر غافلگیری و تحرک اولیه را از دست داده بودند، به مرور پیشبرد نیروها در سه محور جداگانه را پرزحمت‌تر می‌یافتند. نشانه‌هایی از کمبود نیروی انسانی برای آلمان از همین مرحله بروز کرد. پیشروی گروه ارتش‌های ورماخت کاملاً به فراتر از محدوده پایگاه‌های تدارکاتی آن‌ها رسیده و در بازتأمین نیازهای آن‌ها مخصوصاً سوخت و مهمات اختلال پدید آمده بود. مهم‌تر از همه ناتوانی رهبران آلمانی در یافتن دیدگاه مشترک در بعد راهبردی بود که موجب آغاز تنش درونی در بین آن‌ها می‌گشت.

## مرحله دوم

### مرکز خط مقدم (غرب روسیه)
در حالی که هیتلر سلطه بر مناطق تحت محاصره و پاکسازی اراضی پشت سر نیروهای جلودار را لازمه ادامه کار می‌دید، هالدر به حفظ شدت پیشروی اولویت می‌داد. هیتلر ۲۹ ژوئن از گروه ارتش مرکز خواست اجازه پیشروی فراتر از بابرویسک را به گودریان ندهد. با وجود این، هالدر امیدوار بود «فرماندهان میانی بدون دریافت دستور صریح، به ابتکار خود کار درست را انجام دهند» و گروه زرهی ۲ خود را به رود دنیپر برساند. از آنجایی که هالدر مطمئن شده بود دیگر ارتش سرخ قصد عقب‌نشینی ندارد، می‌پنداشت پیشروی سریع به سمت گذرگاه‌های دنیپر برای به محاصره درآوردن نیروهای دشمن، سلطه بر اسمولنسک و باز شدن راه مسکو ضروری است.

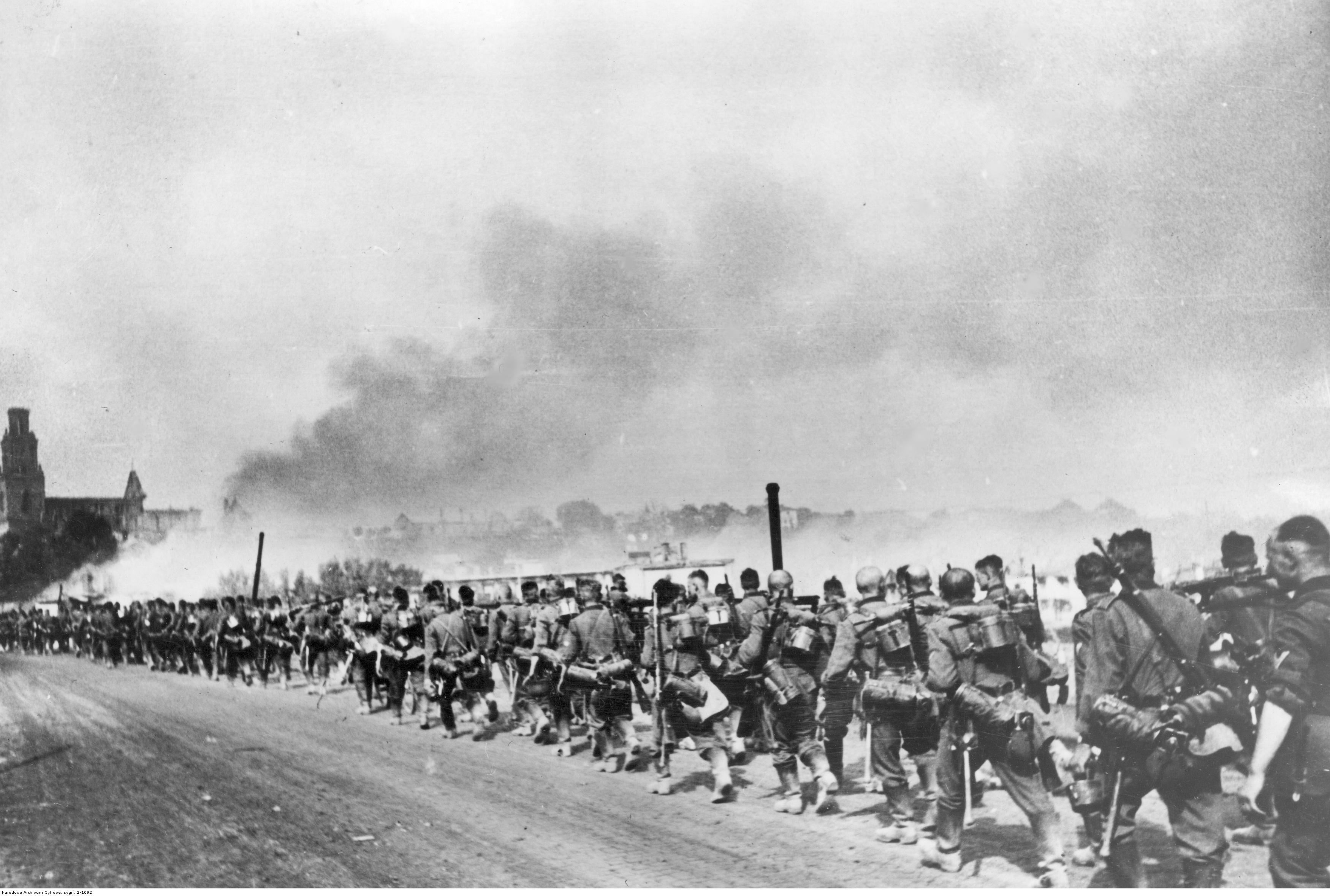
پیشروی پیاده‌نظام ورماخت، ژوئیه ۱۹۴۱

هالدر ۳۰ ژوئن به دو گروه زرهی ۲ و ۳ دستور داد نواحی مجاور رود دنیپر را به‌سرعت پاکسازی کنند. دو ارتش دوم و نهم ورماخت همان روز موفق شدند کار پاکسازی محاصره کوچک‌تر بیاویستوک را به پایان برسانند و نخستین سپاه‌های پیاده‌نظام آن‌ها توانستند به طرف نیروهای زرهی حرکت کنند. برای هماهنگی بیشتر بین نیروهای زرهی و قوای پیاده، دو گروه زرهی ۲ و ۳ به همراه ۲ سپاه دیگر تحت فرمان فیلدمارشال گونتر فن کلوگه و ستادش در ارتش چهارم قرار گرفتند تا «ارتش چهارم زرهی» را شکل دهند.
در جناح جنوبی، ۵ ژوئیه جناح راست گروه زرهی ۲ موفق شد در نزدیکی روگاچف به رود دنیپر برسد. روز ۷ ژوئیه سپاه ۳۹ موتوریزه ورماخت از گروه زرهی ۳ در شمال اورشا زیر ضدحمله ۲ سپاه مکانیزه ارتش سرخ قرار داشت. این ضدحملات بی‌ثمر در مجموع در عرض پنج روز بیش از ۸۳۰ تانک از مجموع ۲۰۰۰ تانک شوروی را از بین برد و راه را برای آلمانی‌ها برای پیشروی به سمت اسمولنسک باز کرد. گروه زرهی ۳ در جناح چپ حالت تدافعی گرفته و تمام حملاتش را بر ویتبسک در بخش مرکزی متمرکز کرده بود که به تصرف آن در ۹ ژوئیه انجامید.
حرکت دو گروه زرهی ورماخت در قالب برنامه به محاصره درآوردن مجدد نیروهای دشمن در یک منطقه بزرگ این بار با بستن حلقه محاصره در شرق اسمولنسک صورت می‌گرفت. گودریان با جابجایی نیروها قصد داشت بزرگ‌ترین تمرکز نیروهای شوروی در گذرهای اصلی را دور بزند و از ضعیف‌ترین قسمت خط دفاعی دشمن عبور کند. در این رویکرد مواضع قدرتمند دشمن بعداً توسط پیاده‌نظام پاکسازی می‌شدند. این عمل نه تنها تعداد زیادی از نیروهای دشمن را پشت سر گروه زرهی ۲ باقی می‌گذاشت، بلکه جناح جنوبی آن را نیز متحمل تهدید ضدحمله دشمن در شرق رود می‌کرد.
با اطلاع فن کلوگه از این موضوع، اختلاف نظر بین این دو تن بروز کرد. گودریان معتقد بود اگر این حمله با موفقیت اجرا گردد، کل عملیات بارباروسا در همین سال مختومه خواهد شد. نهایتاً با استناد گودریان به طرح عملیاتی پیش از جنگ، فن کلوگه همان روز با این حرکت موافقت نمود. تصمیم نهایی فن کلوگه در هماهنگی با اهداف هیتلر، در گسیل کردن گروه زرهی ۳ به سمت لنینگراد و چرخش گروه زرهی ۲ به سمت جنوب یا جنوب شرقی بود؛ در حالی که فن بک و هوت خواهان تمرکز هر دو گروه زرهی بر پل خشکی اسمولنسک به جهت پیشروی به سمت مسکو بودند. با توسل به عقیده هیتلر و ظاهراً خود هالدر در مورد اینکه اتمام کار نیروهای دشمن در اطراف اسمولنسک، آلمانی‌ها را به‌سادگی بر تمامی اراضی تا منطقه ولگای علیا بدون مقاومت جدی مسلط خواهد کرد، در نهایت حمله‌ای با استفاده از هر دو گروه زرهی به‌عنوان سرنیزه به قصد به محاصره درآوردن مقدار زیادی از نیروهای دشمن و شکستن خط مقدم آن با سلطه بر مثلث اسمولنسک–اورشا–ویتبسک طرح‌ریزی شد.

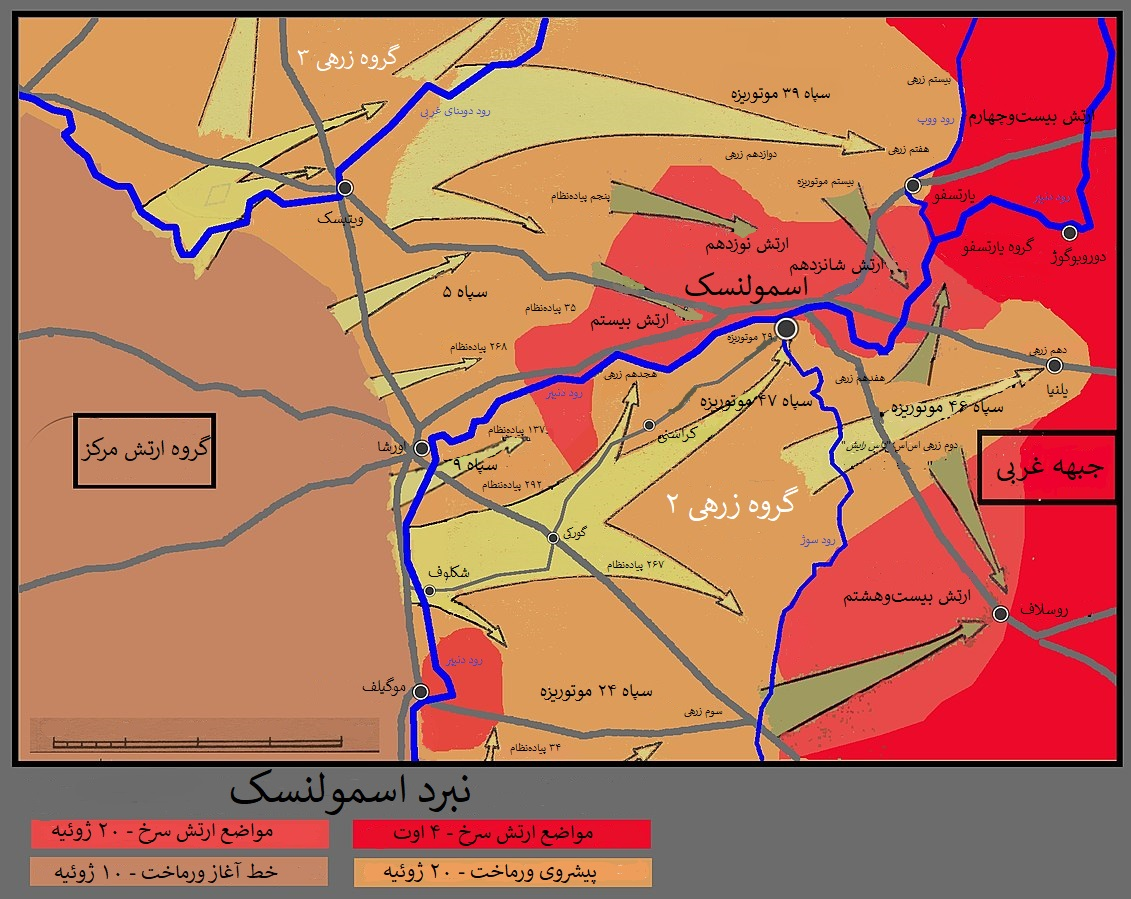
۱- محاصره و انهدام دو سپاه شوروی در ناحیه موگیلف (جنوب غربی) ۲- مرحله نهایی محاصره و انهدام نیروهای ارتش سرخ در ناحیه اسمولنسک (مرکز تصویر) ۳- ایجاد منطقه محدب یلنیا توسط گروه زرهی ۲ (پیکان زرد به سمت شرق در مرکز) ۴- محاصره و انهدام ارتش بیست و هشتم شوروی در ناحیه روسلافل (جنوب شرقی)

در بخش جنوبی طبق برنامه، روزهای ۱۰ و ۱۱ ژوئیه عبور نیروهای گودریان در گروه زرهی ۲ از رود دنیپر با موفقیت حاصل گشت و موگیلف و اورشا پشت سر نهاده شدند. تا روز ۱۲ ژوئیه تمامی لشکرهای گروه زرهی ۳ نیز از رود دوینا عبور کردند و همه لشکرهای پیاده‌نظام ارتش نهم ورماخت خود را به این رود رساندند. با فشار هیتلر برای سرعت بخشیدن به عملیات در جناحین، ۱۲ ژوئیه هالدر پذیرفت به جای حرکت مستقیم به سمت مسکو، دو گروه زرهی برای به محاصره درآوردن نیروهای بیشتری از دشمن به جناحین منحرف شوند. گروه زرهی ۳، روز ۱۳ ژوئیه خود را به دمیدوف و ولیژ رساند و حرکت خود را به سمت ولیکیه لوکی ادامه داد. هوت می‌بایست ادامه پیشروی نیروهای خود را که موجب انحراف آن‌ها از هدف اصلی تهاجمی گروه ارتش مرکز می‌شد، متوقف و بر محاصره اسمولنسک متمرکز می‌شد. این انحراف با نظر هیتلر مبنی بر حمایت از تهاجم به لنینگراد با کاهش فشار بر گروه ارتش شمال که درگیر نبردهای سنگین بود، مطابقت داشت.

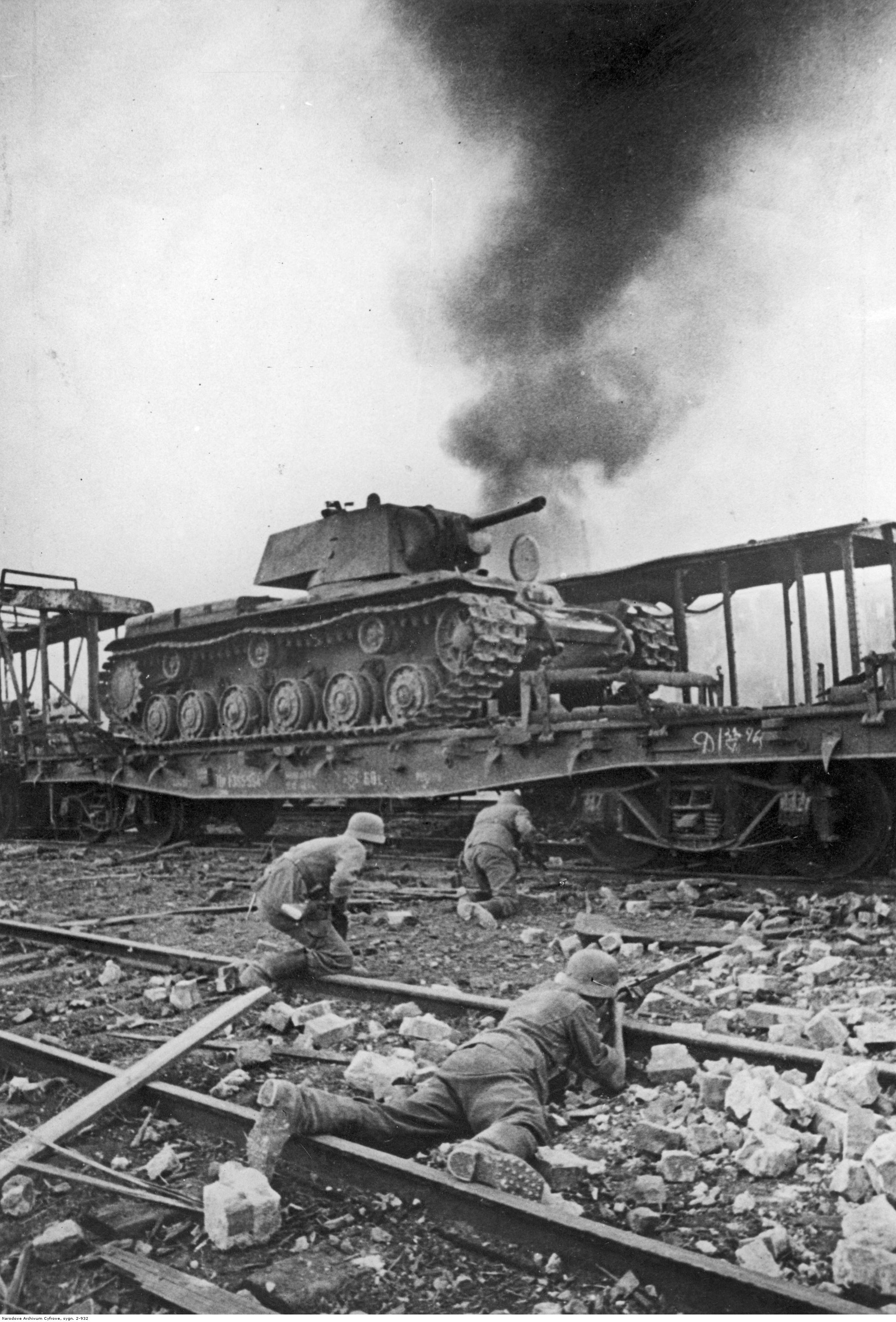
نبرد در خط آهن اسمولنسک–مسکو، اوت ۱۹۴۱

در نهایت، ۱۶ ژوئیه با تصرف یارتسفو در شمال شرقی اسمولنسک توسط گروه زرهی ۳ و خود اسمولنسک توسط گروه زرهی ۲، دومین محاصرهٔ عمدهٔ عملیات بارباروسا در شرف اتمام بود. اسمولنسک پیش از این طبق سیاست زمین سوخته استالین به «شهر ارواح» بدل شده بود. همین روز یاکوف جوگاشویلی، فرزند استالین، به‌عنوان افسر یکی از لشکرهای تانک ارتش سرخ، در نزدیکی ویتبسک به اسارت نیروهای آلمانی درآمد. در این شرایط ۲ سپاه شوروی در حال دفاع از این شهر، از ۱۷ ژوئیه به شکل جداگانه، در منطقه موگیلف به محاصره آلمانی‌ها افتادند. مقاومت این نیروها تا ۲۷ ژوئیه ادامه پیدا کرد. در نهایت، مجموعاً بیش از ۳۵ هزار نفر از نیروهای ارتش سرخ در این موضع به اسارت آلمانی‌ها درآمدند.
در این هنگام، گودریان تصمیم گرفت به جای چرخش سپاه ۴۶ موتوریزه به طرف شمال جهت اتصال به نیروهای گروه زرهی ۳ و تکمیل محاصره، به منظور به دست آوردن موضع مناسبی جهت یورش به مسکو، به سمت یلنیا در ۸۰ کیلومتری جنوب شرقی اسمولنسک حرکت کند. یلنیا شب ۱۹ ژوئیه در مقابل مقاومت شدید نیروهای شوروی، به تصرف ورماخت درآمد. این مسئله موجب پدید آمدن برآمدگی یلنیا در خط مقدم ورماخت شد. در پی ضدحمله ارتش سرخ در این ناحیه، با وجود تحمل خسارات انسانی و تجهیزاتی، تسلط آلمانی‌ها بر منطقه یلنیا، شرقی‌ترین نقطه دست‌یافته‌شده در مسیر مسکو، حفظ شد. شدت درگیری‌ها بر سر ناحیه یلنیا به اندازه‌ای شدید بود که برخی از افسران مسن‌تر آن را با تجربیات در وردون در سال ۱۹۱۶ مقایسه کردند. نبردهای اطراف یلنیا خسارت‌بارترین درگیری نیروی زمینی آلمان از سال ۱۹۱۸ تا به این زمان به حساب می‌آمد.
به هر ترتیب، حفره شرق اسمولنسک تا ۲۴ ژوئیه بسته شد تا سه ارتش شوروی به محاصره بیفتند. این بار نیز، آلمانی‌ها نتوانستند از خروج و عقب‌نشینی به موقع بخشی از نیروهای دشمن مخصوصاً یگان‌های موتوریزه آن از محاصره جلوگیری کنند. در نهایت، با پاکسازی منطقه تحت محاصره اسمولنسک تا ۸ اوت، ۳۴۷ هزار نفر از قوای ارتش سرخ به اسارت ورماخت درآمدند و ۳۴۰۰ تانک و بیش از ۳۰۰۰ توپ آن‌ها منهدم یا به غنیمت گرفته شد. در همین زمان، حمله ناگهانی نیروهای گودریان از روز ۱ اوت به سمت جنوب و شرق علیه مواضع ارتش بیست و هشتم شوروی که به شدت به دنبال شکستن محاصره اسمولنسک بود، در نهایت به تسخیر روسلافل، انهدام تعداد زیادی از نیروهای ارتش سرخ و به اسارت درآمدن بیش از ۳۸ هزار نفر دیگر از آن‌ها انجامید.

### جنوب خط مقدم

#### مرکز اوکراین (کی‌یف)

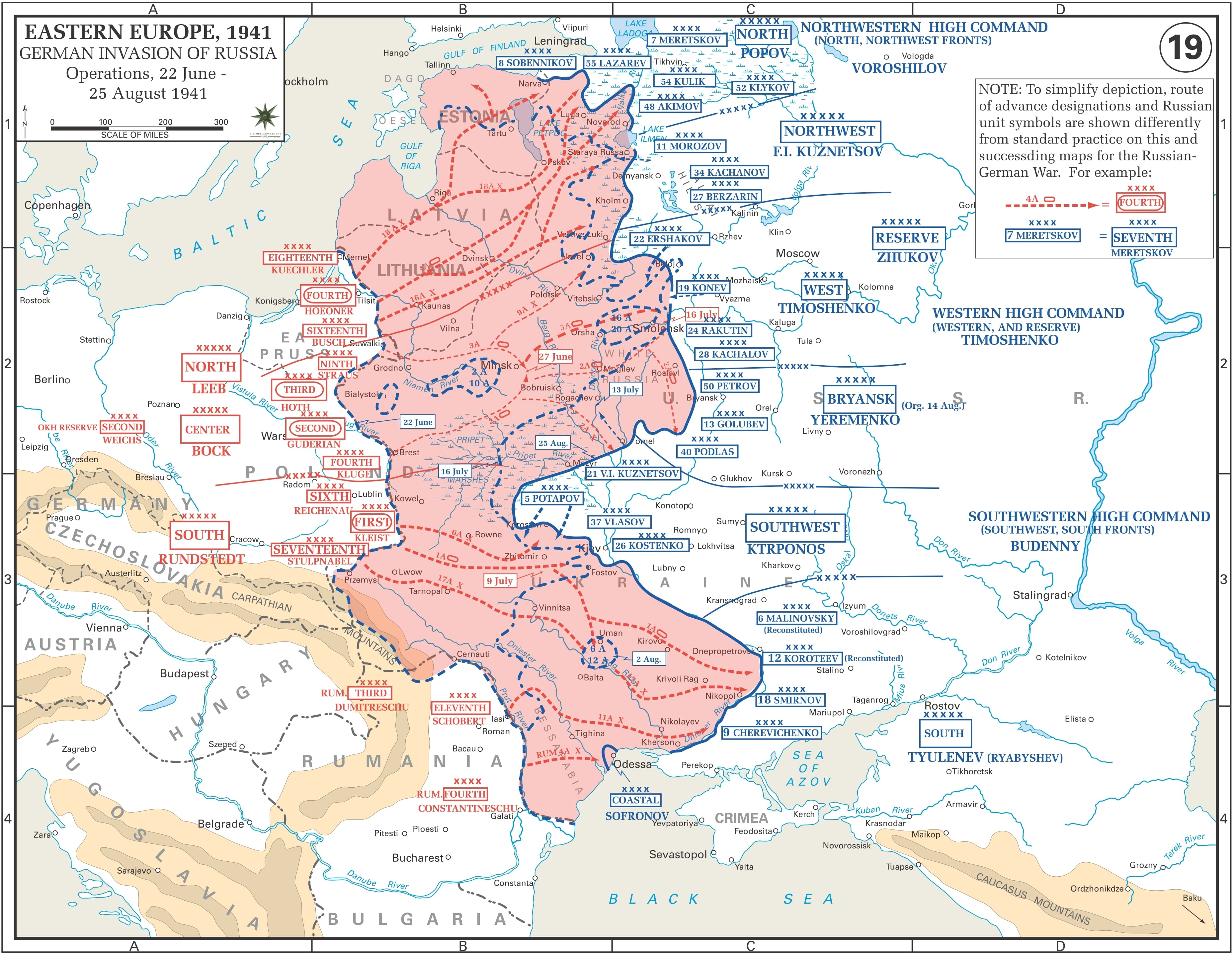
نقشه پیشروی ورماخت تا ۲۵ اوت ۱۹۴۱

اوایل ژوئیه فرماندهی عالی نیروی زمینی آلمان قصد داشت پس از پایان نبرد اسمولنسک، در ادامه عملیات، از آغاز سپتامبر با گروه ارتش مرکز از سه محور تهاجم به سمت مسکو را آغاز کند. با وجود این، ارتش پنجم شوروی تا میانه ژوئیه همچنان مواضع پیشین خود در مرداب‌های پریپیات را حفظ کرده و این مسئله بیش از ۲۵۰ کیلومتر خط مقدم اضافه در جناحین باز جنوبی و شمالی دو گروه ارتش مرکز و جنوب ورماخت ایجاد کرده بود. با توجه به این شرایط و در پی مقاومت شدید نیروهای شوروی در اطراف اسمولنسک، فرماندهی عالی نیروی زمینی آلمان از اواسط ژوئیه راهبرد خود برای ادامه عملیات را تغییر داد. فرمان شماره ۳۳ پیشوا روز ۱۹ ژوئیه از عملکرد جناح شمالی گروه ارتش جنوب در مقابله با ارتش پنجم شوروی انتقاد کرد و نیروهای آلمانی را موظف ساخت «از گریز مقادیر زیادی از قوای دشمن با گذر از رود دنیپر به عمق خاک روسیه جلوگیری کنند و آن‌ها را منهدم نمایند».. فن براوخیچ توصیه کرد گروه زرهی ۱ از گروه ارتش جنوب پیش از رسیدن به کی‌یف بلافاصله به سمت جنوب چرخش کند تا ضمن محاصره نیروهای دشمن در منطقه‌ای کوچک، یک دیوار دفاعی در غرب این شهر ایجاد گردد. هیتلر ترجیح می‌داد به کمک گروه ارتش مرکز تهاجمی برای محاصره دشمن در ناحیه‌ای بزرگ‌تر تا رود دنیپر آغاز گردد.
فرمان شماره ۳۴ پیشوا ۳۰ ژوئیه از گروه ارتش مرکز خواست ضمن اتخاذ حالت تدافعی در بهترین مواضع، در سریع‌ترین زمان ممکن دو گروه زرهی خود را برای بازسازی و تسلیح مجدد به منظور انتقال به جناحین از خط مقدم عقب بکشد. هدف از چنین فرمان‌هایی در متوقف ساختن گروه ارتش مرکز، به جهت افزایش مقاومت دشمن در محور مسکو، تمرکز بر لنینگراد در شمال و کی‌یف و اوکراین در جنوب بود.
با وجود مقاومت سرسختانه نیروهای ارتش سرخ و بارندگی شدید غیرمنتظره، ارتش هفدهم از گروه ارتش جنوب موفق به رخنه در ناحیه وینیتسا در ۲۰۰ کیلومتری جنوب غربی کی‌یف گشت و ارتش یازدهم آن تا رود دنیستر پیش رفت. با چرخش گروه زرهی ۱ به سمت جنوب و تکمیل محاصره ناحیه اومان در ۱۹۰ کیلومتری جنوب کی‌یف، در ۴ اوت و گرفتار شدن ارتش‌های ششم و دوازدهم شوروی در آن، ارتش پنجم جبهه جنوب غربی شوروی از همان روز به‌تنهایی دست به ضدحمله زد اما با دستاوردهای ناچیز و تحمل تلفات سنگین روز ۸ اوت متوقف شد و به سمت کی‌یف عقب نشست. با وجود انهدام دو ارتش در ناحیه اومان، شوروی موفق شد فعلاً از انهدام کامل جبهه جنوب غربی خود جلوگیری کند و گروه ارتش جنوب ورماخت را از برنامه زمانی خود عقب بیندازد. نیروهای جلودار ارتش ششم ورماخت ۶ اوت خود را به حومه کی‌یف رساندند اما توسط ارتش سرخ متوقف گشتند.
با آغاز اجرای فرمان ۳۴ پیشوا از روز ۶ اوت توسط گروه ارتش مرکز، نیروهای ارتش دوم و سپاه ۲۴ موتوریزه گروه زرهی ۲ با چرخش ۹۰ درجه‌ای به سمت جنوب به سمت گومل یورش بردند. تا ۱۸ اوت نیروهای زرهی گودریان و پیاده‌نظام ارتش دوم ورماخت خود را به حومه گومل رساندند. روز ۲۱ اوت فرمان به چرخش تمامی یگان‌های گروه زرهی ۲ به سمت جنوب در عمق اوکراین داده شد. گروه زرهی ۲ حرکت خود را از ۲۵ اوت آغاز کرد و با تهاجم از طریق گومل به جبهه مرکزی شوروی، آن را به سمت رود دسنا عقب راند.
تا این زمان، رهبران شوروی تصور می‌کردند حرکت گودریان به سمت جنوب با هدف اصلی تهاجم به جانب بریانسک و سپس مسکو است. از همین رو، جبهه بریانسک عموماً موظف به دفاع از محور مسکو از جانب جنوب غربی شده بود و مسئولیتی در قبال جلوگیری از رخنه ورماخت در جناح شمالی جبهه جنوب غربی نداشت. در نتیجه گودریان با غافلگیر کردن دشمن تقریباً بدون هیچ مزاحمتی به یورش به سمت جنوب ادامه داد. همان روز، استاوکا به جبهه بریانسک فرمان داد برای دفع تهاجم گودریان ضدحملاتی متمرکز ترتیب دهند. روز ۲۶ اوت استاوکا از این جبهه خواست نیروهای گودریان را به محاصره درآورده منهدم کند. این دستور در حالی صادر شد که تشکیل جبهه بریانسک هنوز تکمیل نشده بود و اجرای آن سبب کاربرد تکه‌تکه قوای ارتش سرخ می‌گردید.

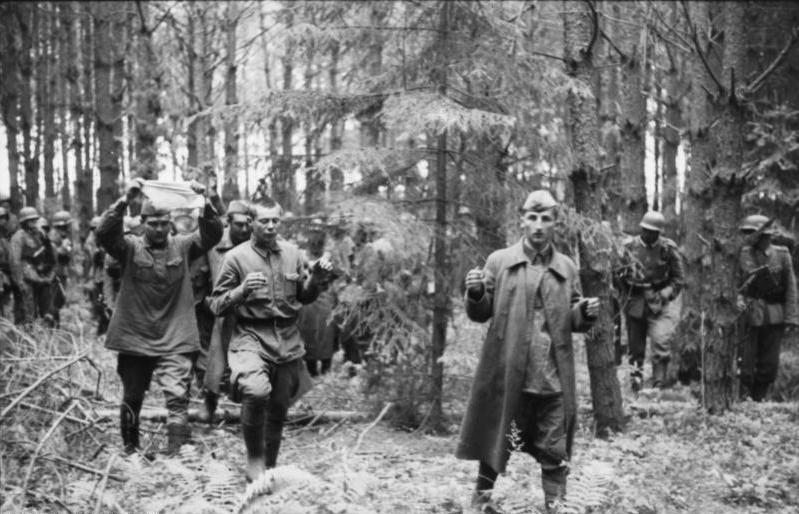
تسلیم شدن نیروهای ارتش سرخ به ورماخت

در این شرایط، گروه ارتش جنوب ورماخت ۳۱ اوت با پیاده‌نظام خود گذرگاهی بر دنیپر در ۲۳۰ کیلومتری جنوب شرقی کی‌یف را تصاحب و تا روز ۱۰ سپتامبر از آن عبور نمود. نیروهای زرهی این گروه ارتش نیز از روز ۱۱ سپتامبر شروع به گذر از دنیپر نمودند.
پس از ایجاد یک شکاف بزرگ بین جبهه بریانسک و جبهه جنوب غربی شوروی در ۶ سپتامبر، تانک‌های گودریان ۱۰ سپتامبر از روز دسنا عبور کردند و به پیشروی در عمق اراضی پشت خط مقدم جبهه جنوب غربی شوروی به سمت جنوب ادامه دادند. در این شرایط استاوکا ۱۲ سپتامبر در فرمانی خوش‌باورانه، جبهه بریانسک را موظف ساخت با سازمان مجدد نیروها، جناح چپ گودریان را یک بار دیگر هدف بگیرد تا شکاف ایجادشده را پوشش داده و به یگان‌های جبهه جنوب غربی متصل گردد. این تمهیدات بسیار دیر صورت گرفت. همان روز، نیروهای زرهی گروه ارتش جنوب ورماخت با درهم کوبیدن دفاع شوروی، با حرکت ۵۰ کیلومتری از گذرگاه رود دنیپر به جانب شمال به لوبنی رسیدند. در نهایت روز ۱۵ سپتامبر با اتصال سرنیزه‌های زرهی دو گروه زرهی ۱ و ۲، حلقه محاصره در ۱۲۰ کیلومتری جنوب شرقی کی‌یف تکمیل شد و ارتش بیست و یکم و تمامی نیروهای جبهه جنوب غربی شوروی شامل سه ارتش پنجم، بیست و ششم و سی و هفتم داخل آن گرفتار گردیدند.
استالین که در ابتدا با رها کردن کی‌یف مخالفت کرده بود، ۱۷ سپتامبر دستور به تخلیه جبهه جنوب غربی از منطقه داد. این فرمان دیر صادر شد و در اثر قطع شدن ارتباطات هیچگاه به اطلاع مدافعان کی‌یف نرسید. ارتشبد کیرپونوس، فرمانده این جبهه که هنگام تلاش برای گریختن از محاصره به کمین نیروهای آلمانی افتاد، زخمی و در اثر انفجار مین کشته شد. با پاکسازی این منطقه تا پایان سپتامبر چهار ارتش شوروی منهدم شدند و حدود ۶۶۵ هزار نفر از نیروهای ارتش سرخ به اسارت گرفته شدند. پیروزی در کی‌یف یکی از پیش‌شرط‌های پیشروی گروه ارتش مرکز به سمت مسکو به حساب می‌آمد تا فرماندهی عالی نیروی زمینی و فرماندهی عالی ورماخت با بازگرداندن تمرکز خود به بخش مرکزی جبهه، تهاجم در آن را از سربگیرند.
نبرد کی‌یف پیشروی آلمانی‌ها به سمت مسکو را برای یک ماه به تأخیر انداخت. این نبرد گرچه به زعم عده‌ای در نهایت برای ورماخت بسیار گران تمام شد، با انهدام نیروهای زیادی از شوروی در اوکراین که ارتش سرخ می‌توانست بعداً از آن‌ها در دفاع از مسکو بهره ببرد، مسیر هجوم به مسکو را هموارتر ساخت. از طرفی، انهدام جبهه جنوب غربی شوروی راه پیشروی گروه ارتش جنوب به سمت شرق اوکراین را نیز کاملاً باز کرد.

#### جنوب اوکراین
پس از اتمام کار در ناحیه اومان، گروه ارتش جنوب همچنان نتوانسته بود نیروهای شوروی را در غرب رود دنیپر کاملاً پاکسازی کند و جبهه جنوبی شوروی هنوز در ساحل شمالی دریای سیاه در مقابل ارتش یازدهم آلمان و نیروهای رومانیایی قرار داشت. تهاجم به طرف جنوب شرقی در محل پیچش رود دنیپر علیه جناح باز شمالی جبهه جنوبی ارتش سرخ می‌توانست ارتش‌های نهم و هجدهم شوروی را نیز در حصر آلمانی‌ها بیندازد. از این رو، روز ۱۲ اوت فرماندهی عالی نیروی زمینی آلمان به فن روندشتت دستور داد نیروهای دشمن بین زاپوروژه و دهانه رود دنیپر را منهدم کند تا ارتش‌های نهم و هجدهم شوروی را بین خود و دریای سیاه به محاصره درآورد. با آگاهی از این تهدید، استاوکا مجوز عقب‌نشینی بلند تیولنف به سمت جنوب رود دنیپر را صادر نمود که با موفقیت اجرا شد و با نجات دادن ارتش‌های جبهه جنوبی، موجب قرار گرفتن آن در مواضع دفاعی بسیار قدرتمندتری گشت. تنها ارتش ساحلی شوروی به فرماندهی ژنرال سوفرونوف پشت سر باقی گذاشته شد تا از اودسا دفاع کند.
ارتش چهارم رومانی با داشتن برتری عددی، از روز ۱۰ اوت اقدام به تهاجم به اودسا نمود اما در مقابل مقاومت شدید ارتش سرخ دستاورد اندکی حاصل کرد تا این تلاش پس از ۵ روز متوقف گردد. با از سرگیری تهاجم از روز ۲۰ اوت، رومانیایی‌ها پس از یک ماه نبرد همچنان ۱۵ کیلومتر با این شهر فاصله داشتند. تهاجم رومانیایی‌ها در نهایت با اجرای ضدحمله غافلگیرانه ارتش سرخ و پیاده‌سازی‌های موفق آبی–خاکی آن متوقف و سپاه ۵ رومانی روز ۲۲ سپتامبر وادار به عقب‌نشینی ۸ تا ۱۰ کیلومتری شد. خط مقدم در این قسمت به نبردهای موضعی بدل گشت. به اذعان هیتلر رومانیایی‌ها در جبهه اودسا در حال استفاده از «تاکتیک‌های جنگ جهانی اول» بودند. نیروهای ارتش چهارم رومانی که از ادوات و آموزش کافی جهت به انجام رساندن مأموریت سلطه بر اودسا برخوردار نبودند، در طول اوت متحمل ۲۷۳۰۰ نفر تلفات شدند که بیش از مجموع تلفات این ارتش و ارتش سوم رومانی در جریان آزادسازی اراضی پیشین خود (بیسارابیا و بوکوفینای شمالی) بود.

#### شرق اوکراین و کریمه
روز ۱۲ اوت هیتلر با صدور تکمله‌ای بر فرمان شماره ۳۴ پیشوا، گروه ارتش جنوب را مأمور به تصرف شبه‌جزیره کریمه و سلطه بر منطقه دونباس و ناحیه صنعتی اطراف خارکوف کرد. بر این مبنا، در روزهای پایانی اتمام کار در کی‌یف، گروه ارتش جنوب پیشروی به سمت شرق را ادامه داد. در جناح جنوبی، نیروهای ارتش یازدهم ورماخت تحت امر سپهبد فن مانشتاین روز ۱۷ سپتامبر با رسیدن به دریای آزوف مسیر زمینی شبه‌جزیره کریمه را قطع و با تصرف پرکوپ، روز ۲۶ سپتامبر تلاش برای ورود به آن را آغاز کردند. استاوکا اواخر سپتامبر جهت تقویت دفاع از کریمه فرمان به تخلیه نیروهای حاضر در اودسا و انتقال آن‌ها به سواستوپل داد. این تخلیه در حالی اتفاق می‌افتاد که ارتش چهارم رومانی در حال آماده‌سازی جهت تهاجم نهایی به اودسا بود. رومانیایی‌ها که از ۲ اکتبر به تلاش مجدد دیگری برای ورود به اودسا دست زده بودند تا ۸ اکتبر خط دفاعی اصلی شهر را شکستند. ارتش سرخ، پس تحمل ۱۰۲ هزار نفر تلفات در اودسا، از شب ۱۵ اکتبر ۱۲۱ هزار نفر از نیروهای خود را از اودسا از راه دریا خارج کرد.
فن روندشتت روز ۲۵ سپتامبر به گروه زرهی ۱ فرمان داد از گذرگاه رود دنیپر در دنیپروپتروفسک به جنوب به سمت دریای آزوف یورش ببرند. این یگان با حرکت از روز ۱ اکتبر، خطوط ارتباطی جبهه جنوبی شوروی را قطع و پس از تصرف ملیتوپول در ۳ اکتبر، در نهایت روز ۷ اکتبر در بردیانسک در ساحل شمالی دریای آزوف به نیروهای فن مانشتاین متصل شد تا ارتش‌های نهم و هجدهم شوروی را به محاصره بیندازند. با انهدام منطقه تحت محاصره، ۱۰۶ هزار نفر از نیروهای شوروی به اسارت درآمدند.
کار گذر ارتش یازدهم ورماخت از باریکه پرکوپ روز ۱۸ اکتبر به پایان رسید تا نیروهای فن مانشتاین با ورود به کریمه حملات خود را در جهت سواستوپل متمرکز نمایند. قسمتی از نیروهای ارتش یازدهم ورماخت یگان‌های در حال عقب‌نشینی شوروی را به سمت شبه‌جزیره کرچ در شرق کریمه تعقیب کردند. تا روز ۱۶ نوامبر با تخلیه نیروهای شوروی به سمت کوبان در شمال قفقاز، شبه‌جزیره کرچ توسط سپاه ۴۲ ورماخت از عناصر ارتش سرخ پاکسازی گشت. با تصرف بندر فئودوسیا توسط سپاه ۴۲ ورماخت، بخشی از نیروهای ارتش سرخ در جنوب شبه‌جزیره قادر به عقب‌نشینی نشدند تا حدود ۱۰۰ هزار نفر از آن‌ها به اسارت درآیند. در همین زمان، مابقی نیروهای ارتش یازدهم ورماخت، ارتش پنجاه و یکم شوروی را به درون سواستوپل در جنوب غربی شبه‌جزیره عقب رانده و با قطع ارتباط آن با شرق شبه‌جزیره، از اواسط نوامبر شهر را به محاصره درآوردند. مقاومت مدافعان در استحکامات دفاعی چندلایه و گسترده با بهره‌مندی از تدارکات‌رسانی دریایی، به فن مانشتاین اجازه سلطه بر شهر را نداد. بدین ترتیب، با درگیر بودن در سواستوپل، امکان گذر نیروهای ورماخت از شبه‌جزیره تامان به قفقاز پدید نیامد.

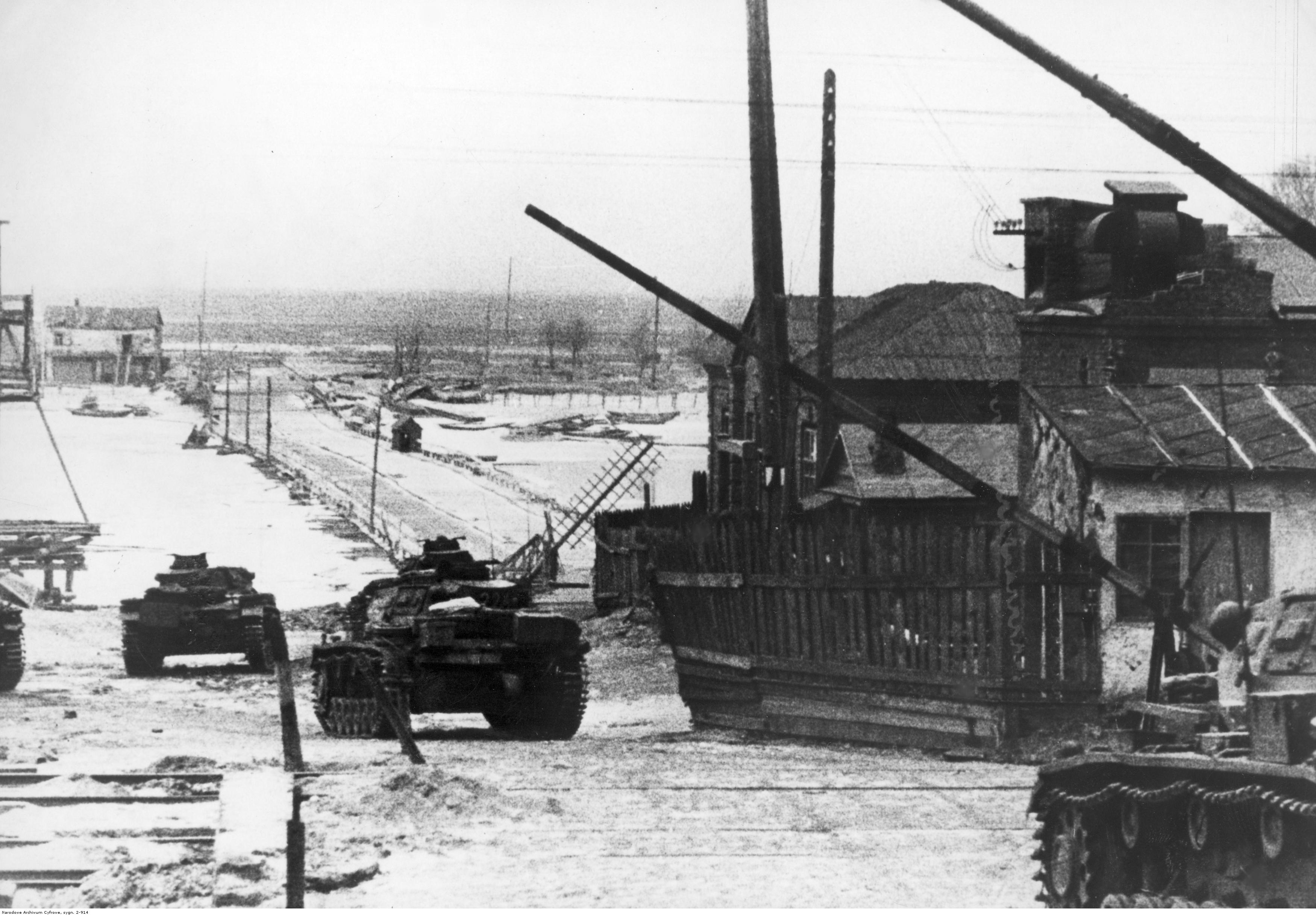
ورود نیروهای آلمانی به روستوف-نا-دونو

در جناح شمالی گروه ارتش جنوب، ارتش ششم ورماخت با وارد آوردن تلفات سنگین به جبهه جنوب غربی شوروی، استاوکا را وادار به صدور مجوز عقب‌نشینی و رها کردن ناحیه دونباس نمود. گروه زرهی ۱ روز ۱۱ اکتبر خود را به رود میوس رساند اما بارندگی و مقاومت دشمن موجب توقف آن گشت. ارتش ششم ورماخت پس از ۵ روز مبارزه سنگین با عقب راندن ارتش سی و هشتم شوروی، خارکوف را ۲۵ اکتبر به تصرف درآورد. پس از یک توقف کوتاه، با ادامه تهاجم نیروهای فن کلایست در گروه زرهی ۱ از روز ۵ نوامبر، روستوف-نا-دونو پس از ۴ روز مبارزه، ۲۰ نوامبر به تصرف آلمانی‌ها درآمد. روز بعد، در فرمانی بلندپروازانه از طرف فرماندهی گروه ارتش جنوب، فن کلایست موظف شد به سمت رود ولگا پیشروی و مایکوپ، نزدیک‌ترین میدان نفتی شوروی در شمال قفقاز را به سلطه خود درآورد. ارتش‌های ششم و هفدهم ورماخت نیز به ترتیب مأمور به سلطه بر ووراشیلوفگراد و استالینگراد شدند. با این حال، با اجرای ضدحملات ارتش سرخ از دو جهت و پدیداری خطر گرفتار شدن در محاصره، ۲۸ نوامبر فن روندشتت دستور به بازگشت ۸۰ کیلومتری نیروها به رود میوس داد. هیتلر این فرمان را لغو کرد تا فن روندشتت در اعتراض استعفا دهد. فیلدمارشال والتر فن رایشناو، جانشین او در مقام فرماندهی گروه ارتش جنوب گردید. برای فن رایشناو نیز روشن بود که حفظ روستوف-نا-دونو امکان‌پذیر نیست. با اجرای ضد حمله دیگری توسط ارتش سرخ، هیتلر به‌ناچار در نهایت به نیروهای آلمانی اجازه عقب نشستن به رود میوس را داد.

### شمال خط مقدم

#### استونی
ارتش هجدهم ورماخت ورود به استونی را از ۲۲ ژوئیه آغاز کرد. با رسیدن نیروهای ورماخت به دریاچه پیپوس، سه لشکر ارتش سرخ به محاصره افتادند و تا ۲۷ ژوئیه ۸۸۰۰ نفر از عناصر باقی‌مانده آن وادار به تسلیم شدند. نیروهای آلمانی ۷ اوت خود را به ساحل خلیج فنلاند رساندند و سپس به سمت ناروا پیش رفتند و ۱۶ اوت بر آن مسلط شدند. در جانب غرب سه لشکر دیگر ورماخت حوالی تالین مستقر شدند. نبرد تالین ۱۹ اوت آغاز شد. کشتی‌های جنگی شوروی در سواحل دریای بالتیک با توپ‌های خود در امر دفاع مشارکت داشتند. مهاجمان روز پنجم نبرد خود را به ۱۰ کیلومتری مرکز تالین رساندند و روز بعد درگیری به داخل شهر کشیده شد. بدون امیدی برای خروج از محاصره به جانب شرق، مدافعان شروع به آماده‌سازی جهت تخلیه از طریق دریا کردند. آلمانی‌ها که از این مسئله آگاه شده بودند، به کمک فنلاندی‌ها سواحل تالین را به شدت مین‌ریزی نمودند. روز ۲۸ اوت تخلیه دریایی نیروهای شوروی از تالین آغاز شد. مین‌های دریایی و حملات لوفت‌وافه تلفات سنگینی به کاروان‌های دریایی شوروی وارد آورد. شش ناوشکن، دو زیردریایی، چهار مین‌ریز و چندین کشتی ترابری شوروی غرق شدند که در اثر آن ۱۲ هزار نفر جان باختند. حدود ۱۲ هزار نفر از نیروهای شوروی که در تالین باقی مانده بودند، وادار به تسلیم گشتند. جهت تکمیل سلطه آلمان بر دریای بالتیک، ورماخت از ۸ سپتامبر در عملیات بئوولف شروع به تسخیر جزایر سواحل استونی کرد. درگیری‌ها تا ۵ اکتبر ادامه پیدا نمود. روز ۱۲ اکتبر نیروهای آلمانی وارد آخرین جزیره منطقه شدند و تا ۲۱ اکتبر آن را پاکسازی کردند.

#### شمال غربی روسیه (لنینگراد)

پیشروی نیروهای آلمانی در شمال غربی روسیه، ۱۰ ژوئیه — ۲۶ اوت

سپاه ۵۶ موتوریزه گروه زرهی ۴ از گروه ارتش شمال، ۲ ژوئیه مجوز پیشروی از دونابورگ را دریافت نمود. با مشاهده پیش‌روی سریع قوای گروه ارتش شمال ورماخت در منطقه بالتیک، شورای نظامی لنینگراد شروع به ایجاد استحکامات دفاعی جدیدی حول شهر کرد. بدین منظور، رود لوگا به‌عنوان بهترین محل جهت متوقف ساختن یورش آلمانی‌ها شناسایی گردید. با توجه به تعداد اندک و تأخیر نیروهای اعزامی استاوکا، بسیج نیروهای غیرنظامی نقشی کلیدی در آماده‌سازی‌های دفاعی لنینگراد بازی کرد.
گروه زرهی ۴ پس از ورود به خاک روسیه، روز چهارم ژوئیه اوستروف و روز بعد آن پسکوف را تصرف و تا ۱۴ ژوئیه به گذرگاهی بر روی رود لوگا دست پیدا کرد. بدین ترتیب، نیروهای جلودار گروه ارتش شمال پس از طی ۷۵۰ کیلومتر در عرض سه هفته، تا لنینگراد تنها صد کیلومتر فاصله داشتند. این نیروها در این موضع مجبور به توقف سه و نیم هفته‌ای شدند تا پیاده‌نظام به نیروهای جلودار برسد. هیتلر ۲۳ ژوئیه با صدور فرمانی گروه زرهی ۳ از گروه ارتش مرکز را جهت مشارکت در امر سلطه بر لنینگراد به گروه ارتش شمال انتقال داد. پیشروی نیروهای ورماخت به سمت لنینگراد از روز ۸ اوت از سر گرفته شد. استاوکا در مواجه با از سرگیری تهاجم آلمانی‌ها، فرمان به ضدحمله داد تا با انهدام نیروهای دشمن در نواحی سولتسی، استارایا روسا و دنو، اقدام ورماخت در پیشروی به سمت لنینگراد با اختلال مواجه شود و توانست، تحمل تلفات سنگین، پیشروی آلمانی‌ها به سمت لنینگراد را برای ۱۰ روز به تأخیر اندازد.
هیلتر تحت تأثیر آرای هالدر مبنی بر اهمیت مسکو، روز ۱۲ اوت در تکمله فرمان شماره ۳۴ پیشوا، لزوم قرار گرفتن گروه زرهی ۳ تحت کنترل گروه ارتش شمال را کنار نهاد و صرفاً از گروه ارتش مرکز خواست جناح چپ خود را به سمت شمال حرکت دهد تا این امکان برای گروه ارتش شمال فراهم آید که پیاده‌نظام بیشتری به جانب لنینگراد گسیل دارد. به هر صورت، سپاه ۳۹ موتوریزه ۱۵ اوت جهت پیوستن به گروه ارتش شمال از گروه زرهی ۳ جدا شد. سپاه ۵۷ موتوریزه نیز از ۲۳ اوت جهت ایجاد اتصال با گروه ارتش شمال، یورش خود به سمت ولیکیه لوکی در جانب شمال را آغاز کرد. نبرد بر سر ولیکیه لوکی تا ۲۶ اوت به طول انجامید و به محاصره‌ای دیگر با انهدام هفت لشکر ارتش سرخ و اسارت ۳۰ هزار نفر بدل گشت.
در همین حین، پس از انتقال سپاه ۵۶ موتوریزه به جناح شرقی گروه ارتش شمال، ضدحمله غافلگیرکننده این سپاه از روز ۱۹ اوت به سمت استارایا روسا، در همراهی با چند لشکر دیگر، تا روز ۲۳ اوت به محاصره و انهدام پنج لشکر ارتش سرخ و اسارت ۱۸ هزار نفر از قوای شوروی انجامید.
گروه ارتش شمال اواخر اوت با تمرکز نیروها تهاجم نهایی به سمت لنینگراد را آغاز کرد. گروه زرهی ۴، روز ۲۹ اوت لیوبان را به سلطه خود درآورد و اوایل سپتامبر به پیشروی به سمت شمال شرقی و شمال غربی جهت به محاصره درآوردن لنینگراد ادامه داد. فرمان شماره ۳۵ پیشوا در ۶ سپتامبر، از گروه ارتش شمال خواست از تهاجم خسارت‌بار مستقیم به شهر اجتناب نماید اما در عین حال خواهان تصرف سریع آن پس از تکمیل محاصره شد. همین هنگام، فرماندهی عالی نیروی زمینی آلمان به فیلدمارشال فن لیب، اطلاع داد که ملزم است گروه زرهی ۴ و سپاه ۸ هوایی را جهت مشارکت در تهاجم به مسکو، به گروه ارتش مرکز بسپارد. این امر موجب تأخیر در ادامه برنامه یورش آلمانی‌ها به لنینگراد شد. بدون این یگان‌ها، فن لیب احساس کرد نیروهای تحت امرش قادر به ادامه تهاجم نیستند و به محاصره بسنده نمود. سرانجام، با یورش نهایی سپاه ۳۹ موتوریزه ارتفاعات سینیاوینو روز ۷ سپتامبر و شلیسلبورگ روز بعد از آن به تصرف آلمانی‌ها درآمد تا آخرین اتصال زمینی لنینگراد با سایر نواحی نیز به‌طور کامل سد گردد.
فن لیب تصمیم گرفت آخرین یورش به سمت لنینگراد را نیز صورت دهد. به هر حال، تنها سپاه ۴۱ موتوریزه و سپاه‌های ۲۸ و ۵۰ پیاده‌نظام به منظور تهاجم نهایی به لنینگراد در اختیار او بودند. تهاجم نیروهای گروه زرهی ۴ از صبح ۹ سپتامبر آغاز شد. کراسنویه سلو روز ۱۲ سپتامبر به سلطه ورماخت درآمد و سرنیزه موتوریزه آن تا شامگاه همان روز تا فاصله ۱۲ کیلومتری از لنینگراد پیش رفت. هر اندازه نیروهای آلمانی به لنینگراد نزدیک‌تر می‌شدند، مقاومت طرف مقابل نیز شدت بیشتری می‌گرفت.
استالین ژنرال ژوکوف را جهت تقویت امور دفاعی به لنینگراد اعزام نمود. ژوکوف ۱۳ سپتامبر با هواپیما وارد لنینگراد شد و ۱۷ سپتامبر به تمامی فرماندهان محلی اعلام کرد هر کس از موضع خود عقب‌نشینی کند به همراه خانواده‌اش اعدام خواهد شد. ژوکوف به ارتش پنجاه و چهارم فرمان داد با یورش به مواضع سپاه ۳۹ موتوریزه آلمان و تصرف مجدد سینیانووا، حصر لنینگراد را بشکند. اما این اقدام برای این ارتش که بهترین لشکر آن تنها ۲ هزار نفر در اختیار داشت، غیرممکن بود و تهاجم آن به‌راحتی توسط آلمانی‌ها دفع شد. گروه زرهی ۴ بین روزهای ۹ تا ۱۶ سپتامبر خود را به ۶ تا ۱۰ کیلومتری محدوده جنوبی لنینگراد رسانده و ۲۵ هزار نفر از نیروهای دشمن را به اسارت گرفته بود.

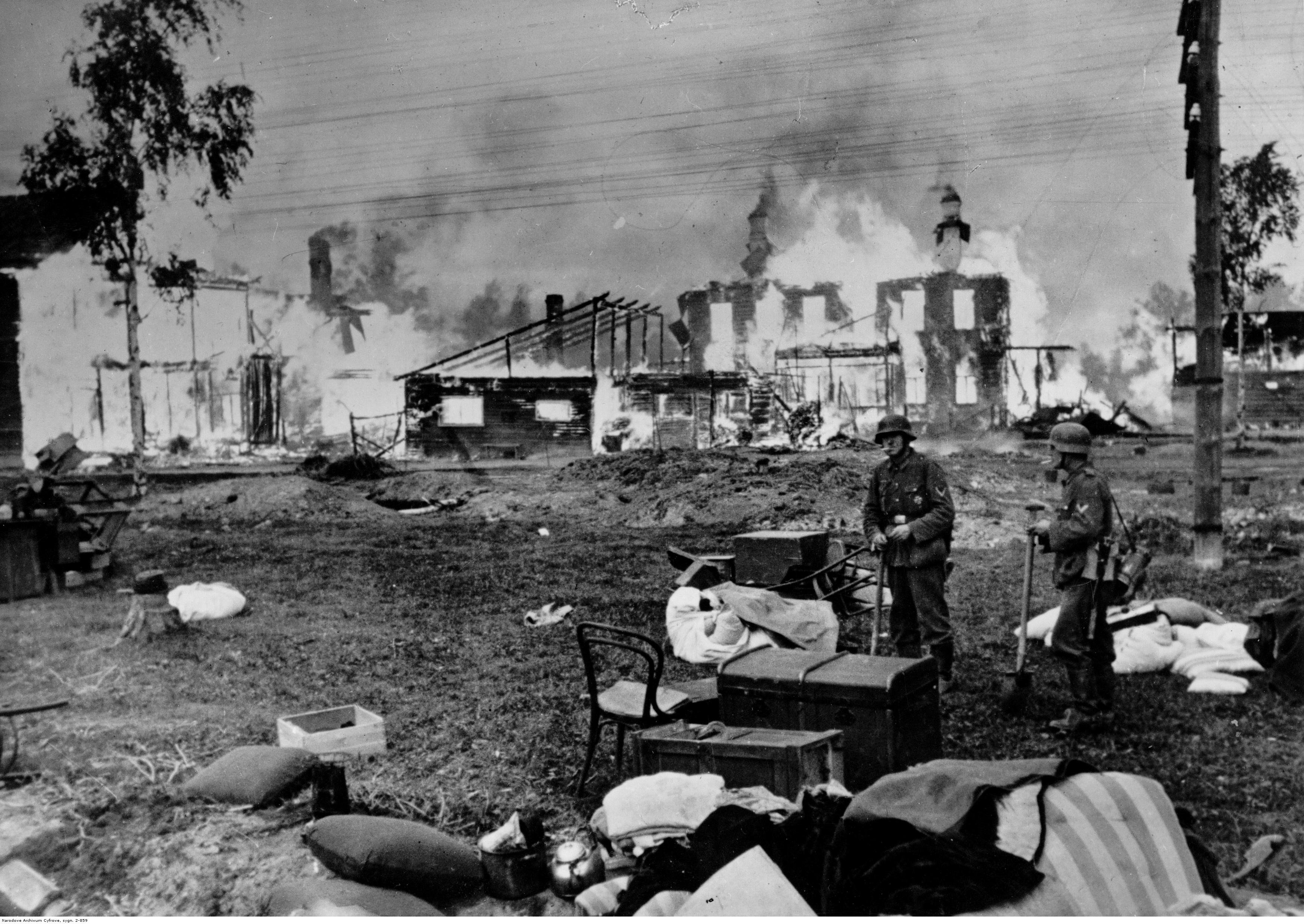
نیروهای آلمانی در حومه لنینگراد، سپتامبر ۱۹۴۱

پس از یک تأخیر کوتاه، گروه زرهی ۴ از ۱۸ سپتامبر شروع به ترک گروه ارتش شمال کرد تا فیلدمارشال فن لیب به مابقی نیروهای خود دستور به برقراری خطوط محاصره حول لنینگراد بدهد. چهار ارتش هشتم، بیست و سوم، چهل و دوم و پنجاه و پنجم شوروی شامل بیست لشکر مجموعاً با ۳۰۰ هزار نفر نیرو به همراه قریب به ۳ میلیون غیرنظامی درون حلقه محاصره در لنینگراد و ناحیه اورانینباوم قرار گرفته بودند.

#### کارلیا
در قسمت جنوبی با آغاز حمله مانرهیم از ۱۰ ژوئیه، فنلاندی‌ها در عرض ۶ روز تا شمال دریاچه لادوگا پیش رفتند و شروع به حرکت به سمت جنوب شرقی کردند. با مقاومت نیروهای ارتش سرخ، تهاجم مانرهیم تا پایان ماه در نیمه راه رسیدن به مرز سال ۱۹۳۹ متوقف شد. مرحله دوم عملیات نیروهای فنلاندی متوجه ویپوری گردید. حمله مانرهیم از ۳۱ ژوئیه دو لشکر شوروی را در غرب دریاچه لادوگا به محاصره انداخت. به هر صورت، بیشتر این نیروهای شوروی که جزو ارتش هفتم آن بودند و تمایلی به تسلیم شدن نداشتند، تا اواخر اوت به کمک ناوگان دریاچه لادوگا شوروی تخلیه شدند. از ۲۳ اوت حرکت فنلاندی‌ها به سمت ویپوری آغاز شد. چهار روز بعد نیروهای مانرهیم جاده اصلی و خط آهن این شهر به لنینگراد را قطع کردند. با سپرده شدن تهاجم به ویپوری به آلمانی‌ها، سه لشکر فنلاندی راهی مرز سال ۱۹۳۹ گشتند. با گریز سه لشکر ارتش سرخ از محاصره به سمت جنوب، ویپوری روز ۲۹ اوت به تصرف نیروهای سپاه ۴ فنلاند درآمد. با عقب‌نشینی ارتش بیست و سوم شوروی به سمت لنینگراد و رسیدن نیروهای فنلاندی به ۸ کیلومتر فراتر از مرز سال ۱۹۳۹، خط مقدم برای سه سال آینده در همین موضع تثبیت شد. حضور نیروهای فنلاندی در شمال لنینگراد مکمل محاصره این شهر از جانب جنوبی توسط آلمانی‌ها بود؛ با این حال، باقی ماندن ناحیه‌ای نسبتاً بزرگ در شمال لنینگراد، موجب فراهم آمدن فضای تنفس برای مدافعان آن گشت. در این نقطه مانرهیم با رد درخواست آلمانی‌ها اعلام کرد فنلاند به هیچ وجه قصدی جهت مشارکت در تهاجم به لنینگراد ندارد؛ با این حال، پذیرفت به پیشروی در کارلیا تا رود سویر ادامه دهد. با آغاز تهاجم از روز ۴ سپتامبر فنلاندی‌ها در عرض ۳ روز خود را به رود سویر رساندند و خط آهن مورمانسک در آن قسمت را قطع کردند. تا روز ۹ سپتامبر تمامی اهداف فنلاند در جنگ محقق گردید. در جریان این عملیات‌ها تا پایان سال ۲۵ هزار نفر از نیروهای فنلاندی کشته و بیش از ۵۰ هزار نفر دیگر از آن زخمی شدند. فنلاند همچنین ۴۷ هزار نفر از قوای شوروی را به اسارت گرفت.

### نتایج مرحله دوم

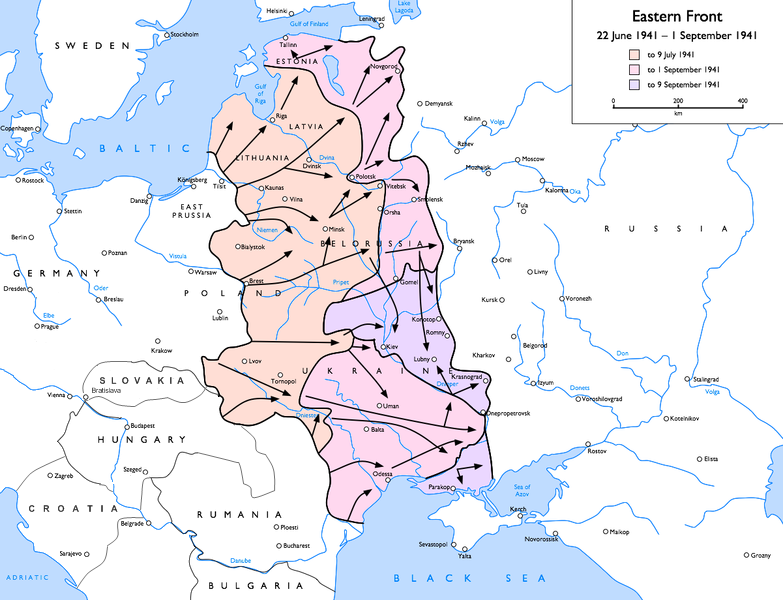
نقشه پیشروی ورماخت تا ۹ سپتامبر ۱۹۴۱

تا پایان مرحله دوم ورماخت به شکل غیرقابل انکاری پیروزی‌های بزرگی حاصل کرده و تا ۳۰ سپتامبر ۸۰۰ کیلومتر در خط مقدمی به طول ۱۶۵۰ کیلومتر، در عمق اراضی شوروی پیش رفته بود. در فرایند این پیشروی، دو جبهه غربی و جنوب غربی شوروی کاملاً منهدم و ضربه سختی به سه جبهه شمال غربی، جنوبی و بریانسک آن وارد شد. در این مدت، آلمانی‌ها بر شهرهای کلیدی اسمولنسک و کی‌یف سلطه یافتند و لنینگراد را به محاصره درآوردند و آماده تهاجم به سمت مسکو بودند. با همه این‌ها، جدول زمانی شش تا هشت هفته‌ای مطرح‌شده برای اتمام کار شوروی به پایان رسیده و هیچ نشانه‌ای از خاتمه جنگ وجود نداشت. سه ماه از آغاز عملیات بارباروسا گذشته بود اما هیچ‌یک از اهداف مهم آن محقق نشده بود. اوایل اکتبر برخلاف انتظار پیشین آلمانی‌ها، ارتش سرخ شوروی همچنان در حال مبارزه بود، یک خط مقدم یکپارچه را حفظ کرده، ارتش‌های بیشتری می‌ساخت و از اوایل اوت تا میانه سپتامبر ابتکار عمل تهاجمی را از گروه ارتش مرکز گرفته بود. در این زمان، آنچه عیان بود افزایش شدت مقاومت نیروهای ارتش سرخ و عدم وجود هیچ نشانه‌ای از فرسودگی در توان رزمی آن بود. در این شرایط، جناحین طولانی نیروهای آلمانی هدف ضدحملات شدید ارتش سرخ قرار داشتند و کمبود مهمات و تدارکات در کنار ضعف جسمانی حاصل از راهپیمایی اجباری در گرمای تابستان روسیه، قوای مهاجمان را تحلیل برده، تلفات سنگینی به آن‌ها وارد آورده و موجب کاهش سرعت پیشروی گشته بود.
با این حال، هیتلر همچنان با اعتماد به نفس معتقد بود با ضربه سختی که ورماخت به شوروی وارد آورده، ارتش سرخ نخواهد توانست خود را بازیابی کند. فرماندهی عالی نیروی زمینی آلمان از اکتبر به این باور رسید که جنگ در روسیه در سال ۱۹۴۱ به پایان نخواهد رسید.
نیروهای آلمانی تا روز ۲۶ سپتامبر ۵۳۵ هزار نفر تلفات داده بودند که معادل ۱۵ درصد کل نیروهای اختصاص یافته به عملیات بارباروسا بود؛ در حالی که ارتش جایگزینی نیروی زمینی تنها ۳۸۵ هزار نفر در اختیار داشت و این موجب کمبود ۱۵۰ هزار نفری و ایجاد خلأ در بین رده‌های یگان‌های ورماخت می‌شد. لشکرهای زرهی و موتوریزه آلمانی متحمل خسارات فراوانی شده بودند. صرفاً ۴۷ درصد از تانک‌های این یگان‌ها عملیاتی باقی مانده بود و مابقی منهدم شده، از کار افتاده یا برای مدت طولانی منتظر تعمیر بودند. در همین زمان، ۱۶۰۰ هواگرد لوفت‌وافه منهدم و ۱۰۰۰ هواگرد دیگر آن آسیب دیده بودند. روز ۶ سپتامبر از مجموع قریب به ۳ هزار هواگرد هنگام آغاز عملیات، تنها ۱۰۰۵ هواگرد عملیاتی برای لوفت‌وافه باقی مانده بود.
خط مقدم در منطقه عملیاتی در شوروی رفته‌رفته افزایش یافته و در نتیجه ورماخت در اکتبر خط مقدمی طولانی‌تر از روز نخست عملیات را با نفرات و تجهیزات کمتری حفظ می‌کرد و توان آن در متمرکز ساختن نیروها تقلیل پذیرفت. متعاقباً سرعت تهاجم کاهش یافته و نقاط بیشتری از جبهه به رزمگاه‌های موضعی بدل گشت. بدین ترتیب، در ادامه اگر عملیات سلطه بر مسکو با موفقیت پیش نمی‌رفت و نمی‌توانست مقاومت شوروی را از بین ببرد، ورماخت با لشکرهایی به شدت آسیب دیده و بدون نیروی ذخیره در خط مقدمی فراخ با یک نبرد زمستانه مواجه می‌گشت.

## مرحله سوم، نبرد مسکو
پیش از پایان نبرد کی‌یف، روز ۶ سپتامبر هیتلر با صدور فرمان شماره ۳۵ پیشوا تهاجم بزرگ دیگری توسط گروه ارتش مرکز را برای اواخر سپتامبر کلید زد. آلمانی‌ها تصور می‌کردند همچنان امکان اجتناب از جنگ زمستانه وجود دارد و این تهاجم بزرگ در نهایت شوروی را به زیر خواهد کشید. تهاجم پاییزه ورماخت به مسکو تحت عنوان «عملیات تایفون» از ۲ اکتبر آغاز شد. هدف این عملیات که بخش عظیمی از لشکرهای متحرک ورماخت در جبهه شرقی نقش سرنیزه زرهی را در آن بر عهده داشتند، انهدام سه جبهه در حال محافظت از مسکو و سپس پیشروی و به محاصره درآوردن پایتخت دشمن بود. شمار لشکرهای زرهی گروه ارتش مرکز در این تهاجم به ۱۴ و تعداد لشکرهای موتوریزه آن به ۸ افزایش یافت تا به بزرگ‌ترین تمرکز قوای متحرک آلمان در طول جنگ جهانی دوم بدل شود. این گروه ارتش برای تهاجم به مسکو در مجموع قریب به دو میلیون نفر نیرو و ۱۲۰۰ تانک در اختیار داشت.
در طرف مقابل، جبهه‌های غربی، بریانسک و ذخیره ارتش سرخ، مجموعاً با توان ۱٫۲۵ میلیون نفر، مسئولیت دفاع از محور مسکو را بر عهده داشتند. خسارات پیشین یگان‌های متحرک این جبهه‌ها را به تنها ۱ لشکر و ۱۳ تیپ تانک مجموعاً با ۷۷۰ تانک و ۲ لشکر موتوریزه کاهش داده بود.

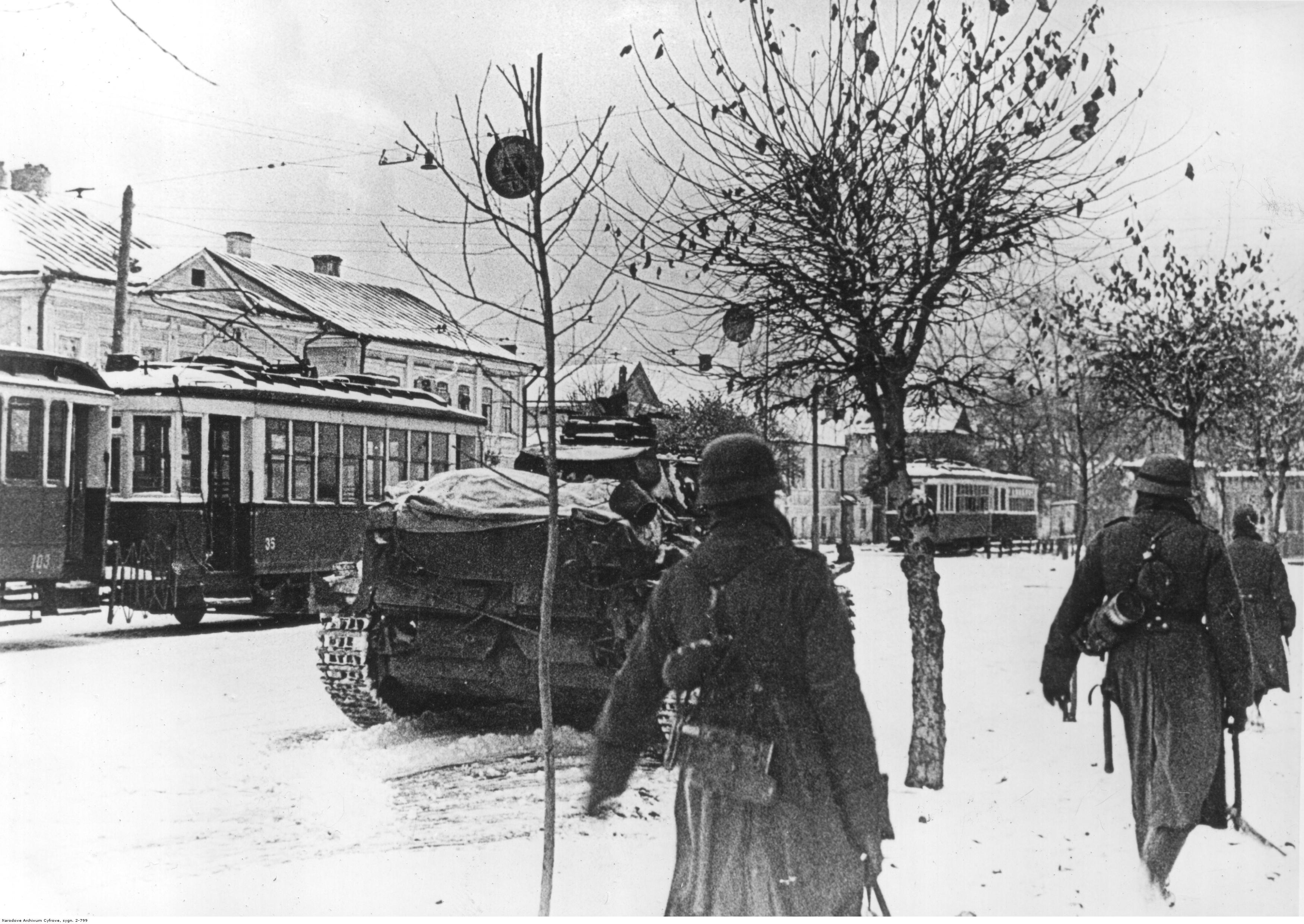
نیروهای آلمانی در کالینین، اکتبر ۱۹۴۱

با آغاز تهاجم، نیروهای گودریان در گروه زرهی ۲ توانستند در عرض دو روز ۲۱۰ کیلومتر پیشروی کرده و به اریول برسند. سه ارتش جبهه بریانسک شوروی تا روز ۶ اکتبر به کمک ارتش دوم ورماخت به محاصره این مهاجمان درآمدند که به اسارت ۵۰ هزار نفر از نیروهای ارتش سرخ انجامید. روز ۱۰ اکتبر گئورگی ژوکوف توسط استالین به فرماندهی جبهه غربی منصوب گشت. بلافاصله، یگان‌هایی با توان ۹۰ هزار نفر از جایگاه ذخیره یا قسمت‌های دیگر به این جبهه منتقل شدند. روز ۱۷ اکتبر جبهه کالینین نیز با سه ارتش ایجاد گردید. با اتصال ارتش‌های سوم و چهارم زرهی ورماخت در شهر ویازما به یکدیگر ۴۵ لشکر شوروی در منطقه‌ای بسیار بزرگ در غرب این شهر به محاصره افتادند. پس از تصرف کالینین و کالوگا در ۱۸ اکتبر، پاکسازی این منطقه تا روز ۱۹ اکتبر منجر به اسارت ۶۷۳ هزار نفر دیگر از قوای شوروی گردید. بدین ترتیب، در طی دو محاصره در مناطق ویازما و بریانسک، ۷ ارتش از مجموع ۱۵ ارتش شوروی در محور مسکو منهدم شدند و ارتش سرخ قریب به یک میلیون نفر از قوا و ۸۳۰ تانک خود را از دست داد تا آلمانی‌ها به این باور برسند که تا این زمان به تمامی اهداف خود رسیده‌اند و رسماً اعلام پیروزی کنند.

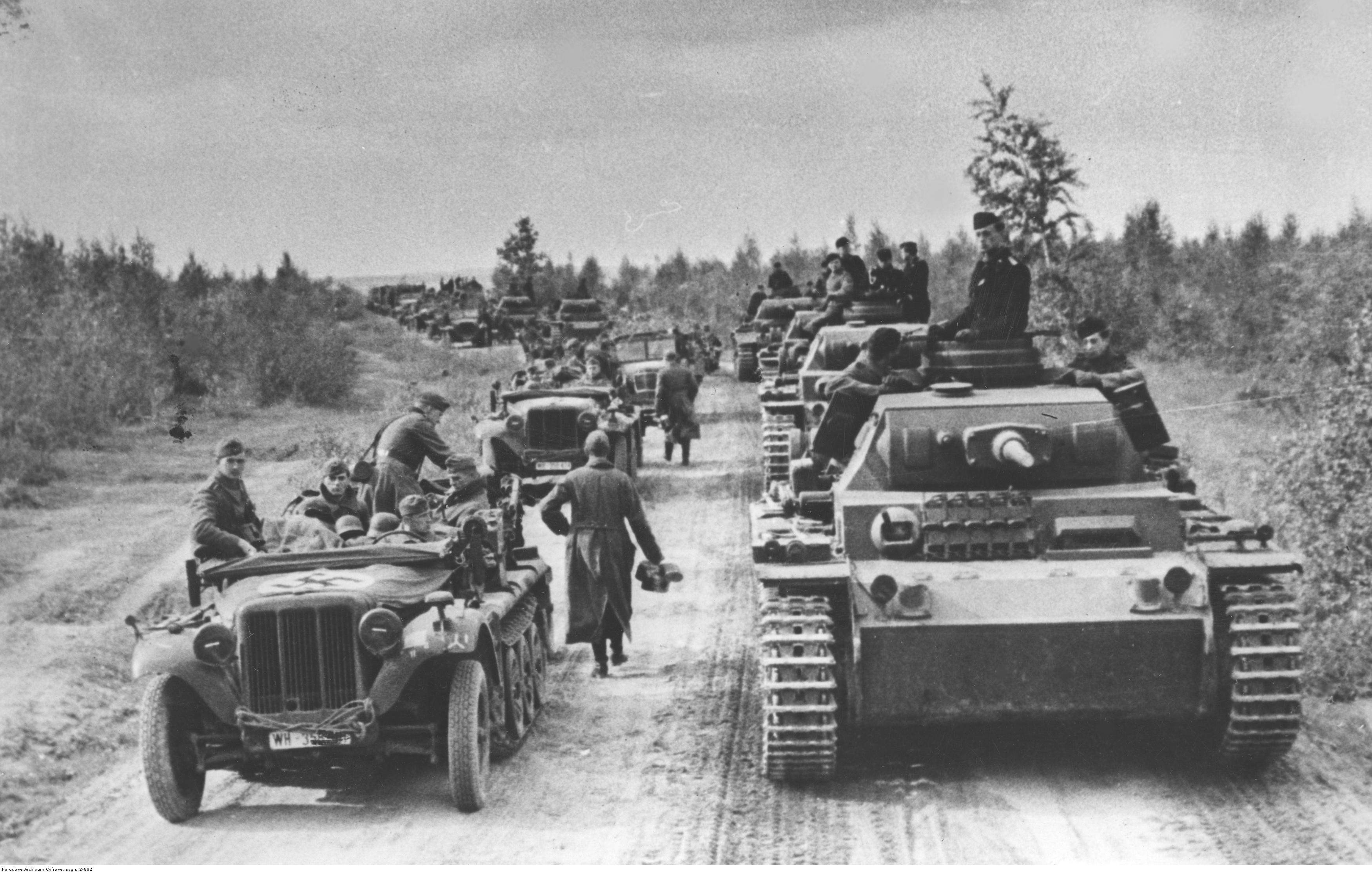
ستونی از نیروهای آلمانی در حال پیشروی به سمت مسکو، اکتبر ۱۹۴۱

ضربه سخت مرحله نخست عملیات تایفون به مدافعان شوروی، یک شکاف بیش از ۳۰۰ کیلومتری در بین مواضع آن‌ها در مقابل مسکو باز کرده بود. نزدیک شدن قوای ورماخت به پایتخت موجب به‌پا شدن هرج‌ومرج چند روزه در این شهر شد. استالین ۱۵ اکتبر فرمان به تخلیه گسترده مسکو داد. با وجود اینکه خود استالین همچنان در پایتخت بود، هزاران تن از ساکنان آن آواره شدند. روز ۱۸ اکتبر موژائیسک در ۱۰۰ کیلومتری مسکو به تصرف آلمانی‌ها درآمد. روز ۱۹ اکتبر «شرایط محاصره» در مسکو اعلام گردید.

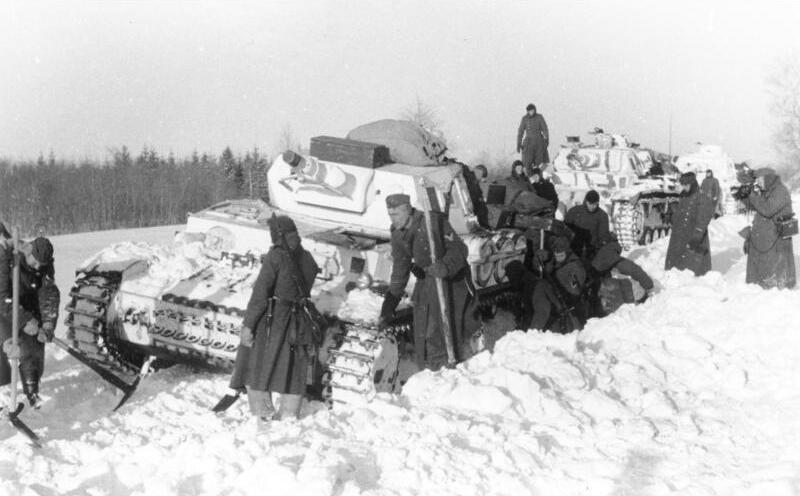
نیروهای آلمانی در حال بیرون کشیدن یک تانک پنزر ۴ گیرکرده در برف، دسامبر ۱۹۴۱

فرایند پاکسازی مناطق تحت محاصره موجب کاهش سرعت عملیات تایفون گردید. در این زمان، بارش برف که از ۶ اکتبر آغاز شده و ۹ اکتبر با بارش مداوم و سنگین باران پاییزه (راسپوتیتسا) همراه گشته بود، نیز به شدت گریبان‌گیر مهاجمان گشت. این بارندگی بزرگ‌ترین مزیت آلمانی‌ها یعنی تحرک را از آن‌ها گرفت و بلیتس‌کریگ، رزم برق‌آسای ورماخت، را زمین‌گیر کرد. گل‌ولای حاصل از این بارندگی موجب فرورفتن و گیر کردن خودروها و ادوات اسب‌کشنده می‌شد. با وجود اینکه شرایط آب‌وهوایی مشکلات مشابهی برای نیروهای شوروی ایجاد کرده بود اما کاهش هرچه بیشتر سرعت مهاجمان و به‌خصوص بی‌تحرک گشتن تانک‌های آن‌ها، به نفع مدافعان تمام شد. در این اوضاع، تمامی حملات آلمانی‌ها به یورش‌های مستقیم پر خسارت بدل شده بود. مسیر پیشروی نیروهای زرهی و موتوریزه گروه ارتش مرکز به تعداد اندکی از راه‌های قابل تردد محدود شد که این مسئله به ارتش سرخ اجازه می‌داد منابع ناچیز خود را برکند ساختن آن‌ها متمرکز نماید. با این حال که آلمانی‌ها هر چهار شهر مستحکم دفاعی در مسیر مسکو شامل وولوکولامسک، موژائیسک، مارویاروسلاوتس و کالوگا را تا پایان اکتبر تصرف نموده بودند اما این نبردها موجب مستهلک شدن آرایش‌های رزمی و ته کشیدن ادوات زرهی آن‌ها گشت.
در این شرایط، عدم موفقیت نیروهای گودریان در دستیابی به شهر راهبردی تولا در ۳۰ اکتبر شکستی حساس به آلمانی‌ها وارد کرد. اوایل نوامبر و چند هفته پس از پایان کار در ویازما–بریانسک، ورماخت هنوز نتوانسته بود مسکو را تصرف نماید. در پی این اوضاع، بسیاری از افسران خواهان یک توقف عملیاتی به جهت رسیدن تدارکات و نفرات به خط مقدم و همچنین سفت شدن سطح زمین با نخستین یخبندان زمستانه به منظور پیگیری پیشروی بودند. بدین ترتیب، به دستور فیلدمارشال فن بک عملیات تایفون انتهای اکتبر متوقف شد. کاهش هرچه بیشتر دما از میانه نوامبر با وجود منجمد کردن گل‌ولای و تسهیل و افزایش سرعت پیشروی آلمانی‌ها، مشکلات دیگری پدیدآورد. عدم دریافت به موقع اقلام تدارکاتی نظیر ضدیخ برای خودروها و البسه زمستانی بار مشکلات آلمانی‌ها را تشدید ساخت. ارتشبد گودریان در خاطرات خود دمای هوا در روز ۱۲ نوامبر را ۱۵– درجه سانتیگراد، روز بعد آن ۲۲– درجه سانتیگراد و روز ۴ دسامبر ۳۵– درجه سانتیگراد و در کمترین میزان ۵۰– درجه سانتیگراد ثبت کرده‌است و اضافه نموده در این شرایط سربازان همچنان البسه سبک به تن داشتند.
تهاجم ورماخت با نیروهایی از رمق افتاده و منابعی اندک، از ۱۵ نوامبر مجدداً از سر گرفته شد. در حالی که ارتش چهارم ورماخت مسئول درگیر نگاه داشتن دشمن در مرکز خط مقدم بود، نیروهای زرهی می‌بایست مسکو را از شمال و جنوب به محاصره درمی‌آوردند. در جنوب، گودریان ۶۵ کیلومتر دیگر پیش رفت و ونیوف را تصرف نمود؛ در حالی که در شمال گروه زرهی ۳ ورماخت با پیشروی ۳۰ کیلومتری به کلین دست یافت. موفقیت تهاجم آلمانی‌ها وابسته به فروپاشی سریع دفاع شوروی بود اما ارتش سرخ با تحمل حملات دشمن، همچنان پایداری می‌کرد و با اجرای ضدحملات برخی دستاوردهای ورماخت را از بین برد.

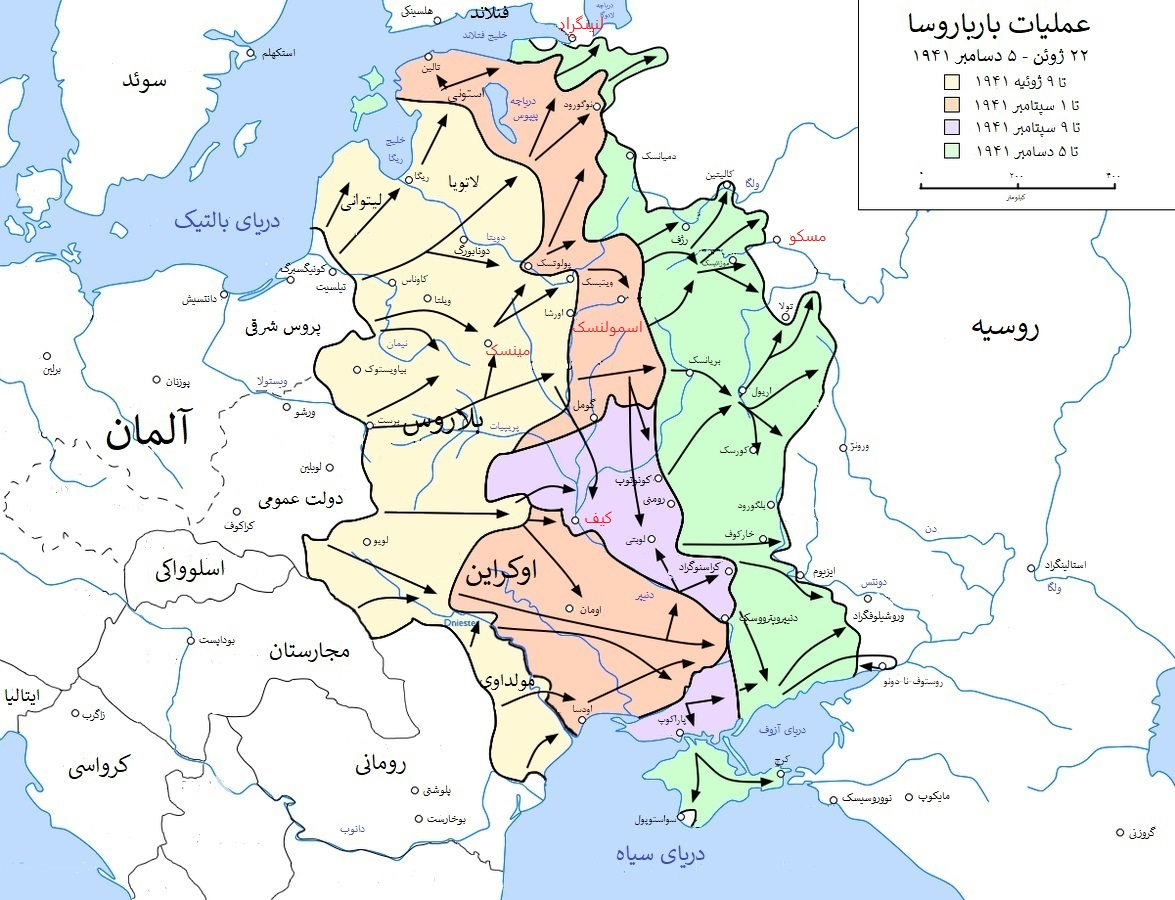
پیشروی نهایی ورماخت در عملیات بارباروسا، ۵ دسامبر ۱۹۴۱

تا اواخر نوامبر، عملیات تایفون به اندکی بیش از درگیری‌های پراکنده بدون انسجام راهبردی بدل گشت. رسیدن به مسکو آخرین ذخایر نیروهای ورماخت را نیز به پایان رساند. در این موقعیت، ورماخت در عمق ۱۰۰۰ کیلومتری اراضی شوروی متوقف شده و جنگِ تحرک آن در باتلاق‌های دروازه مسکو گیر کرد. روز ۱ دسامبر فیلدمارشال فن بک با ارسال پیامی به قرارگاه فرماندهی عالی نیروی زمینی، ضمن تشریح شرایط سخت نیروهای خود از جمله فرسودگی آن‌ها و کاهش شدید دما، از آن خواست یا برای او نیروی کمکی و تدارکات ارسال نموده تا به پیشروی ادامه دهد یا در غیر این صورت گروه ارتش مرکز وادار خواهد شد جهت دستیابی به خط مقدمی کوتاه‌تر و قابل دفاع‌تر عقب بنشیند. هالدر در پاسخ با وجود ابراز همدلی، از او خواست فشار خود بر دشمن را حفظ کند و به آن در شرایطی دشوار فرصت بازیابی ندهد. در این زمان، پیاده‌نظام ارتش چهارم در نارو-فومینسک در غرب شهر، ۷۰ کیلومتر و یگان‌های زرهی گروه زرهی ۴ در کراسنایا پولیانا در شمال شهر ۳۲ کیلومتر همچنان با مرکز مسکو فاصله داشتند.

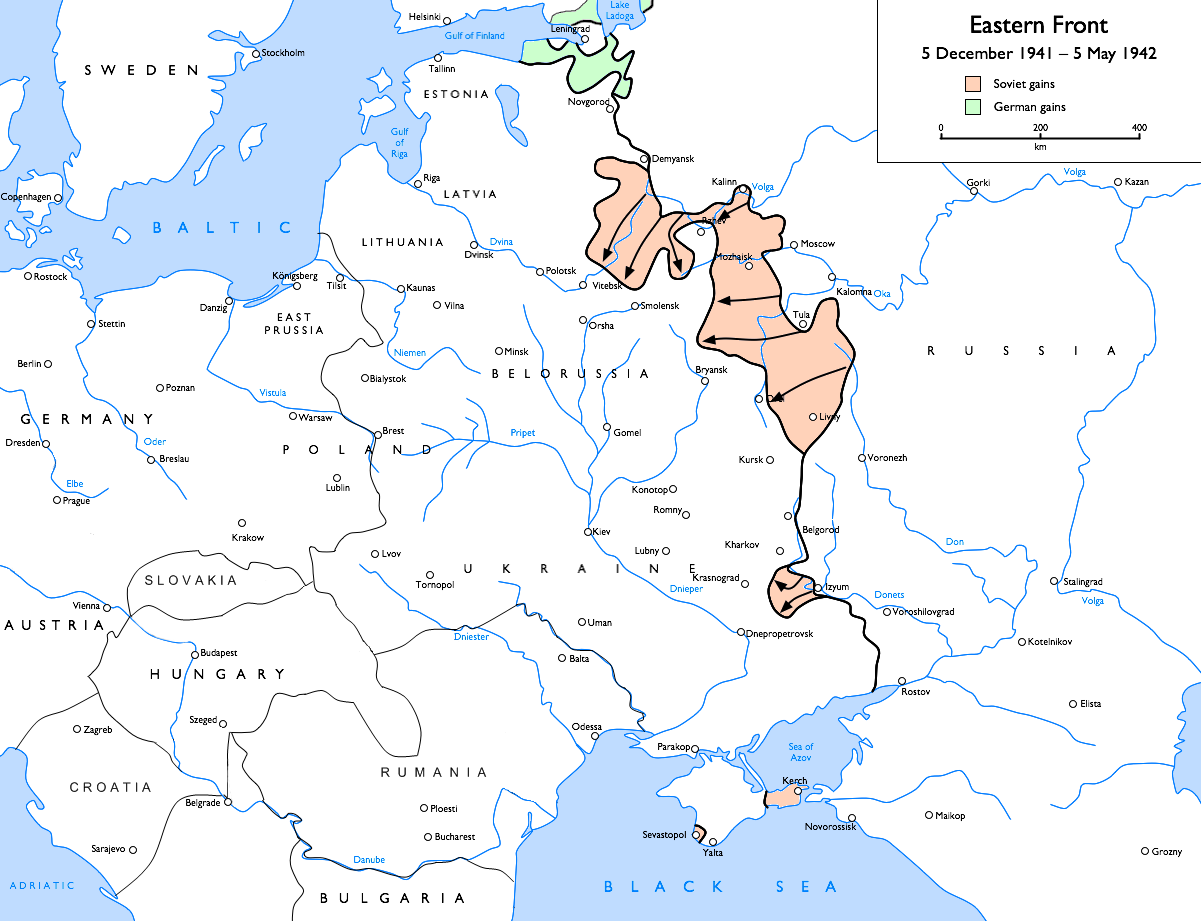
ضد حمله ارتش سرخ

در نوامبر، شوروی به کمک جاسوسان خود از قصد امپراتوری ژاپن در تهاجم به سمت جنوب و عدم تمایل آن به درگیر شدن با شوروی در شمال مطلع شد؛ بنابراین، استالین شروع به انتقال نیروهای ارتش سرخ از شرق روسیه به مناطق غربی کرد. در تمامی مدتی که سایر نیروهای شوروی در مناطق غربی متحمل شکست‌ها و خسارت فراوانی شدند، نیروهای خاور دور آن دست‌نخورده باقی مانده بودند. این نیروها در شرایط بد جوی آب‌دیده بودند و با تسلیح متناسب، به رزم در سخت‌ترین سرما عادت داشتند. در حالی که فرماندهی عالی نیروی زمینی آلمان تصور می‌کرد ارتش سرخ بدون داشتن ذخیره چندان، قادر به اجرای ضدحمله در برابر گروه ارتش مرکز نیست، ترکیب این قوا و آرایش‌های تازه تشکیل شده، تا انتهای نوامبر نیروی ذخیره‌ای با ۵۸ لشکر برای شوروی ایجاد نمود. در این زمان، با ضدحملات جزئی شوروی، ضعف آلمانی‌ها در برابر دشمن هویدا شد تا ضد حمله گسترده ارتش سرخ از روز ۵ دسامبر آغاز شود. شوروی در این ناحیه تانک و هواگرد کمتری نسبت به گروه ارتش مرکز ورماخت در اختیار داشت اما نیروهای آن تازه‌نفس و دارای تجهیزات مناسب زمستان و وضعیت تدارکاتی بهتری بودند. با مبارزه سنگین یک‌ماهه قوای ارتش سرخ موفق شدند دشمن را ۱۰۰ تا ۲۴۰ کیلومتر عقب برانند و پایتخت را از سایه تهدید آن‌ها خارج سازند.

## نتایج و پیامدها

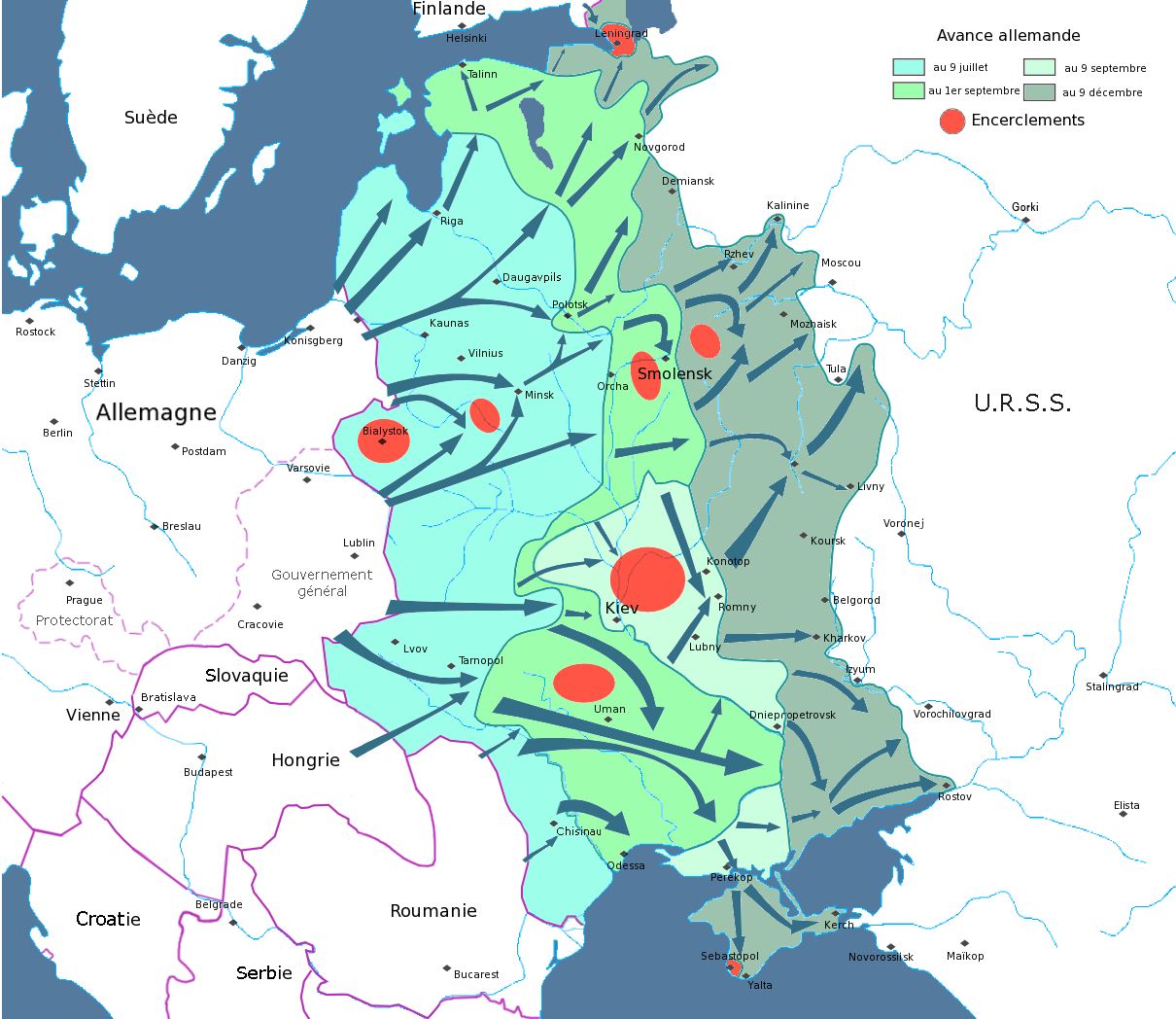
نقشه محاصره‌های عمده پدید آمده توسط ورماخت در جریان عملیات بارباروسا

در عرض حدود شش ماه، ورماخت ۱۲۰۰ کیلومتر در خط مقدمی به پهنای ۱۰۰۰ کیلومتر در عمق اراضی شوروی پیشروی نمود و با تسخیر ۱٫۵ میلیون کیلومتر مربع از خاک آن، ۴۰ درصد از جمعیت و ۳۵ درصد از ظرفیت تولیدی شوروی را زیر سلطه خود درآورد. این نیرو با ایجاد بیست محاصره عمده از بیاویستوک تا بریانسک در عرض پنج ماه پیروزی‌های بزرگی به دست آورد. تقریباً در هر جنگ دیگری هریک از این نبردهای محاصره‌ای به‌تنهایی می‌توانست ضربه خردکننده‌ای به دشمن وارد آورد و نتیجه جنگ را تعیین کند؛ کما اینکه عملیات بارباروسا در توالی پرسرعتی همه آن‌ها را بر شوروی تحمیل نمود و این تصور را پدیدآورد که دشمن در معرض شکست کامل است.
| ردیف | محل           | تاریخ (تکمیل محاصره – انهدام محاصره) | اسیر    |
| ---- | ------------- | ------------------------------------ | ------- |
| ۱    | بیاویستوک     | ۲۸–۳۰ ژوئن                           | ۲۹۰٬۰۰۰ |
| ۲    | مینسک         | ۲۹ ژوئن – ۳ ژوئیه                    | ۲۹۰٬۰۰۰ |
| ۳    | موگیلف        | ۱۷ ژوئیه – ۲۷ ژوئیه                  | ۳۵٬۰۰۰  |
| ۴    | اسمولنسک      | ۲۶ ژوئیه – ۸ اوت                     | ۳۴۷٬۰۰۰ |
| ۵    | اومان         | ۳–۸ اوت                              | ۱۰۳٬۰۰۰ |
| ۶    | روسلافل       | ۶–۹ اوت                              | ۳۸٬۰۰۰  |
| ۷    | کریچف         | ۱۲–۱۴ اوت                            | ۱۶٬۰۰۰  |
| ۸    | ژلوبین        | ۱۵–۱۸ اوت                            | ۵۰٬۰۰۰  |
| ۹    | گومل          | ۱۸–۲۱ اوت                            | ۵۰٬۰۰۰  |
| ۱۰   | تالین         | ۱۹–۲۸ اوت                            | ۱۲٬۰۰۰  |
| ۱۱   | استارایا روسا | ۲۰–۲۳ اوت                            | ۱۸٬۰۰۰  |
| ۱۲   | ولیکیه لوکی   | ۲۴–۲۶ اوت                            | ۳۰٬۰۰۰  |
| ۱۳   | لوگا          | ۲۵ اوت - میانه سپتامبر               | ۲۵٬۰۰۰  |
| ۱۴   | لنینگراد      | ۸ سپتامبر – ناتمام                   | -       |
| ۱۵   | کی‌یف          | ۱۶–۲۶ سپتامبر                        | ۶۶۵٬۰۰۰ |
| ۱۶   | دریای آزوف    | ۷–۱۱ اکتبر                           | ۱۰۶٬۰۰۰ |
| ۱۷   | بریانسک       | ۸–۲۰ اکتبر                           | ۵۰٬۰۰۰  |
| ۱۸   | ویازما        | ۸–۲۰ اکتبر                           | ۶۷۳٬۰۰۰ |
| ۱۹   | جنوب کریمه    | ۳–۱۶ نوامبر                          | ۱۰۰٬۰۰۰ |
| ۲۰   | سواستوپول     | میانه نوامبر - ناتمام                | -       |

تا نبرد ویازما–بریانسک، نیروهای آلمانی هر کجا را به‌عنوان «نقطه تمرکز» برگزیدند، در آن بر دشمن فائق آمدند. با این حال، عایدی ورماخت تا این لحظه تنها موفقیت‌های سطح عملیاتی بود؛ در حالی که آلمان برای ساقط کردن حاکمیت شوروی به پیروزی سطح راهبردی نیاز داشت. در طول سه هفته بین ۱۴ نوامبر تا ۵ دسامبر ورق بر ضد ورماخت چرخید و تهاجم آن در تمامی طول خط مقدم متوقف گشت. ورماخت با تحمل تلفات سنگین قادر به تصرف مسکو نشد تا با وجود ادامه جنگ، تلاش آلمان برای یک پیروزی سریع در مقابل شوروی ناکام شود و عملیات بارباروسا عملاً به هدف اصلی خود در انهدام ارتش سرخ و ساقط ساختن رژیم شوروی نرسد. نبرد مسکو نخستین شکست عمده ورماخت در نبرد زمینی و نقطه پایانی بر بلیتس‌کریگ به حساب می‌آمد. در طول عملیات بارباروسا ارتش سرخ تلفات و خسارات بسیار گسترده‌ای متحمل شد اما در نهایت همچنان در حال فعالیت و رزم بود و سعی در ترمیم کاستی‌ها داشت. هنگام توقف پیشروی، از سه هدف جغرافیایی اصلی عملیات، تنها کی‌یف به سلطه آلمانی‌ها درآمد. تلفات آلمانی‌ها بسیار کمتر بود اما این کشور ظرفیت جایگزینی چندانی نداشت.
شوروی پس از بازپس‌گیری روستوف-نا-دونو در نوامبر، کم‌کم ابتکار عمل را ابتدا در مقابل گروه ارتش مرکز و سپس در طول تمامی خط مقدم در دست گرفت. ارتش سرخ ضمن اصلاح برخی از کاستی‌ها و اشتباهات پیشین خود، با پیروزی در نبرد مسکو و اجرای ضدحمله گسترده در زمان و محورهایی مناسب با بازگرداندن روحیه به شوروی، دشمن را گرفتار یک جنگ فرسایشی کرد که آلمان با موفقیت از عهده آن برنمی‌آمد. خسارت حاصل از ناکامی در عملیات بارباروسا به اندازه‌ای برای آلمان بزرگ تصور می‌شود که حتی موجب تفسیر آن به‌عنوان از دست رفتن آخرین فرصت این کشور جهت خروج موفقیت‌آمیز از جنگ جهانی دوم شده‌است.
در شرایطی که توان رزمی نیروهای ورماخت همچنان در حال تقلیل بود و هیچ امیدی برای دریافت به‌موقع نیروی جایگزین وجود نداشت، در مواجهه با حملات اولیه دشمن، جهت قرار گرفتن در مواضع زمستانی و کاهش تلفات، فیلدمارشال فن بک از ۵ دسامبر شروع به کار در مورد طرحی جهت عقب‌نشینی به مواضع دفاعی بهتر کرد. روز بعد، هیتلر با اکراه با این عقب‌نشینی که پیش‌بینی می‌شد دو روز به طول بینجامد، جهت «کوتاه‌تر کردن خط مقدم» موافقت نمود. روز ۸ دسامبر هیتلر با صدور فرمان شماره ۳۹ پیشوا با اشاره به «زمستان زود هنگام» و مشکلات تدارکاتی حاصل از آن، بر لزوم پایان عملیات تهاجمی و گرفتن حالت تدافعی اذعان نمود. هدف این فرمان حفظ اراضی دارای اهمیت عملیاتی و اقتصادی ضمن فراهم آوردن فرصتی برای نیروها جهت تجدید قوا بود. بر این اساس مأموریت از بین بردن توان نظامی شوروی همچنان پابرجا بود و به پس از زمستان موکول شد.
عدم آمادگی ورماخت برای چنین شرایطی در این زمان عیان بود. هنگام تخلیه مواضع، بسیاری از مجروحان در اثر کمبود پتو جان باختند. عقب‌نشینی‌های محلی میانه دسامبر که به خسارات سنگین در تسلیحات و تجهیزات ورماخت انجامید، هیتلر را به تغییر در آرای خود واداشت. او که یک عقب‌نشینی کلی را غیرقابل قبول می‌دانست، روز ۱۸ دسامبر هرگونه عقب‌نشینی عمده بیشتر را ممنوع اعلام کرد. روز ۱۹ دسامبر هیتلر با استعفای فن براوخیچ موافقت نمود و خود شخصاً فرماندهی کل نیروی زمینی را بر عهده گرفت. هیتلر از نیروهای آلمانی خواست تا هنگام رسیدن نیروی کمکی از غرب مقاومت متعصبانه نشان دهند. از این رو، به ارتش چهارم ورماخت در مرکز خط مقدم فرمان داده شد حتی یک قدم بیشتر عقب ننشیند و مقرر گردید سیزده و نیم لشکر از اروپای غربی و آلمان به‌عنوان نیروی کمکی به جبهه شرقی منتقل شود.
با حصول موفقیت در این ضدحمله، استاوکا به شکلی بلندپروازانه در عرض چند هفته ضدحملات ابتدایی و محدود را به حملات بسیار گسترده‌تر در تمامی طول خط مقدم جنگ با آلمان، از لنینگراد در شمال تا دریای سیاه در جنوب، بدل ساخت. به هر صورت، در پی فرمان هیتلر بر «استواری» و با افزایش مقاومت نیروهای آلمانی، تا اواخر ژانویه ۱۹۴۲، شوروی به مرور دست بالا را از دست داد و تهاجم آن رفته‌رفته متوقف شد.

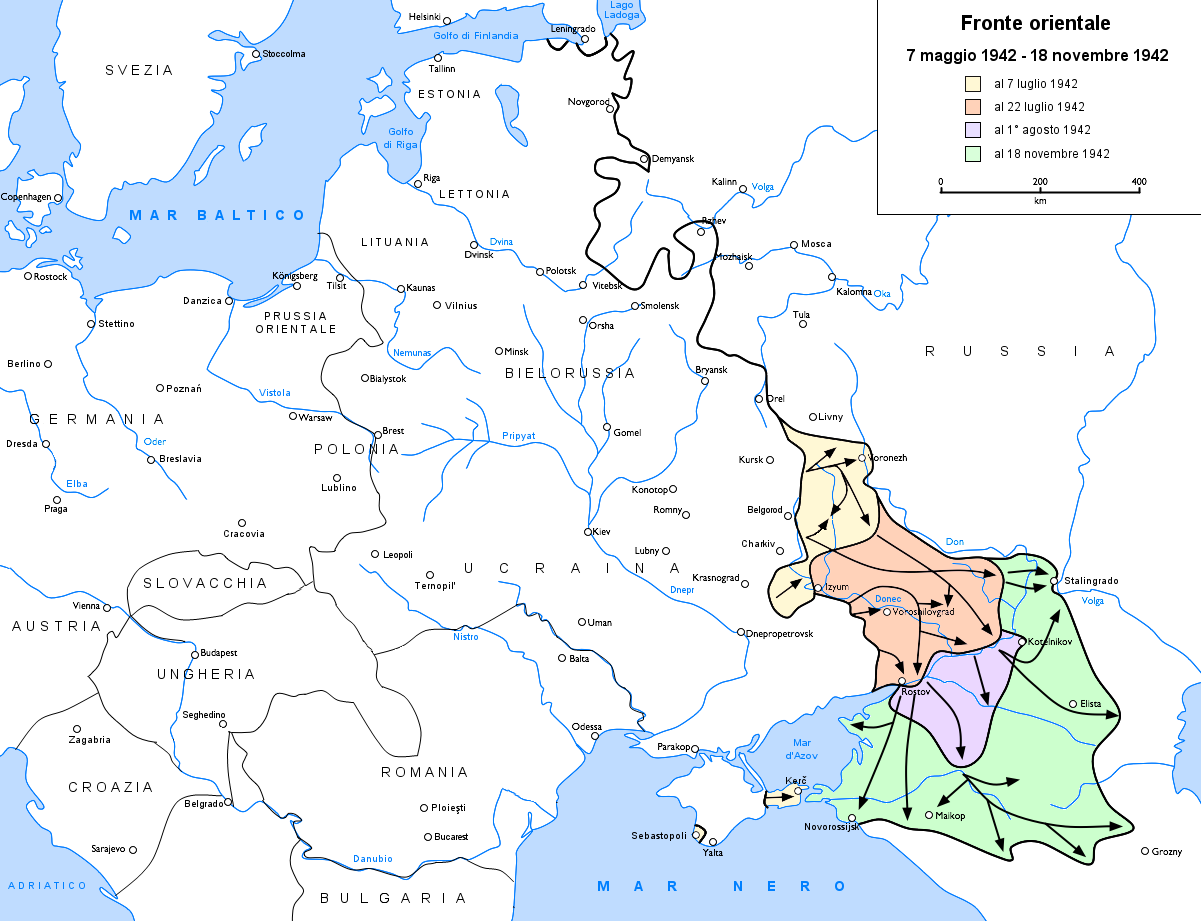
پیشروی ورماخت در تابستان سال ۱۹۴۲ در اراضی جنوبی شوروی

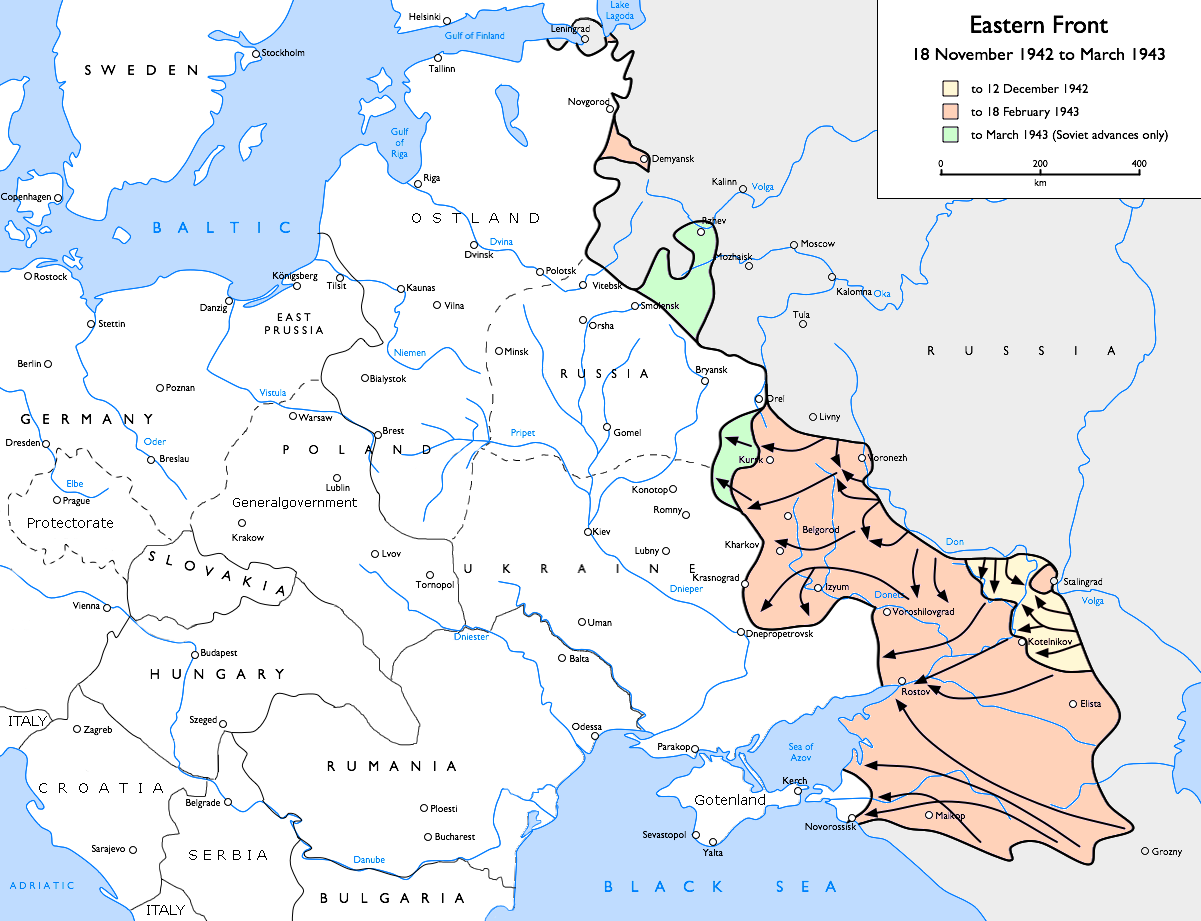
ضدحمله زمستان و بهار ۴۳–۱۹۴۲ ارتش سرخ، پس گرفته شدن اراضی و محاصره نیروهای ورماخت در استالینگراد

با از دست رفتن امید برای دستیابی به یک پیروزی سریع در مقابل شوروی، تنها راه آلمان یافتن راه حلی برای پیروزی در بلندمدت بود. با توجه به فرسایش و تلفات وارد آمده به ورماخت، نیروی زمینی آلمان دیگر قادر به تهاجم راهبردی در تمامی طول جبهه شرقی نبود. از این رو، تنها گزینه واقع‌بینانه برای آلمان، تهاجم صرفاً از یک بخش جبهه بود. از این رو، آلمان تصمیم گرفت این تهاجم را به دنبال دستیابی به منابع نفتی، متوجه بخش‌های جنوبی شوروی بکند تا موجب قطع منابع نفتی شوروی و تأمین نیاز شدید آلمان به این ماده گردد. آلمانی‌ها خود را تا رود ولگا در شمال قفقاز رساندند اما در این موقعیت نیز خطوط مقدم آن‌ها بسیار گسترده شد و به فاجعه در نبرد استالینگراد انجامید. با شکست در سومین تهاجم تابستانه در سال ۱۹۴۳ تنها در عرض چند روز، آلمان ابتکار عمل راهبردی را به صورت کامل از دست داد. از این نقطه تا پایان جنگ در جبهه شرقی، آلمان تماماً در موضع یک جنگ دفاعی قرار داشت.

## نبرد دریایی
کریگسمارینه، نیروی دریایی آلمان، به شکل کاملی در طرح عملیاتی بارباروسا دخیل نشد؛ چراکه اقدامات همه‌جانبه دریایی ضروری به نظر نمی‌رسیدند. آلمانی‌ها از ۱۲ ژوئن شروع به مین‌ریزی خلیج فنلاند و ریگا کردند. وظایف دیگر کریگسمارینه شامل جلوگیری از گریز نیروی دریایی شوروی از دریای بالتیک و ممانعت از اجرای عملیات‌های آبی خاکی توسط آن می‌شد. در جنوب، نیروی دریایی آلمان اساساً هیچ حضوری در دریای سیاه نداشت.
در طرف مقابل، با دریافت فرمان آماده‌باش در بالاترین سطح پیش از آغاز تهاجم آلمانی‌ها توسط تمامی یگان‌های نیروی دریایی شوروی، هیچ کشتی این نیرو در اثر حملات اولیه هوایی لوفت‌وافه آسیب ندید و هیچ هواگرد دریایی آن منهدم نشد. شوروی در سال ۱۹۴۱ بیشتر از هر کشور دیگری زیردریایی در اختیار داشت اما این ادوات نتوانستند تأثیر چندانی داشته باشند. ناوگان دریای بالتیک شوروی با از دست دادن پایگاه‌های خود در هفته‌های آغازین، وادار به عقب کشیدن کشتی‌های سطحی خود به سمت لنینگراد شد. با مین‌ریزی خلیج فنلاند توسط آلمانی‌ها و یخ زدن آب‌ها در ماه‌های زمستان، این ناوگان دیگر قادر به جابجایی نبود اما می‌توانست با توپ‌های خود مواضع دشمن را گلوله‌باران نماید. ناوگان دریای سیاه شوروی به مدافعان اودسا و سواستوپل تدارکات رساند و در نهایت اقدام به تخلیه آن‌ها کرد اما نتوانست تأثیر تعیین‌کننده‌ای بر نبردهای انجام‌گرفته در طول کرانه دریای سیاه بگذارد یا جلوی گذر آلمانی‌ها از شبه‌جزیره کریمه به قفقاز از طریق تنگه کرچ را بگیرد.